# Scuderia Lancia
Vous lisez un « article de qualité » labellisé en 2008.
La Scuderia Lancia, qui deviendra plus tard la Squadra Corse HF Lancia, est l'atelier de course de l'entreprise automobile Lancia e Cia, créé en 1952 par Gianni Lancia, fils du fondateur de la marque. La Scuderia Lancia débute officiellement en compétition en sports mécaniques où elle s'illustre notamment à la Carrera Panamericana, à la Targa Florio ou aux Mille Miglia. L'écurie s'est aussi engagée en Formule 1 en 1954-1955, sans briller particulièrement. La Squadra Corse a su rebondir en Championnat du Monde d'Endurance avec la conquête de trois titres mondiaux entre 1979 et 1981 et en rallyes en remportant onze titres des constructeurs et quatre titres pilotes entre 1974 et 1992. Depuis fin 1991, Lancia a cessé tout engagement officiel en compétition automobile.

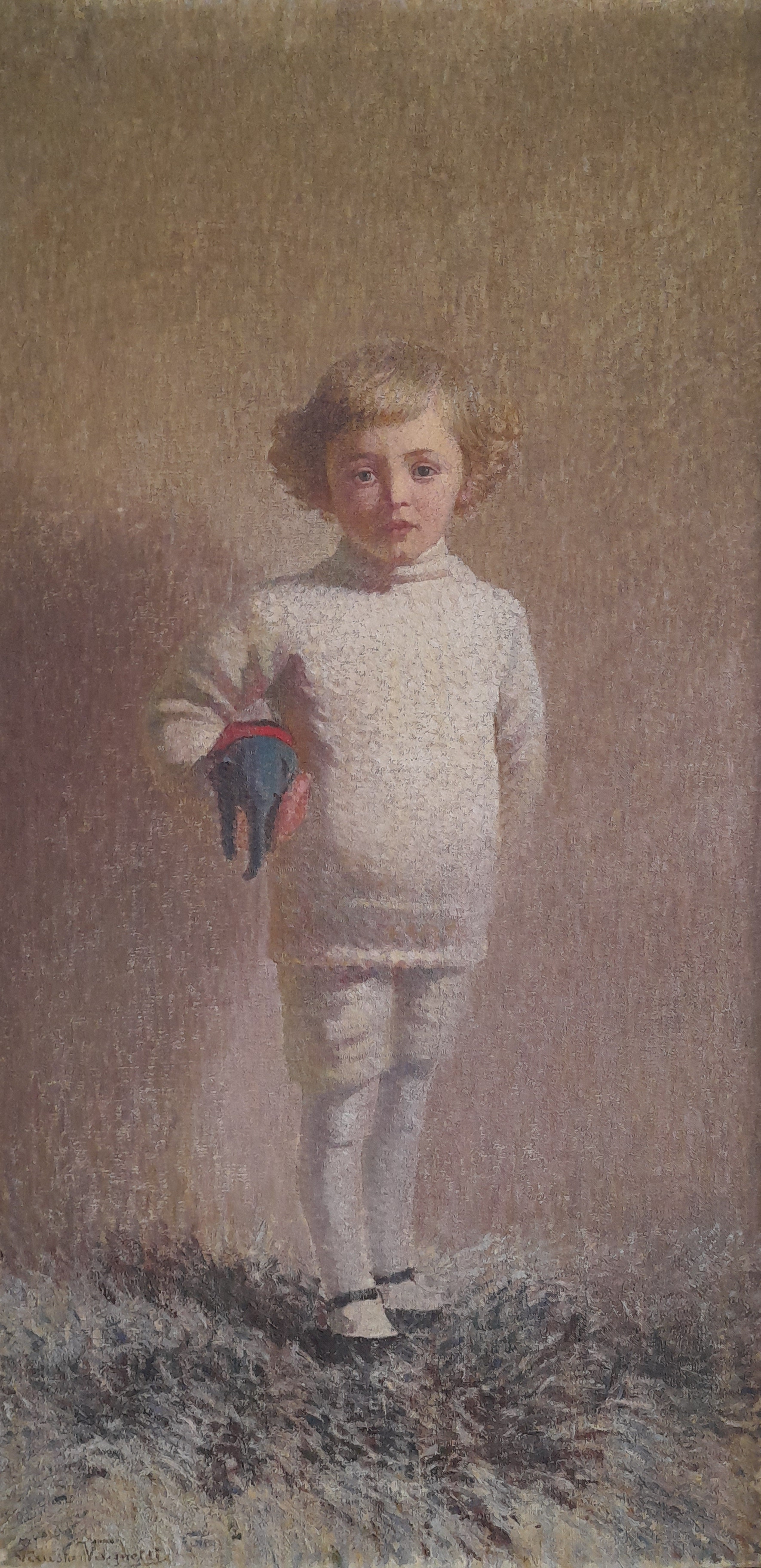
Lelefantino al galoppo, emblème de la Scuderia Lancia adopté en 1952.

L'elefantino HF, logo créé par le Club Lancia HF en 1960.

## Historique

### Vincenzo Lancia: technicien, pilote d'essai et pilote de course

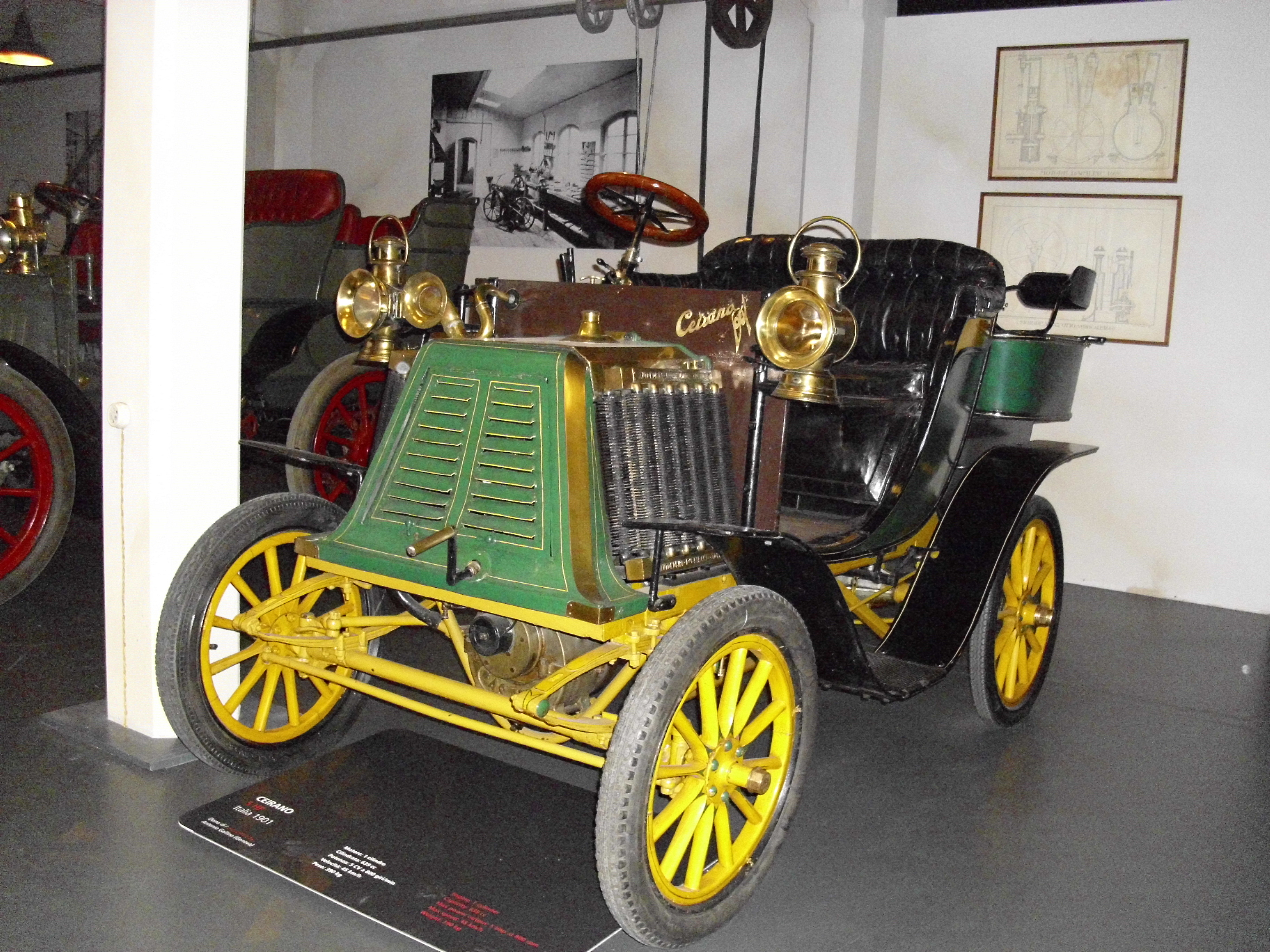
Une Ceirano 5HP de 1901.

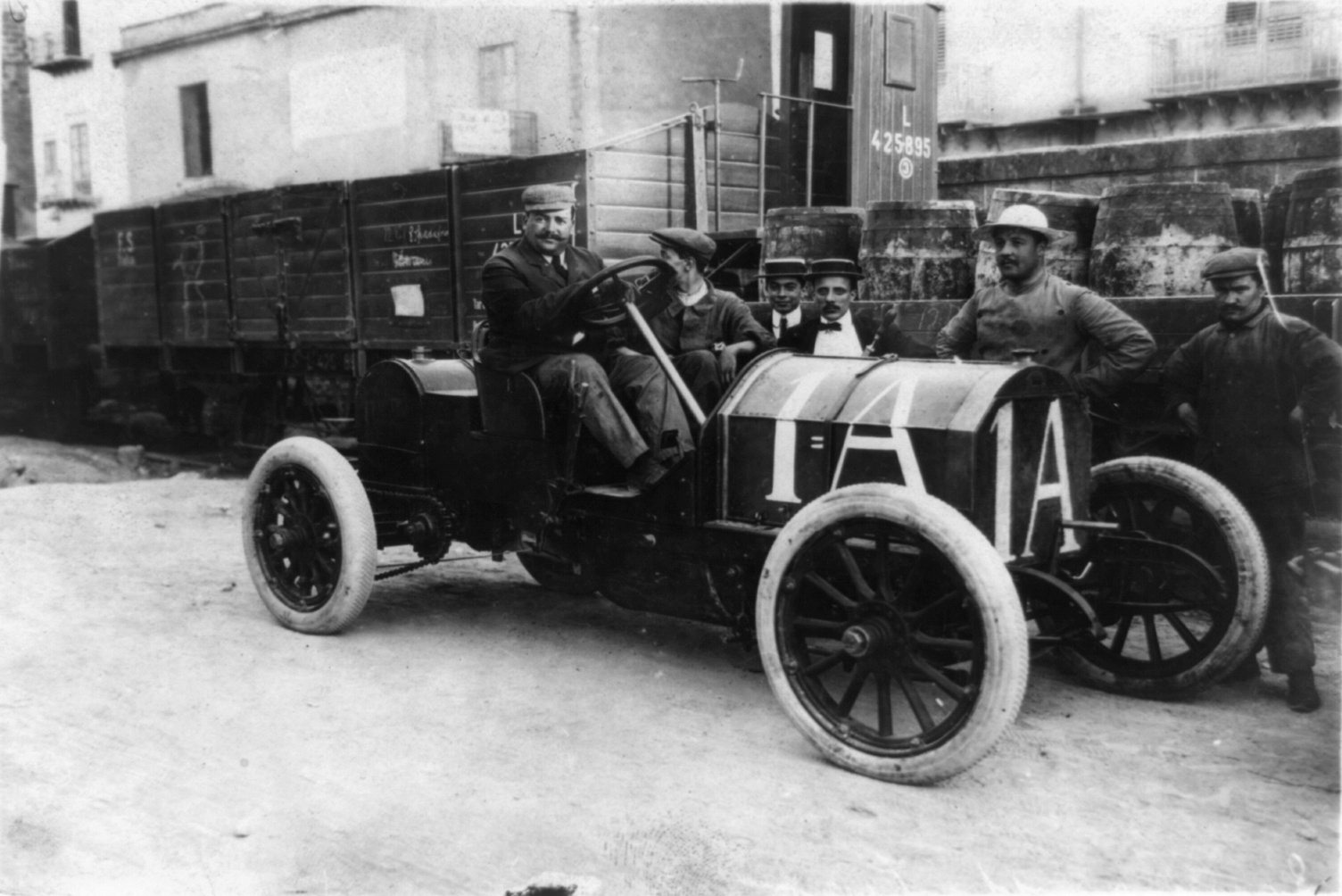
Vicenzo Lancia pilote une Fiat lors de la Targa Florio 1908.

La firme Lancia naît de la passion de Vincenzo Lancia pour la technologie et la compétition automobile. Celui-ci voit le jour en 1881 au nord-est de Turin, au sein d'une famille aisée (son père Giuseppe est propriétaire d'une conserverie alimentaire prospère de Turin). En 1892, Vincenzo se lie d'amitié avec un camarade de classe avec qui il fait l'école buissonnière pour travailler dans l'atelier Carello qui fabrique des accessoires d'éclairage pour les véhicules hippomobiles. Ses résultats scolaires s'en ressentent et son père, qui souhaitait initialement le voir devenir avocat, l'envoie en pension pour l'éloigner de l'atelier de mécanique turinois et pour qu'il apprenne le métier de comptable puisqu'il est particulièrement doué en mathématiques.
En 1897, âgé de seize ans, Vincenzo obtient de son père l'autorisation d'entrer à l'école technique Giuseppe Lagrange de Turin à condition qu'il termine en parallèle ses études de comptabilité. Son logement d'étudiant est situé au premier étage d'une cour où les frères Ceirano louent à Giuseppe Lancia un atelier où ils construisent les bicyclettes, Welleyes Ceirano GB & C. Lorsque l'atelier se tourne vers la construction automobile avec l'aide de l'ingénieur Aristide Faccioli,, Vincenzo Lancia délaisse la comptabilité pour la mécanique.
En 1899, il est officiellement nommé comptable de l'atelier Ceirano Motor and Bicycles Works, au grand soulagement du patriarche Lancia, mais en réalité Vincenzo quitte rarement sa salopette de mécanicien. L'automobile Welleyes, conçue par Faccioli, remporte tellement de succès que les Ceirano ne peuvent faire face aux commandes. Ils acceptent, pour 30 000 lires, le rachat de leur atelier par FIAT et cèdent leurs installations et les brevets de la Welleyes dont sera dérivée la Fiat 3,5 HP,. Vincenzo Lancia est nommé responsable-qualité de la chaîne de production et se forge rapidement une réputation hors pair de metteur au point,.
Lorsque la firme s'engage en compétition, il devient pilote d'essai et de course de FIAT. Sa carrière de pilote débute le 1er juillet 1900 à Padoue où il remporte une victoire de classe sur une Fiat 6 HP bicylindre. L'équipage Nazzaro-Lancia remporte la même année la course Venise-Bassano-Trévise à la moyenne de 59 km/h. En 1903, il participe au Paris-Madrid mais renonce rapidement. En 1904, il termine huitième de la Coupe automobile Gordon Bennett puis remporte la Copa Florio. En 1905, il prend la tête de la Gordon Bennett mais abandonne lorsqu'une pierre crève son radiateur. Lancia participe aussi la même année à la Coupe Vanderbilt disputée à Long Island et termine quatrième, non sans avoir signé le record du tour. En 1906, il abandonne à la Targa Florio mais remporte la Copa d'Oro de Milan, se classe cinquième du Grand Prix de l'ACF qui se court pour la première fois et termine second de la Coupe Vanderbilt.

### Lancia e Cia renonce à la compétition dès sa création

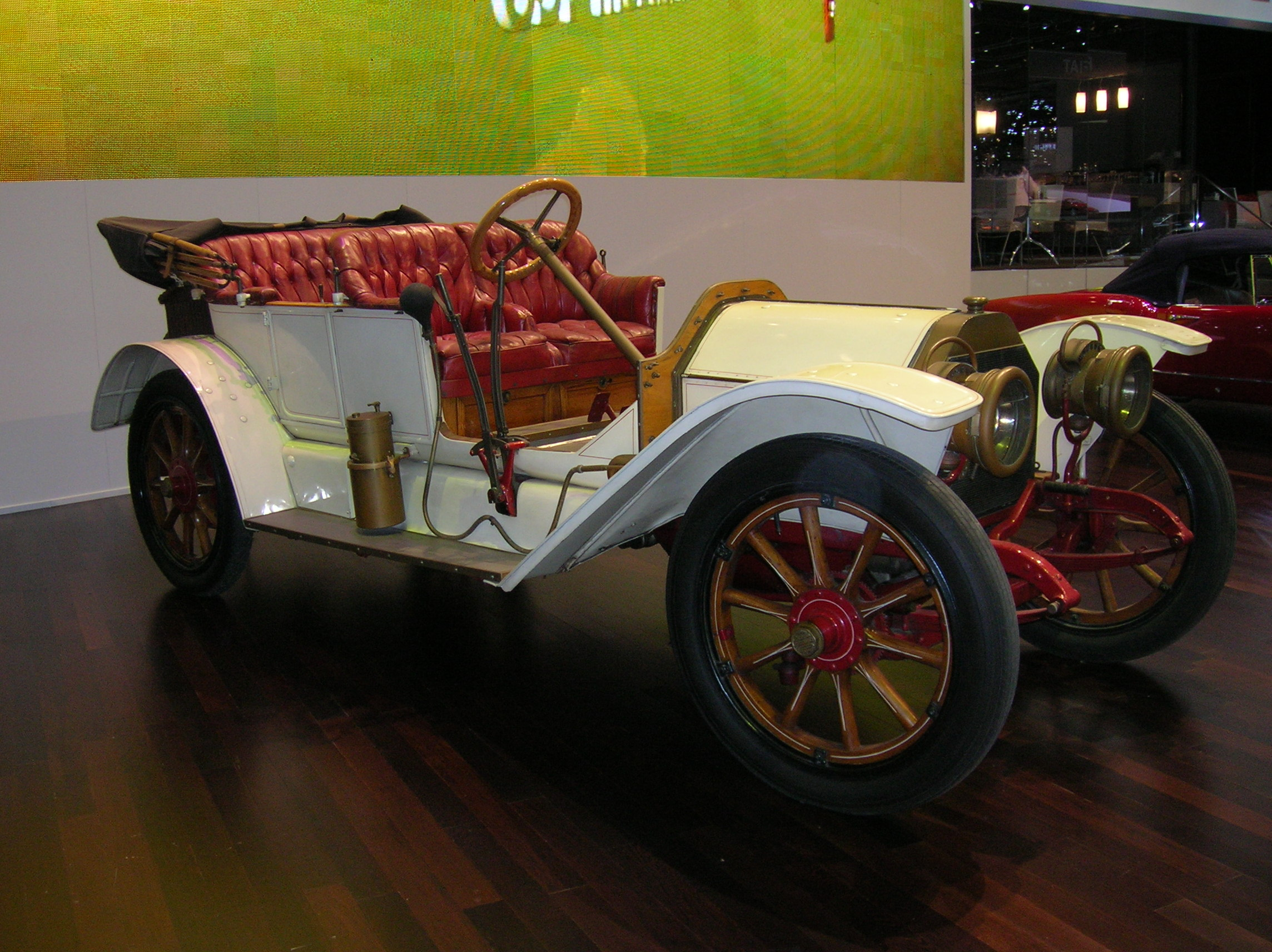
Lancia Beta Torpedo de 1909, engagée en compétition sans l'aval de Vincenzo Lancia.

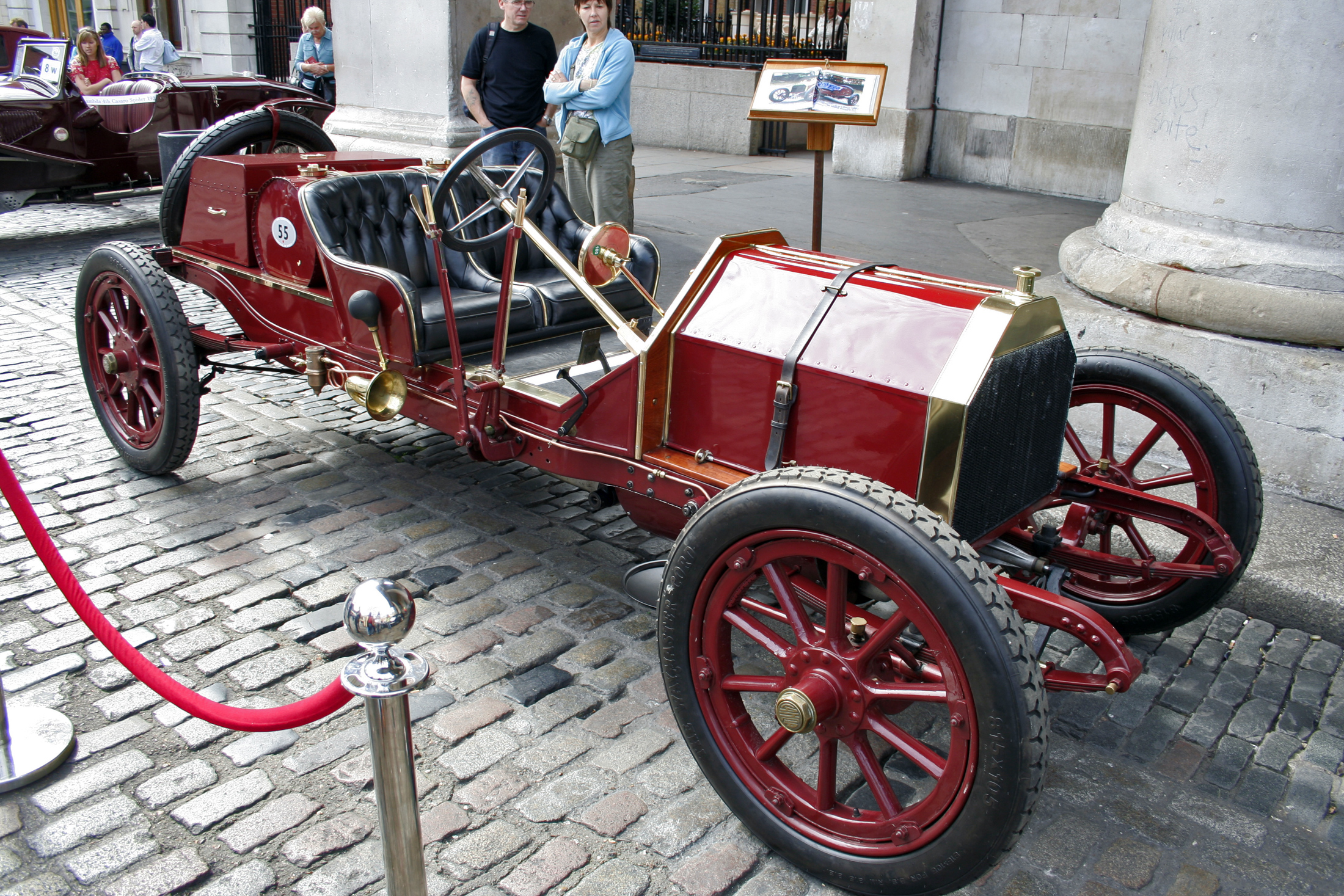
Lancia Gamma 20HP Tipo da Corsa de 1910 à Covent Garden en 2007.

Parallèlement à son travail d'essayeur, Vincenzo Lancia travaille à la conception et à la mise au point de prototypes puis décide, en 1906, de quitter Fiat pour fonder son entreprise. Il s'associe avec Claudio Fogolin, rencontré chez Ceirano pour créer la Firma Fabbrica Automobili Lancia & Cia. à Turin, société au capital de 50 000 lires souscrit à parts égales entre Lancia, qui prend les responsabilités techniques de l'entreprise et Fogolin, chargé des ventes et de l'administration,. Lancia continue toutefois à piloter pour FIAT et se classe sixième du Kaiserpreis, disputé sur le circuit de Taunus en Allemagne, épreuve remportée par son coéquipier Nazzaro. Les débuts de la nouvelle société sont difficiles puisque les locaux loués à Itala (entreprise fondée par un des frères Ceirano) brûlent en février 1907, de même que les plans du premier prototype dont la présentation sera repoussée. Le premier châssis 12HP (connu sous la dénomination Lancia Alpha) est exposé au Salon International de Turin le 18 janvier 1908. Vincenzo fait de l'audace technique et de l'innovation ses marques de fabrique et le symbole de son entreprise : le modèle Alpha reçoit un essieu avant tubulaire qui permet de gagner du poids, est doté d'un bloc à quatre cylindres à soupapes latérales et atteint un régime respectable pour l'époque de 1 450 tours par minute. En 1908, 108 Alpha sortent des chaînes ainsi que 23 Dialpha à six cylindres. Les premières réalisations connaissent rapidement le succès et l'entreprise prend de l'ampleur. Afin de juger des capacités de son premier modèle, Vincenzo s'engage pour la course Padoue-Bolaventa en 1908 et remporte l'épreuve. Il fait préparer plusieurs Alpha Tipo da Corsa dont une est expédiée aux États-Unis où, aux mains de Jim Hillard, elle gagne la course internationale des voitures légères disputée à Savannah et organisée par l'Automobile Club d'Amérique. L'exploit sera répété l'année suivante.
Paradoxalement, compte tenu de son parcours personnel d'ancien pilote de course et du fait que ses voitures soient technologiquement avancées et taillées pour la vitesse, Lancia renonce dès 1909 à toute implication en sport en interdisant expressément tout engagement officiel d'une Lancia en compétition. Cette décision témoigne de son désir de se focaliser désormais entièrement sur la construction de châssis et moteurs destinés à une production routière de masse. Vincenzo Lancia participe toutefois discrètement (et à titre purement privé) à certaines courses mineures et décroche sa dernière victoire sur une Delta en 1910 à Modène. Étant donné la qualité des productions qui sortent de ses ateliers, il est impossible à Lancia d'empêcher des « gentlemen drivers » de s'aligner sur les grilles de départ au volant de voitures de sa conception. Une Beta de 3 120 cm3 à quatre cylindres en V est même construite en cachette du patron pour Guido Airoldi qui termine troisième de l'édition 1909 de la Targa Florio puis, en 1911 et 1912, des Lancia se classent à la deuxième place de la Targa Florio.

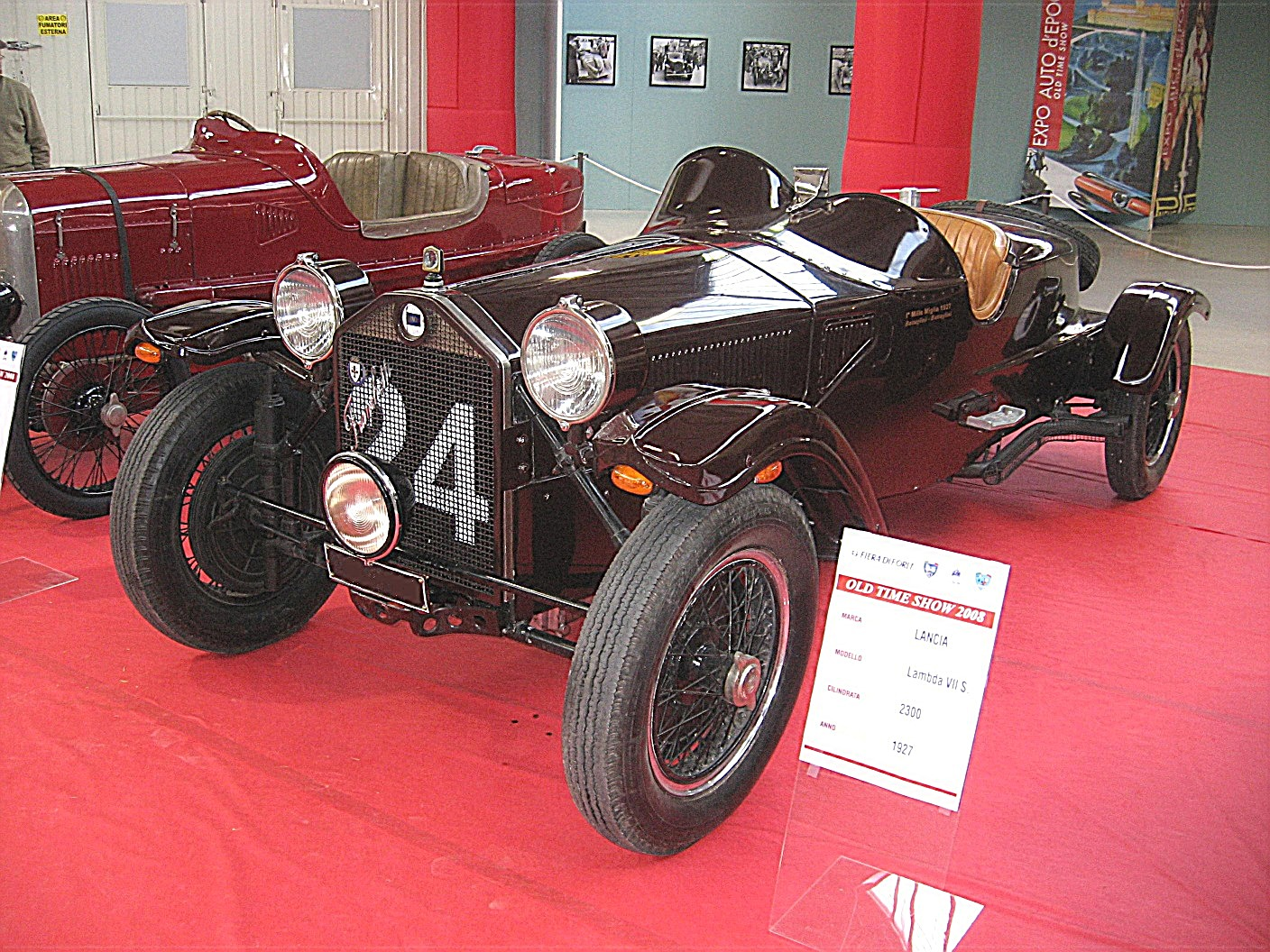
Lancia Lambda de 1927, engagée officiellement en compétition par la firme.

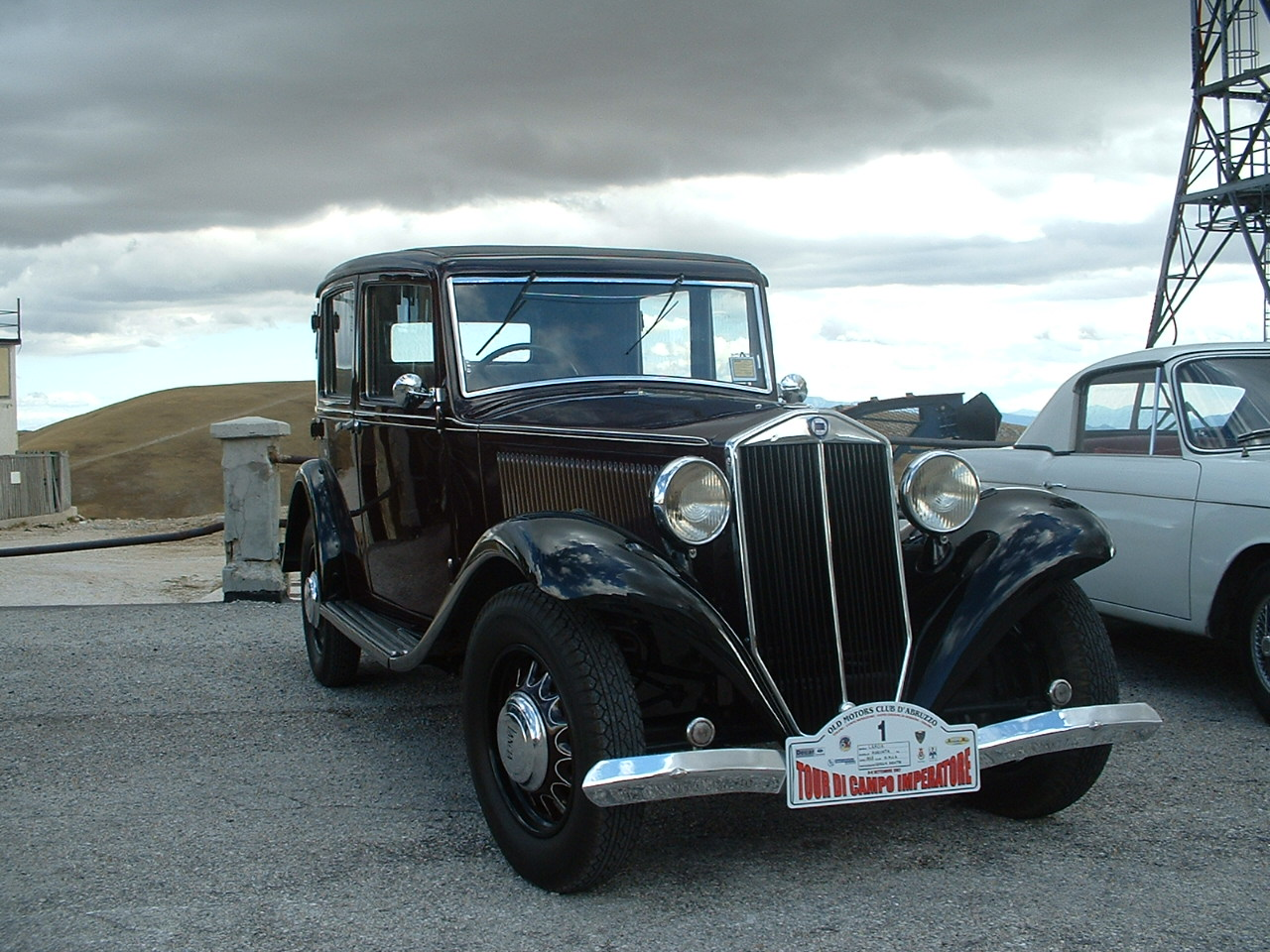
La Lancia Augusta remporte la Targa Florio en 1936 et permet à la firme d'assurer son avenir financier.

Au sortir de la Première Guerre Mondiale (où Lancia produit principalement le modèle Theta, première voiture européenne dotée d'un démarreur électrique, destiné aux armées italienne, britannique et française) Lancia dévoile un prototype de moteur à huit cylindres en V à 45° et un second de 12 cylindres en V à 22°. Cette architecture (cylindres en V à faible ouverture) va longtemps caractériser les Lancia bien que la Lancia V12 ne soit jamais produite en série.
En 1922, la Lambda perpétue la tradition d'innovation technologique et de sportivité avec son châssis monocoque, ses freins aux quatre roues, sa suspension avant indépendante et son moteur V4, intégralement en aluminium à partir de 1923. Un journaliste de la revue Autocar la chronomètre (avec chauffeur et deux passagers) à 106,89 km/h. Son créateur la juge si exceptionnelle qu'il l'engage en compétition, contrairement à sa décision de 1909. Deux Lambda spéciales (taux de compression accru, radiateur et carrosserie allégés) sont alignées pour la création des Mille Miglia en 1927 et se classent troisième et quatrième. L'année suivante, trois Lambda coupé à châssis court ainsi que des Lambda torpédo MM (pour Mille Miglia) à culasse spéciale sont de la partie. Gismondi trône longtemps à la seconde place derrière le futur vainqueur Campari (sur Alfa Romeo) avant d'être éliminé sur accident mais une autre Lambda se classe finalement troisième.
L'Augusta, sortie en 1933, est la première berline au monde à carrosserie monocoque autoporteuse. Nombre d'innovations techniques sont dévoilées : suspensions avant indépendantes, suspension arrière à lames équipés de silentblocs, roue libre commandée depuis le siège conducteur, arbre de transmission à joints de cardans flexibles, freins à commande hydraulique sur les quatre roues. Ce modèle, grâce à son succès commercial, permet à Lancia de s'assurer une stabilité financière (quand elle terminera sa carrière, en 1937, elle aura battu, avec 15 000 exemplaires vendus, tous les records de production de la firme). À son volant, Costantino Magistri remporte en 1936 la Targa Florio où Lancia réalise un véritable exploit puisque Salvatore di Pietro se classe second, « Gladio » troisième et Bernardo Cammarata quatrième.
Alors que Lancia e Cia devient de plus en plus renommée et puissante, Vincenzo décède d'une crise cardiaque le 15 février 1937 à 56 ans alors qu'il travaillait sur l'un des modèles mythiques de Lancia, l'Aprilia qui connaîtra un immense succès commercial. Sa veuve (et ancienne secrétaire de la société) Adèle Miglietti prend alors la présidence de la société. La guerre éclatant, Lancia cesse son activité de production automobile pour produire uniquement des véhicules utilitaires et quelques autos blindées légères.

### 1952: Engagement officiel en compétition automobile

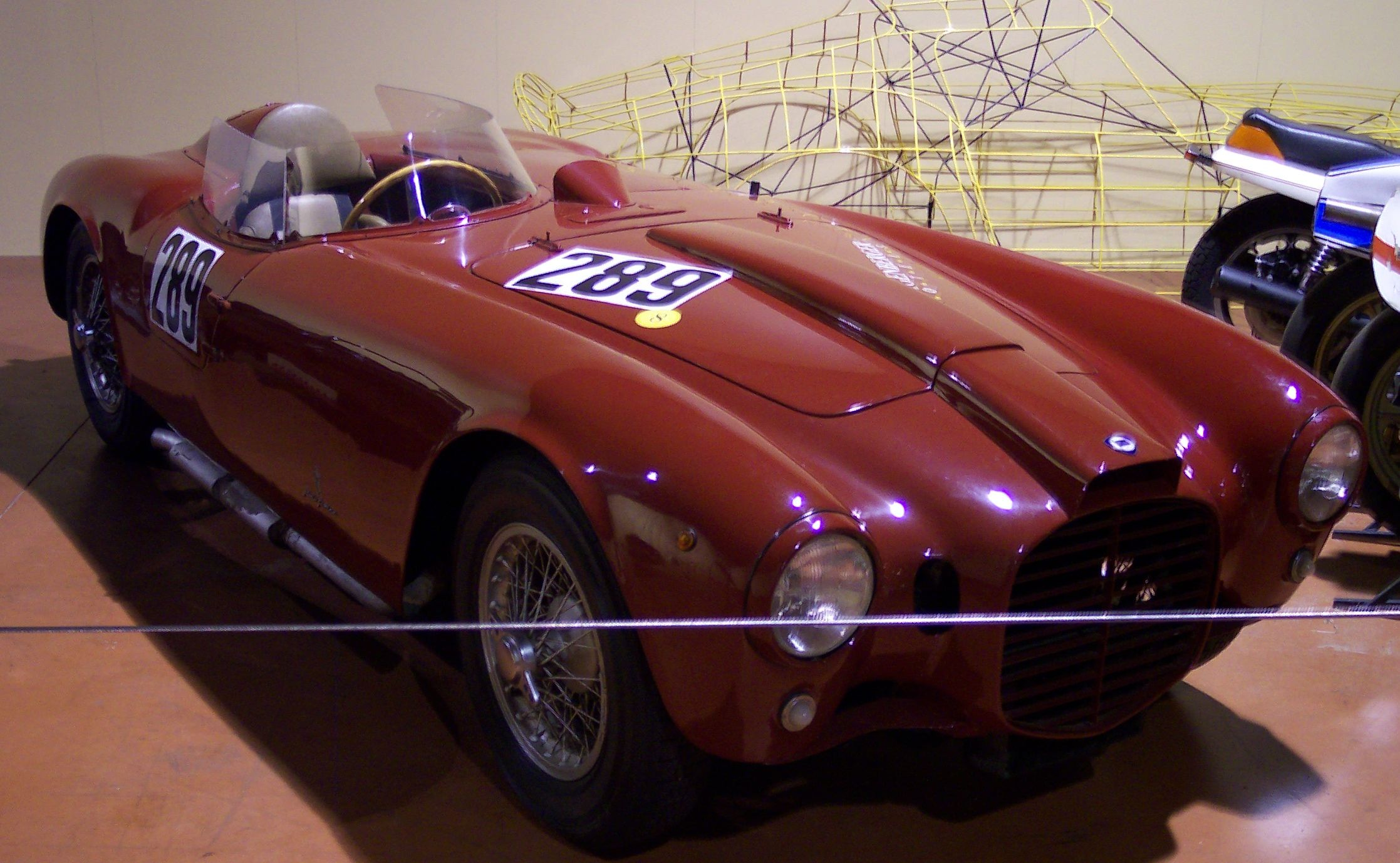
Lancia D23 Sport Pinin Farina Spyder de 1953, créée par Jano et carrossée par Pinin Farina.

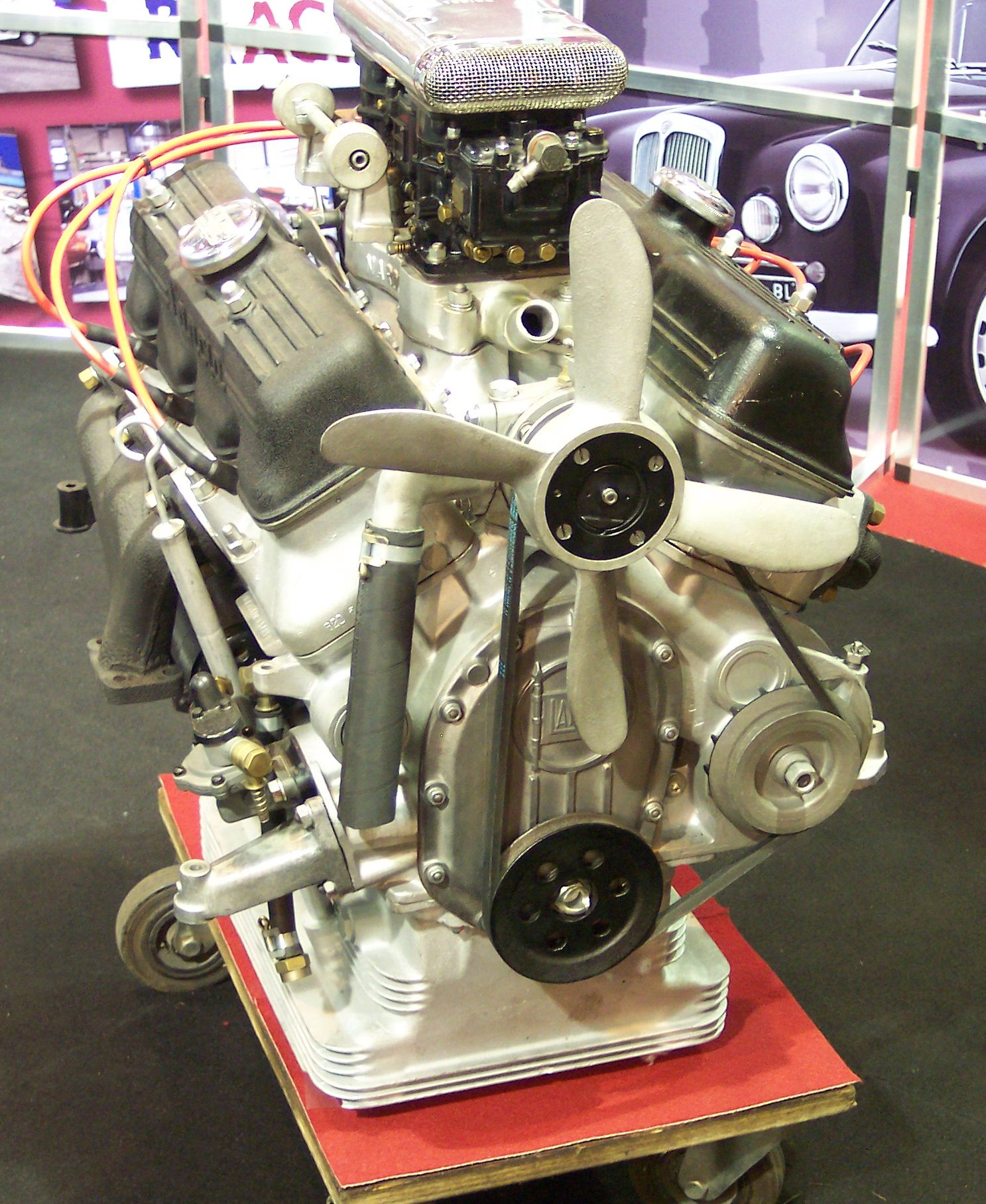
Le moteur V6 de l'Aurelia, architecture longtemps privilégiée par Lancia.

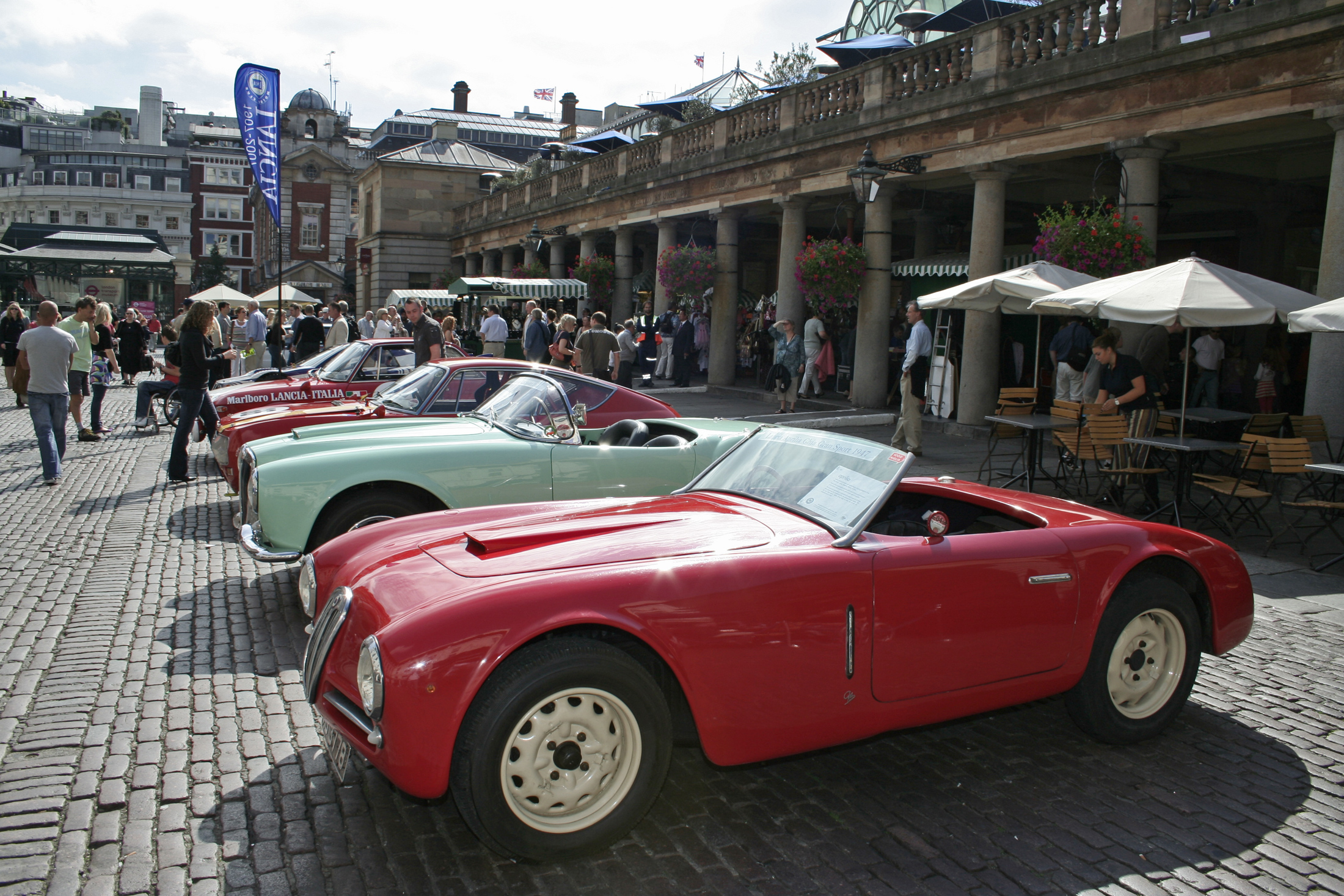
La Lancia Aprilia (ici un spider Ghia de 1947), dernière création du fondateur de la marque, connaîtra un immense succès commercial et sportif.

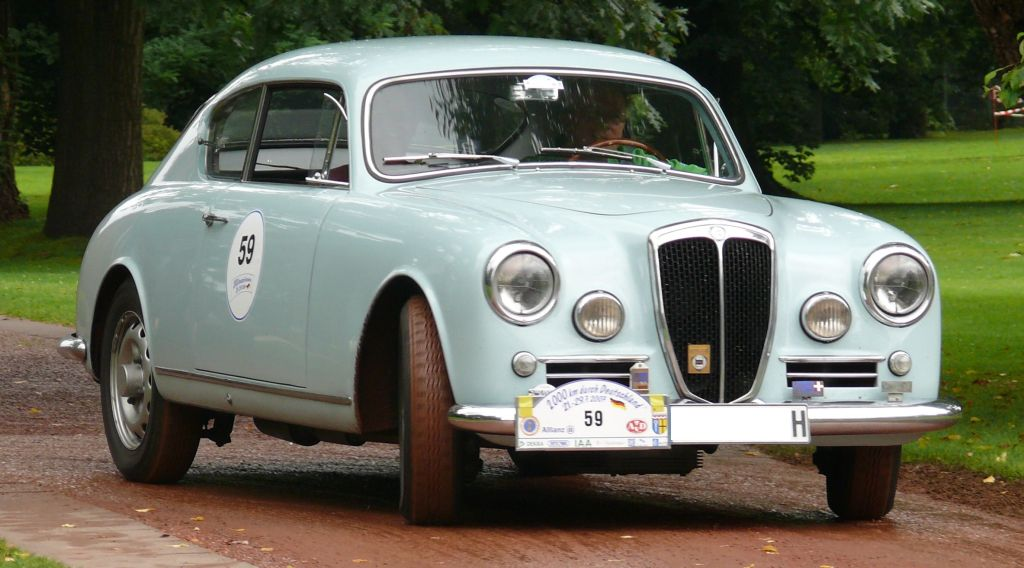
Lancia Aurelia 2500 GT B20, première Lancia de compétition officielle.

En 1944 Arturo Lancia, un cousin de Vincenzo qui travaillait chez Ford aux États-Unis devient directeur général de la société à la place d'Adèle Lancia. À la fin du conflit mondial, les usines de Turin et Bolzano (fondée en 1935), bombardées, ne reprennent que lentement leur activité. À la mort d'Arturo, en 1948, Gianni Lancia, le fils de Vincenzo prend les rênes de l'entreprise et va complètement changer d'orientation : passionné de technologie et de sport automobile, il décide en 1951 de revenir à la compétition mais désormais officiellement.
Gianni Lancia souhaite dans un premier temps se mesurer à Alfa Romeo et, pour ce faire, s'appuie sur le talentueux ingénieur Vittorio Jano, recruté en 1938 après son départ de chez Alfa Romeo, et qui a contribué aux succès en compétition des Alfa Romeo P2, 1750, 2300, 2900 et P3 de l'entre-deux guerres. Avec Ettore Zaccone Mina, il conçoit, à partir d'une étude menée dès 1943 par Giuseppe De Virgilio, le moteur de la Lancia Aurelia qui devient le premier V6 au monde monté sur un modèle de série. En plus de ce V6 incliné à 60 degrés, l'Aurelia est dotée d'un embrayage, d'une boîte de vitesses et d'un différentiel réunis en un seul bloc et logés à l'arrière de la voiture pour une meilleure répartition des masses. Ce nouveau modèle à l'aérodynamique exceptionnelle (cx de 0,47 mesuré en 1970 dans la soufflerie de Pininfarina), à la motorisation performante (185 km/h) et avec sa suspension indépendante sur les quatre roues, constitue une base idéale pour débuter en compétition.
La firme accorde d'abord son soutien à quelques équipages privés et une berline Aurelia B10 termine première de la classe deux litres aux Mille Miglia 1950. Cette victoire encourage Lancia à développer une version coupé-sport du modèle. Lancia soutient à nouveau des équipages privés engagés au Tour de Sicile : quatre Aurelia B21 (1 991 cm3 et 75 chevaux) terminent aux quatre premières places de leur catégorie, devant les Alfa Romeo 1900. Lancia décroche ensuite une seconde place aux Mille Miglia en 1951 grâce à Giovanni Bracco et Umberto Maglioli (sur Aurelia GT B20 2 litres poussée à 91 chevaux au lieu de 69,5) et une victoire de classe aux 24 heures du Mans 1951 (avec Bracco et Giovanni Lurani toujours sur Aurelia GT B20, douzièmes au classement général). En 1952, Maglioli et Monteferrario se classent premiers de la catégorie « Turismo Nazionale » et dix-neuvièmes du classement général des Mille Miglia sur Aurelia B22. Maglioli termine quatrième de la Carrera Messicana avec une B20 à compresseur volumétrique. Les Lancia dominent la Targa Florio avec le triplé Bonetto-Valenzano-Anselmi sur Aurelia B20.
Gianni Lancia décide alors de passer à la catégorie Sport. Courant 1952, la Scuderia Lancia est officiellement créée et on voit apparaître pour la première fois sur les modèles de compétition l'elefantino al galoppo. Avec la création de la barquette D20 et de ses héritières, les nouveaux adversaires de la marque sont Maserati et Ferrari. Jano réalise la barquette D23, carrossée par Pininfarina, qui remporte le Grand Prix de Lisbonne. À partir de celle-ci, il développe la D24 animée par un V6 de 3 300 cm3 qui, pilotée notamment par Juan Manuel Fangio, Alberto Ascari ou encore Piero Taruffi, règne en maître en 1953 et 1954 en enlevant les trois premières places de la Carrera Panamericana 1953 (Fangio-Taruffi-Castellotti) et en remportant notamment la Targa Florio (Taruffi vainqueur en 1954) et les Mille Miglia (Ascari vainqueur en 1954). Louis Chiron, sur Aurelia B20 offre à Lancia sa première victoire au rallye Monte-Carlo en 1954.
En 1953, fort de ces succès, Gianni Lancia songe à s'engager en Formule 1 et est conforté dans ce choix par Alberto Ascari. Sous contrats avec Lancia en Sport et Ferrari en Formule 1, et enthousiasmé par les performances des Lancia, Ascari ne souhaite pas pour autant renoncer à la Formule 1 et propose alors à Lancia de s'engager en F1. Celui-ci ne se rend pas compte que cet engagement risque de compromettre l'avenir de la société : il faut en effet concevoir les modèles routiers destinés à remplacer l'Aurelia et l'Appia et continuer à développer les B20 et B24 toujours engagées en Sport. Or Gianni Lancia n'entend renoncer ni à la sophistication de sa production, ni à la recherche de sportivité, ni à ses ambitions sportives.

### 1954: Engagement en Formule 1

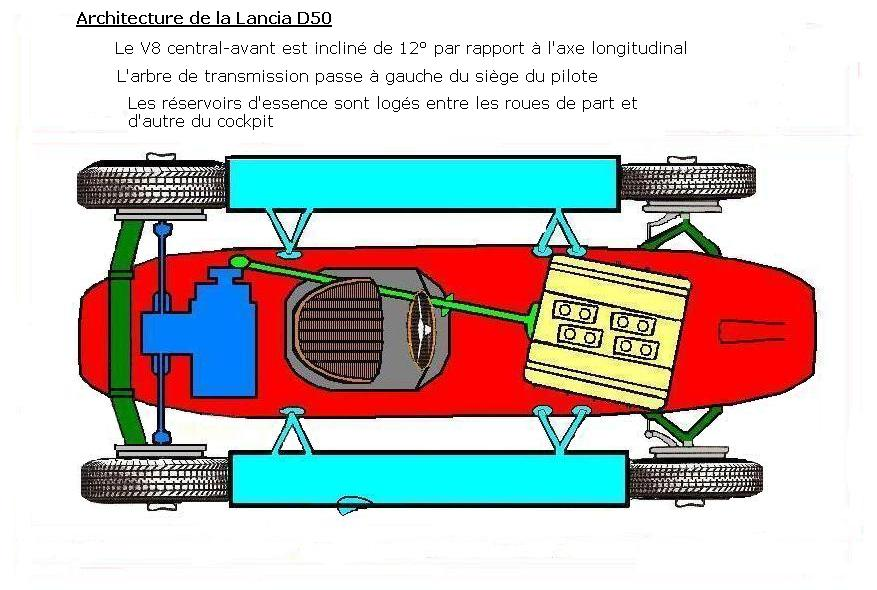
Architecture de la Lancia D50.

La décision de la Commission Sportive Internationale de changer la réglementation technique de la discipline à compter de 1954 finit de décider Gianni Lancia à s'engager en Formule 1. Le retour à la « vraie » Formule 1 est une aubaine pour Lancia qui va pouvoir se mesurer à égalité de chance avec les écuries déjà présentes puisque toutes les équipes devront concevoir une monoplace inédite, la cylindrée maximale autorisée passant de 2 000 à 2 500 cm3 pour les moteurs atmosphériques. Une autre raison qui pousse Lancia à s'engager en F1 est qu'il tient avec Vittorio Jano un ingénieur de talent capable de produire une monoplace efficace dès ses débuts.
Jano et Ettore Mina restent fidèles à la tradition Lancia en osant un pari technologique majeur mais sont tout d'abord hésitants quant à la voie à suivre. Jano envisage de développer un moteur suralimenté mais se rend compte que la faible cylindrée autorisée (750 cm3) pour les moteurs compressés ne permettra pas d'être compétitif. Le règlement autorisant une cylindrée maximale de 2 500 cm3 pour les moteurs atmosphériques, il conçoit avec Mina un bloc dérivé du modèle à V6 de 3 litres de la D20 sport en le réalésant à 2 471,52 cm3. Ce nouveau moteur développe 235 chevaux à 7 200 tours par minute mais Mina, sceptique quant à ses possibilités de développement, convainc Jano et Gianni Lancia de mettre en chantier un V8 à 90°. Les errements des ingénieurs et la décision finale de construire un moteur inédit mettent en difficulté financière l'entreprise. Gianni Lancia reste toutefois enthousiaste car le choix du V8 permet à Lancia e Cia de conserver sa réputation de pionnière en matière de technologie. L'architecture en V à angle étroit étant désormais parfaitement maîtrisée, la Lancia D50 est finalement conçue autour d'autour du Lancia DS50, un V8 et la D50 devient la première monoplace de Formule 1 engagée en championnat du monde à emprunter cette architecture moteur. Une autre preuve de l'audace technologique propre à Lancia est le rôle semi-porteur dévolu au moteur qui participe à la rigidité du châssis : les attaches inférieures des suspensions sont fixées directement sur le bloc moteur et non sur le châssis lui-même. Cette technique inédite ne sera reprise en Formule 1 que treize ans plus tard avec le moteur Ford-Cosworth. Jano poursuit dans l'innovation technique en installant le moteur de biais par rapport à l'axe de la voiture pour parfaire la tenue de route de la monoplace en faisant passer l'arbre de transmission à gauche du siège pour abaisser le centre de gravité de l'ensemble machine-pilote,. Jano dessine une carrosserie inédite incluant des paniers latéraux autour du cockpit qui abritent les radiateurs et les réservoirs traditionnellement installés derrière le cockpit : avec la disposition traditionnelle, la motricité diminue au fur et à mesure que le réservoir se vide, le déplacement des réservoirs entre les essieux élimine ce problème et le nouveau centrage des masses autour du centre de gravité augmente l'équilibre et la maniabilité de la machine.
Les concurrentes de la Scuderia Lancia sont Mercedes-Benz qui tente aussi un pari technologique avec la W196 à commande desmodromique des soupapes, injection directe, carrosserie enveloppante et Maserati dont la 250F est extrapolée de la A6GCM. Chacun des quatre constructeurs engagé présente une monoplace inédite aux caractéristiques différentes : V8 pour Lancia, 8 cylindres en ligne pour Mercedes, 6 cylindres en ligne pour Maserati et 4 cylindres en ligne pour Ferrari.

### 1955: La compétition conduit Lancia à la faillite

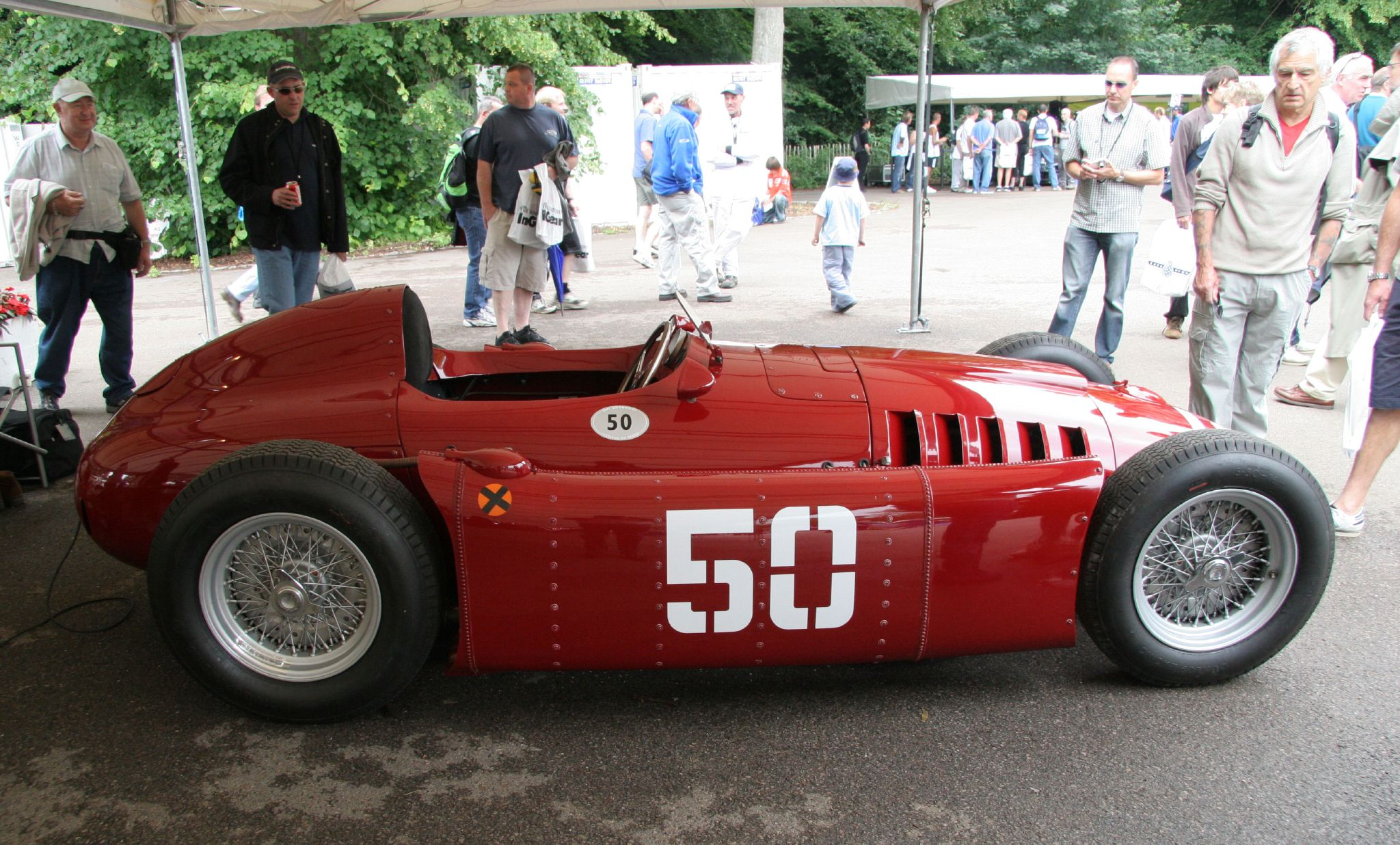
Lancia D50A de 1954 à Goodwood en 2007.

Début 1954, Alberto Ascari et Luigi Villoresi mettent fin à leur collaboration avec la Scuderia Ferrari et deviennent pilotes officiels Lancia. Ce recrutement ne sera pas sans conséquence sur les déboires financiers à venir de la firme : Ascari demande 25 millions de lires par an pendant deux saisons alors même que Lancia e Cia éprouve des difficultés à mener de front activité industrielle et engagement sportif. Eugenio Castellotti, le jeune espoir italien troisième de la Carrera Panamericana en 1953 suit Ascari afin de continuer à progresser à ses côtés : il signe un contrat de deux ans, en Sport en 1954 et en Formule 1 à partir de 1955. La D50 fait ses premiers tours de roues le 20 février avec Ascari à son volant. Gianni Lancia souhaite l'engager en championnat dès le Grand Prix de France mais les essais s'avèrent longs et coûteux. Fin avril, Ascari et Villoresi sont autorisés à participer au championnat du monde au volant de monoplaces de la concurrence puisque la D50 n'est toujours pas finalisée : ils n'en disposeront que pour l'ultime Grand Prix du championnat.
Gianni Lancia est profondément déçu de ne pouvoir respecter son calendrier prévisionnel, surtout lorsqu'il apprend la victoire de la Mercedes W196 au Grand Prix de France où il était censé faire débuter ses monoplaces. En octobre, après une série de tests à Monza où Ascari signe un temps au tour inférieur de trois secondes à la pole position de Juan Manuel Fangio sur la W196 carénée le 5 septembre précédent à l'occasion du Grand Prix d'Italie trois châssis sont finalisés. Deux sont envoyés au Grand Prix d'Espagne où Ascari décroche la pole position. S'il en perd d'entrée le bénéfice, il signe le meilleur tour en course et passe en tête dès le troisième passage sur la ligne, alors que Villoresi a déjà abandonné sur problème de freins. Ascari mène l'épreuve pendant sept tours avant de renoncer.

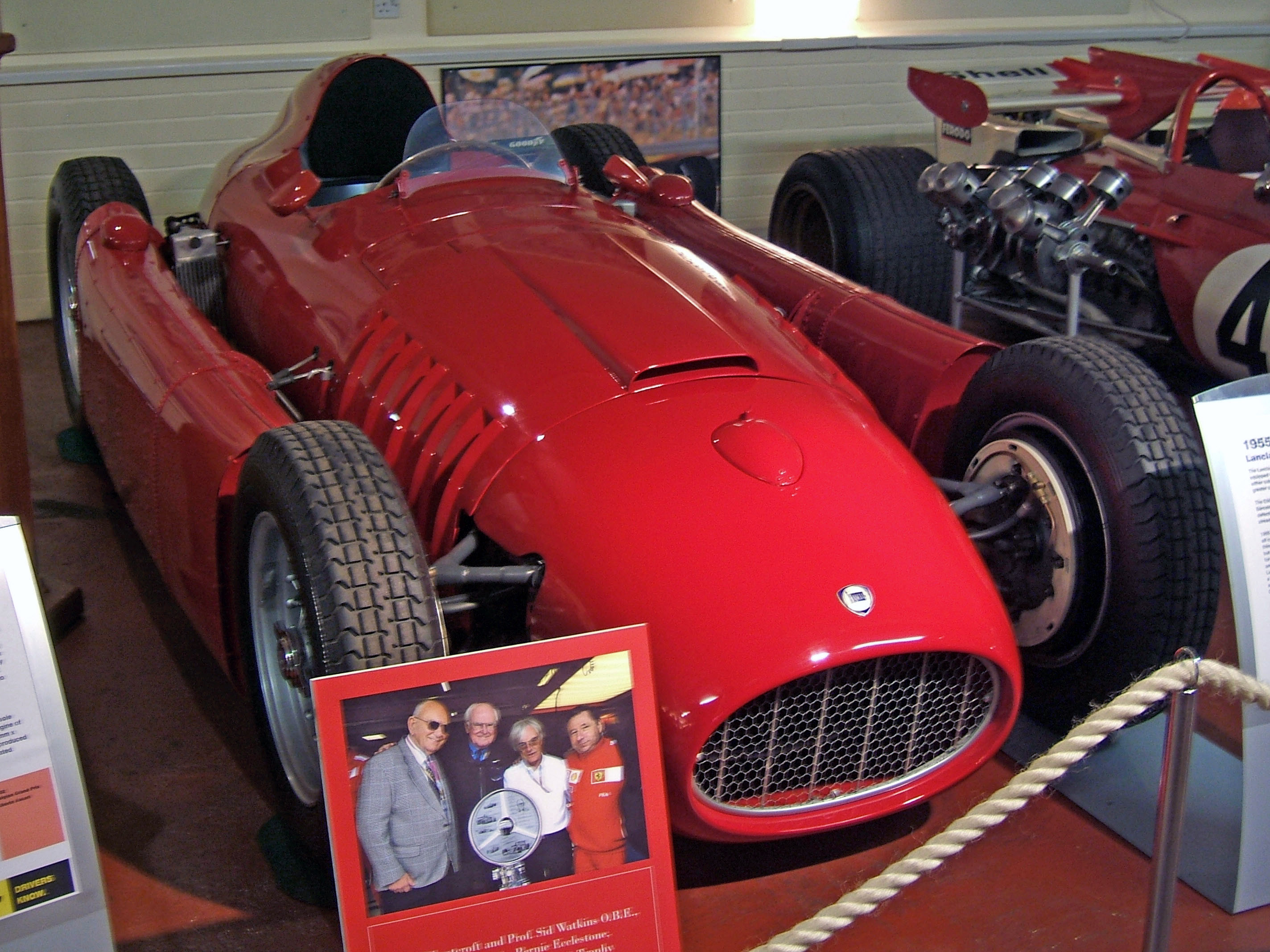
Lancia D50 de 1955 au musée de Donington.

Pour 1955, Jano et Mina apportent des modifications au modèle originel : réservoirs portés à 200 litres pour limiter les ravitaillements en course, prise d'air du panier latéral, circuit de lubrification, système de freinage et tarage des suspensions revus. Les voies et l'empattement sont aussi modifiés. Eugenio Castellotti est titularisé au sein de l'écurie qui dispose de cinq monoplaces. Lors du Grand Prix inaugural, en Argentine, Ascari se qualifie en seconde position et prend le commandement de l'épreuve au onzième tour. Il abandonne au vingt-deuxième passage à la suite d'un spectaculaire tête-à-queue. Aucune des monoplaces ne reçoit le drapeau à damiers : si les D50 sont performantes, elles manquent encore de fiabilité. Le 27 mars, à domicile à Turin, Ascari permet à la Scuderia Lancia de remporter son premier Grand Prix de Formule 1 à l'occasion du VII Gran Premio del Valentino où Villoresi complète le succès en terminant troisième. Ascari et Villoresi rééditent leur performance à l'occasion du VIII Gran Premio di Napoli, le 8 mai, en encadrant la Maserati de Luigi Musso, mais ces deux épreuves n'étaient pas inscrites au championnat.
Le 22 mai, quatre monoplaces sont engagées au Grand Prix de Monaco, Louis Chiron, le régional de l'étape, épaulant les pilotes italiens. Ascari se qualifie en seconde position, Castellotti est quatrième, Villoresi septième tandis que le Monégasque est seulement dix-neuvième sur la grille. Il réussit une course honorable en terminant sixième derrière Villoresi tandis que Castellotti décroche le premier accessit. La fête est toutefois gâchée par l'accident d'Ascari au quatre-vingtième tour. Alors qu'il était second derrière Stirling Moss et que la victoire lui semblait promise (le moteur de la Mercedes Benz du leader étant à l'agonie) l'Italien, surpris par de l'huile laissée par la W196, perd le contrôle de sa monoplace et bascule dans le port. Éjecté de sa monoplace, il est secouru par des plongeurs sous-marins et ne souffre que d'une fracture de la cloison nasale et de contusions au dos,. Laissé au repos par Lancia à la suite de son accident, il assiste, en simple observateur, quatre jours plus tard à une séance d'essais à Monza où Castelloti règle une Ferrari 3000 Sport qu'il doit partager avec lui aux 1 000 kilomètres de Monza. Ascari ne résiste pas à l'envie de l'essayer, perd le contrôle de la voiture et trouve la mort. Toute la Scuderia Lancia est sous le choc : Villoresi quitte la Formule 1, Castellotti est désorienté après la mort de son mentor et Gianni Lancia retire temporairement son écurie des Grands Prix.
En Belgique, la Scuderia Lancia n'est pas présente officiellement mais permet à Castellotti d'engager une D50 à titre privé. Il décroche la pole position avant d'abandonner peu avant la mi-course, au dix-septième tour,. L'entreprise Lancia e Cia est en pleine tourmente au milieu de l'année. Ascari, pilote autour duquel s'est bâtie l'écurie, n'est plus et Villoresi, l'autre pilier de l'équipe, est parti. De plus, les sommes conséquentes dépensées pour assurer son programme sportif mettent en difficulté la firme au point que Gianni Lancia ferme temporairement l'atelier de course : les D50 ne sont pas engagées en Grande-Bretagne. Survient alors le drame des 24 heures du Mans 1955 où l'accident de la Mercedes de Pierre Levegh provoque la mort de plus de 80 spectateurs. La plupart des gouvernements interdit alors les compétitions automobiles en l'attente d'une nouvelle réglementation concernant la sécurité du public. Cette décision sonne le glas de l'officine de course turinoise qui renonce à s'engager au Grand Prix des Pays-Bas.

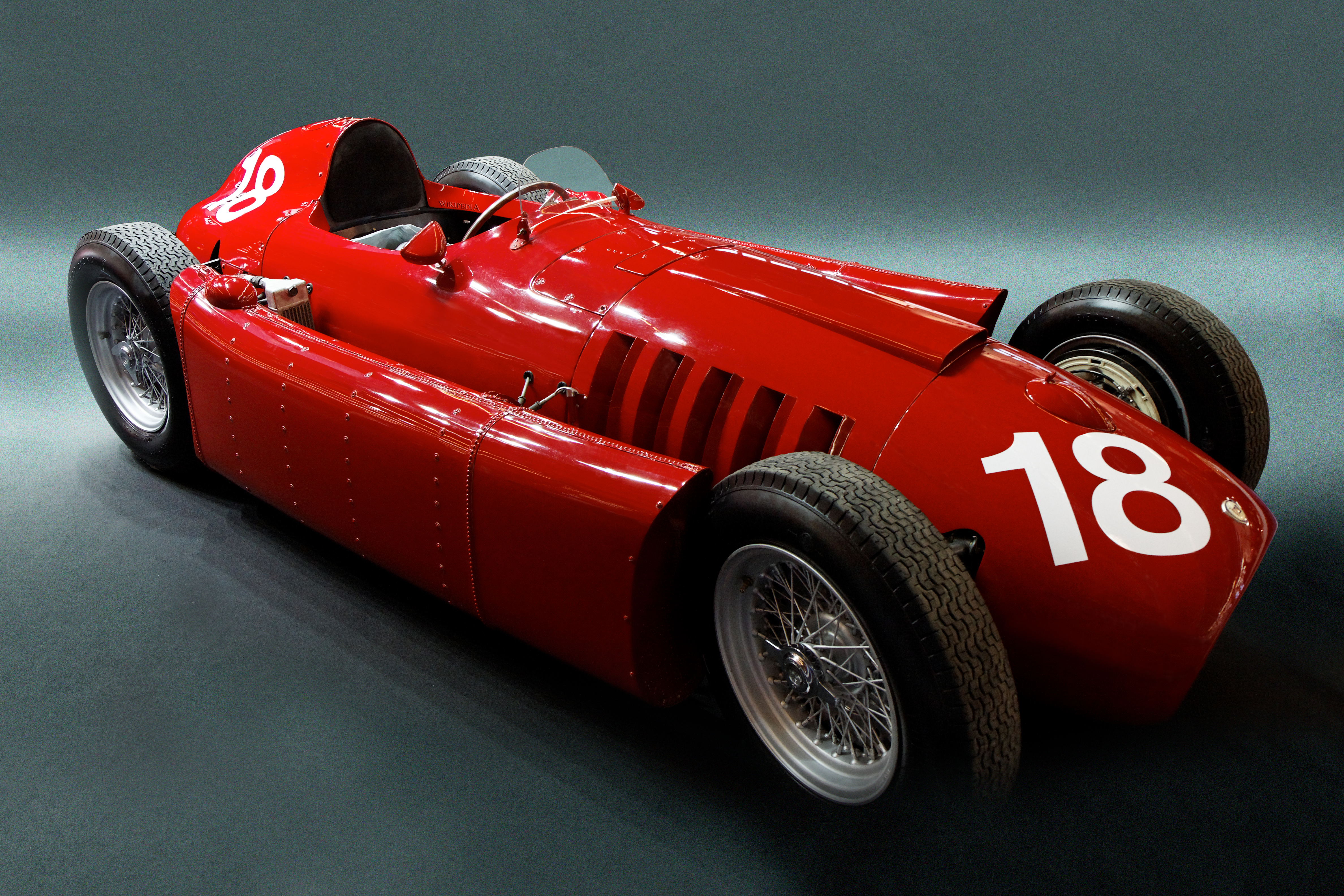
La Lancia D50 dessinée par Vittorio Jano

Gianni Lancia revend la société familiale par l'entremise de Filippo Caracciolo, successeur de Gianni Agnelli à la tête de FIAT et président de l'Automobile Club d'Italie qui convainc Carlo Pesenti, fondateur d'Italcementi et actionnaire de FIAT, de racheter la firme tandis que les avoirs de la Scuderia Lancia sont rachetés par FIAT et cédés à Ferrari. Le 26 juillet, toutes les monoplaces (sauf une voire deux, conservées en souvenir par Gianni Lancia) sont cédées à Enzo Ferrari ainsi que tout le stock de pièces détachées, le matériel de course, les moteurs et les camions transporteurs alors même qu'il reste un dernier Grand Prix à disputer.
Cette cession de l'ensemble du matériel de la Scuderia Lancia et l'assurance d'un soutien financier de FIAT sont du pain bénit pour la Scuderia Ferrari dans le creux de la vague depuis le début de la saison 1954. Enzo Ferrari réceptionne toutes les voitures tandis que Vittorio Jano, libéré de ses fonctions, rejoint également Ferrari. Des soucis de freins et de pneumatiques empêchent Luigi Villoresi et Giuseppe Farina de prendre le départ du dernier Grand Prix de la saison en Italie. Bien qu'ils aient fait tous deux bonne impression lors des séances d'essais Jano annonce que les D50 ne s'élanceront que s'il pleut car sur l'anneau de Monza, les pneumatiques Englebert, non adaptés à leur nouvelle monture, montent trop rapidement en température et se dégradent excessivement provoquant même un déchapage sur la monoplace de Farina.
Lancia ne reviendra plus jamais en Formule 1 et la Lancia D50 sera le seul modèle produit par l'officine de course. Toutefois, les Lancia-Ferrari D50 seront engagées en championnat du monde en 1956 et permettront à Juan Manuel Fangio d'être sacré champion du monde avec 6 victoires puis en 1957 sous le nom de Ferrari 801.

### 1955-1965: Pesenti renonce à l'engagement officiel en compétition

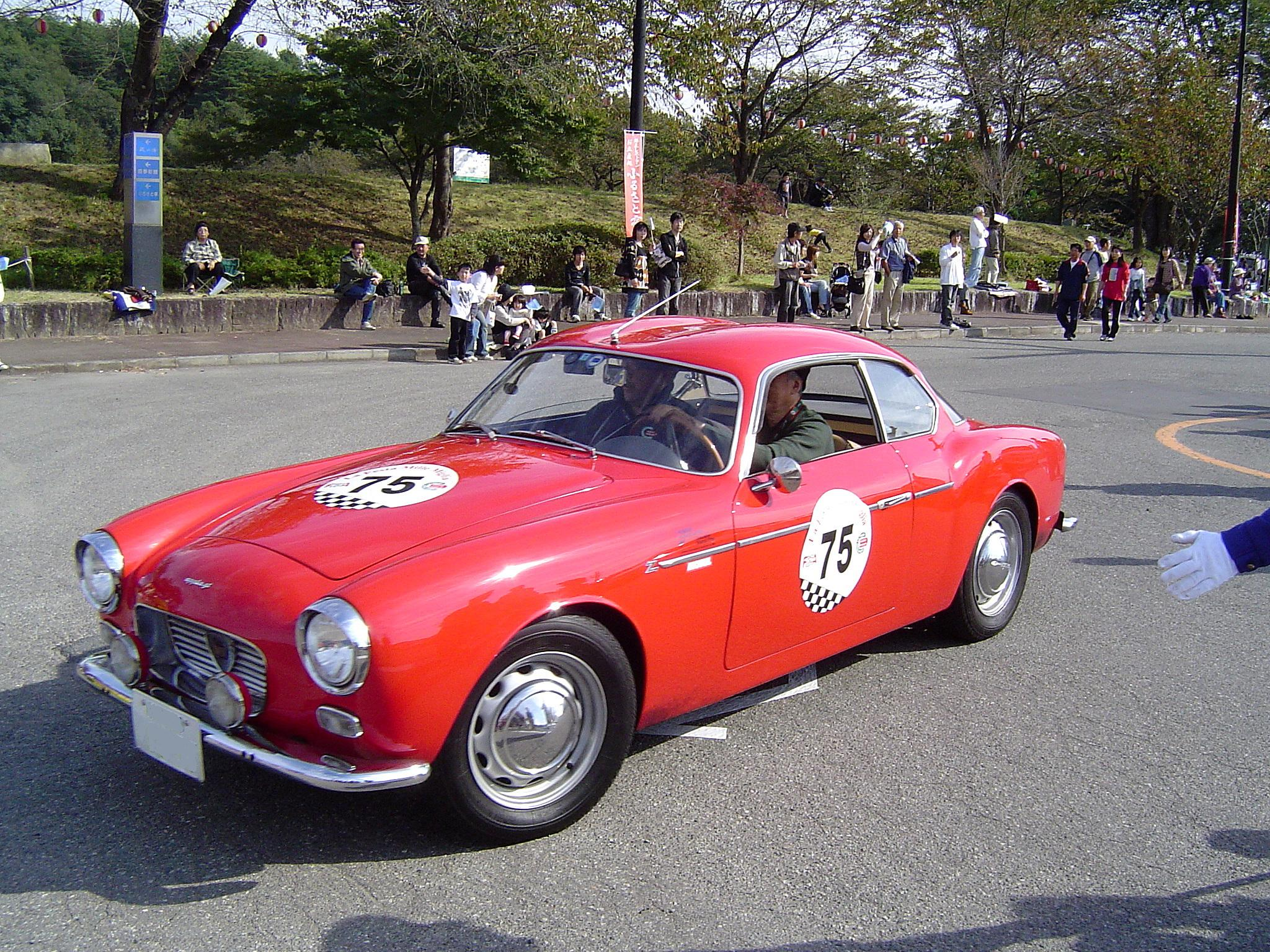
La Lancia Appia GT Zagato, imbattable en 1150 cm³.

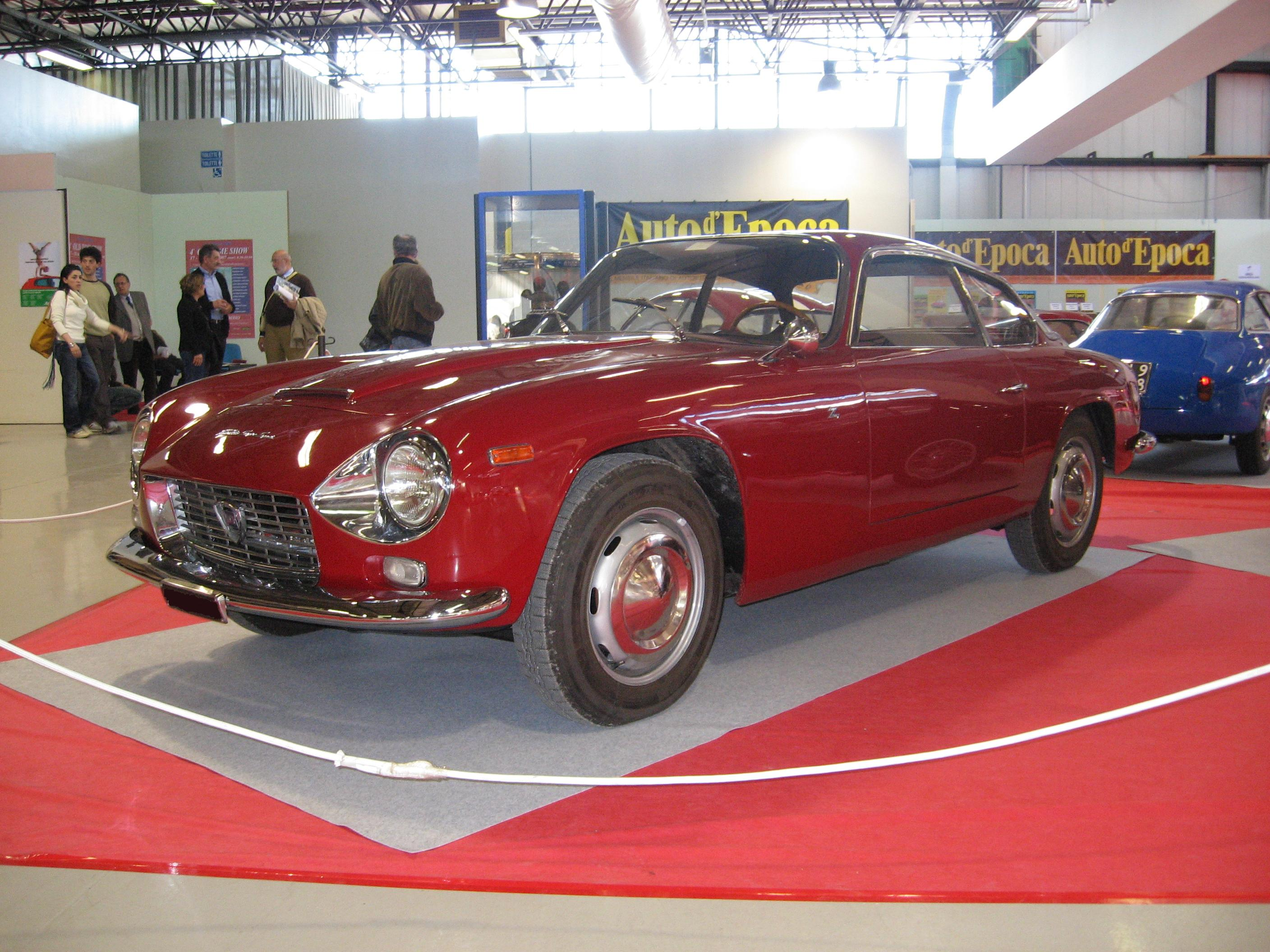
La Lancia Flaminia Sport Zagato fait le bonheur des pilotes privés en Supersport.

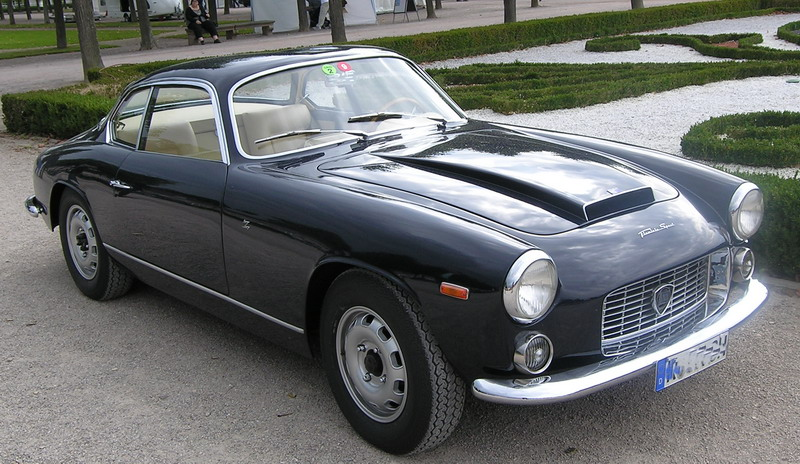
Une autre version de la Lancia Flaminia Sport Zagato.

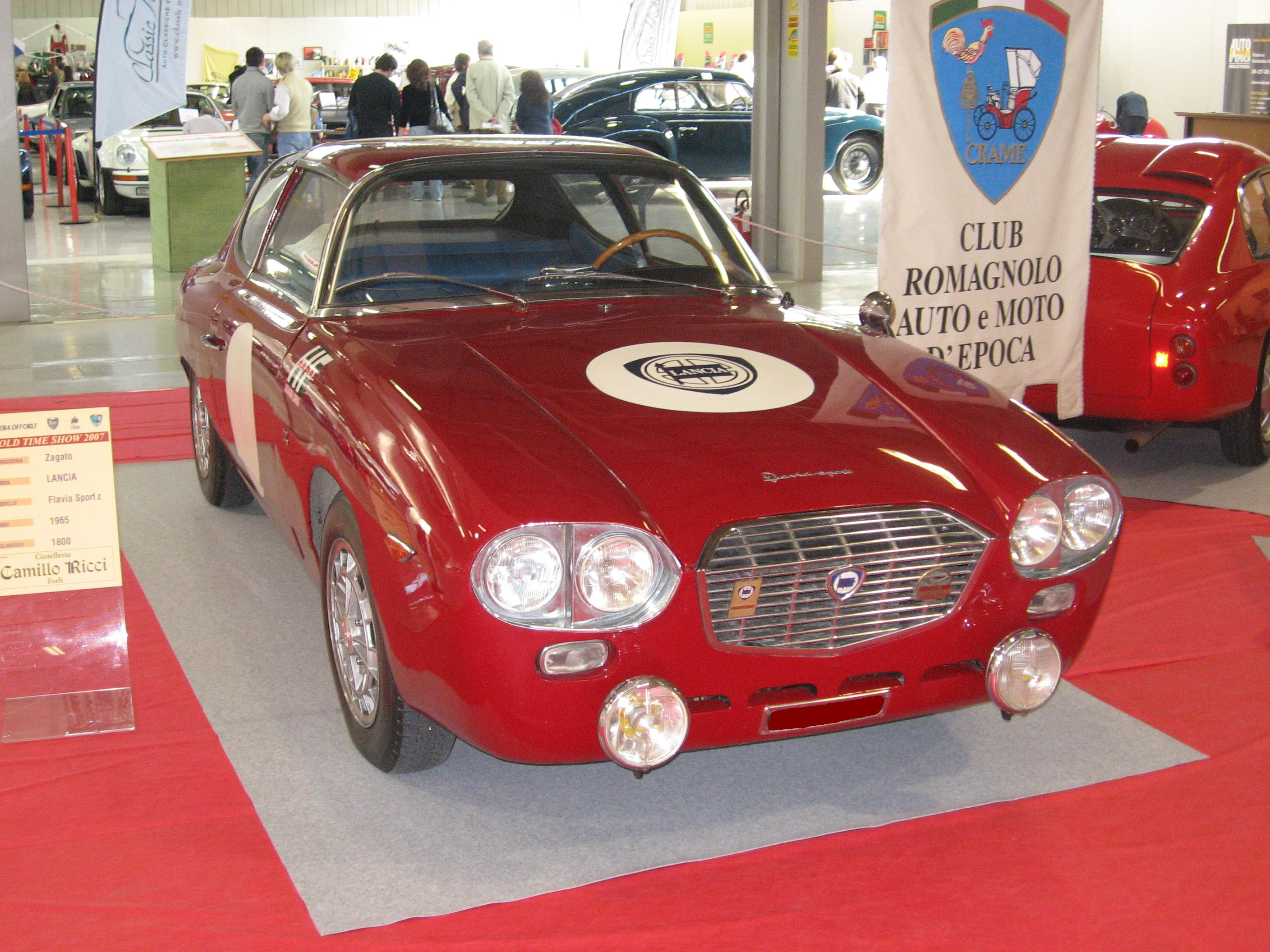
Lancia fait son retour officiel en compétition avec la Flavia Sport Zagato.

Carlo Pesenti, nouveau propriétaire de Lancia e Cia, cherche à remettre à flot la société ruinée par les dépenses consenties par Gianni Lancia pour s'engager en Formule 1 tout en continuant la compétition dans les autres disciplines. Il ne peut toutefois pas mettre entre parenthèses la réputation de technologie et de sportivité de la marque et sa meilleure publicité reste la présence de ses modèles sur les pistes. Pesenti suit alors la voie initiée par le fondateur de Lancia : produire des modèles performants qui seront engagés par des privés afin que Lancia n'ait pas à supporter les dépenses inhérentes à un engagement en course.
La petite Appia apparaît en 1953 et côtoie sur les chaînes l'Aurelia produite jusqu'en 1958 où elle décroche son ultime victoire lors du rallye de l'Acropole. Dès son lancement et bien que non homologuée en catégorie Tourisme selon la volonté de Carlo Pesenti, des fidèles de la marque songent déjà à la faire courir. Ainsi, Madame Mimi Schiagno participe à plusieurs compétitions en Grand Tourisme. En 1956, peu après la présentation de la seconde version du modèle, Lancia fournit treize châssis spéciaux d'Appia à moteur de 53 chevaux (au lieu de 43,5) à des carrossiers afin qu'ils développent des modèles hautes performances. Pininfarina conçoit un coupé, Vignale une version spider en 1957 tandis que Zagato dessine une berlinette sportive qui va se révéler quasiment imbattable lors des compétitions nationales en catégorie 1 150 cm3.
L'Appia GT Zagato permet à ses divers pilotes, dont Cesare Fiorio, de conquérir neuf titres en Championnat d'Italie entre 1959 et 1965. Preuve de sa compétitivité et de sa fiabilité, son moteur est utilisé par nombre de petits constructeurs italiens en Formule Junior. En 1959, Zagato conçoit sur la base de la Flaminia un coupé en aluminium, la Flaminia Sport Zagato. Ce modèle dispose d'un moteur porté à 2 800 cm3 et évolue en catégorie Supersport.
En 1960, les plus fidèles amateurs de la marque (clients « historiques », préparateurs, gentlemen-drivers, amateurs de versions spéciales hautes performances) créent un club fermé et huppé, le Club Lancia HF (HF pour High Fidelity), preuve que Lancia tient toujours une place importante chez les passionnés d'automobiles. La vocation première de ce club est de fédérer les énergies des amateurs de la marque tournés vers la compétition puisque la firme refuse toujours de s'y investir elle-même. Il fait sien l'ancien emblème de feue la Scuderia Lancia en remettant au goût du jour l'éléphanteau au galop créé en 1952 en remplaçant le bleu originel par du rouge et en insérant les lettres HF jaune vif. Dès l'année suivante, l'usine, comprenant que son avenir dépend de la fidélité de ses clients les plus sportifs et passionnés, appose officiellement le logo HF sur un de ses modèles hautes performances.
En 1963, le Club Lancia HF désormais bien établi pallie le non-engagement de la firme en compétition en se dotant de son propre service course, la HF Squadra, qui permet aux pilotes privés de participer à de nombreuses épreuves en mutualisant leurs besoins (pièces détachées, mécaniciens, camions de transports...). Les instances dirigeantes de la société vont alors s'appuyer sur ce service course privé pour créer en 1965 la Squadra Corse HF Lancia, le service course officiel de la marque : Lancia fait son retour officiel en compétition dix ans après son désengagement total et signe son premier succès avec la Lancia Flavia Sport Zagato 1.8 à la Coupe des Alpes.

### 1966-1972: La Fulvia, symbole du retour officiel de Lancia en compétition

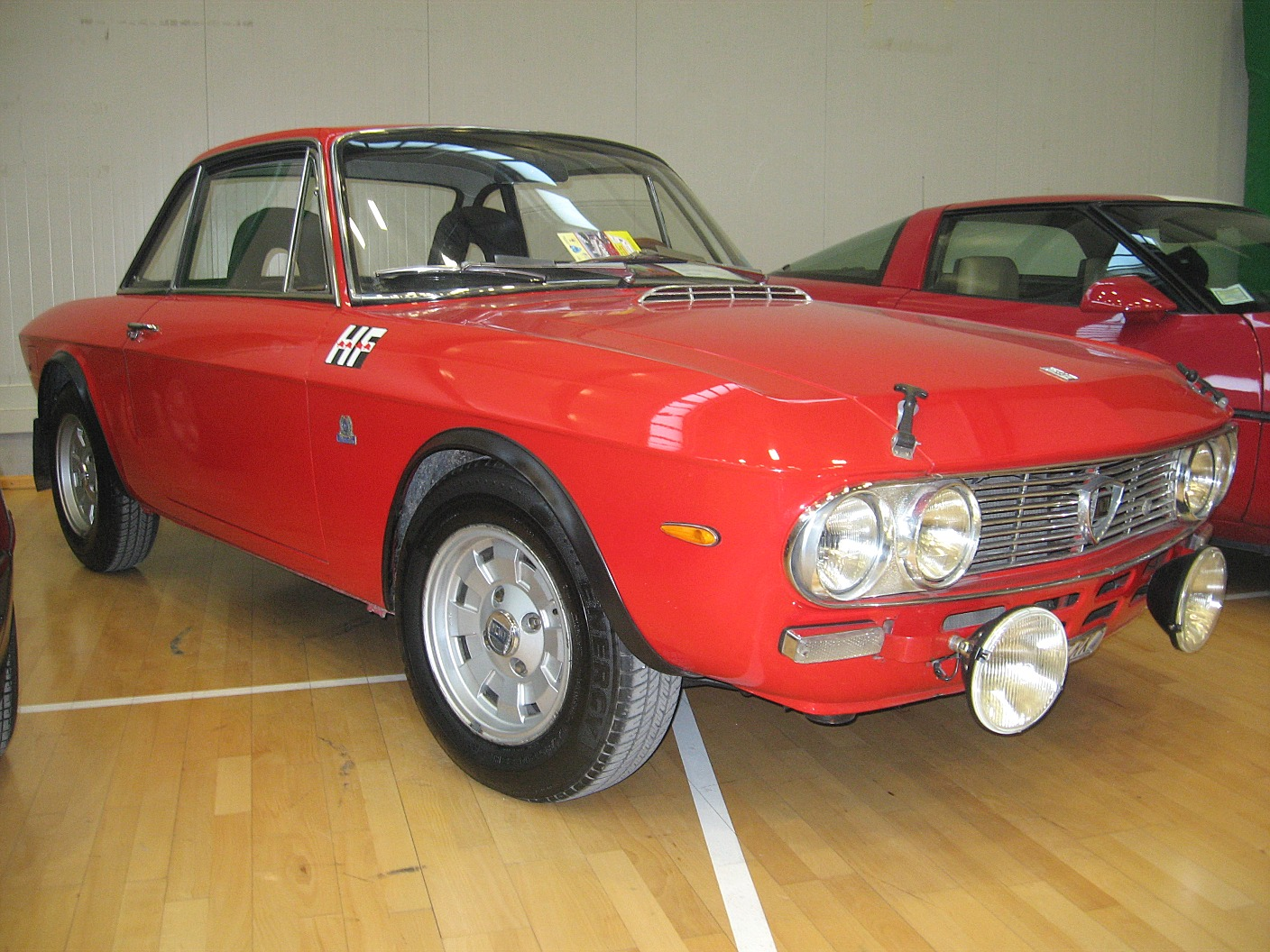
Lancia Fulvia HF, l'arme absolue de Lancia en rallye.

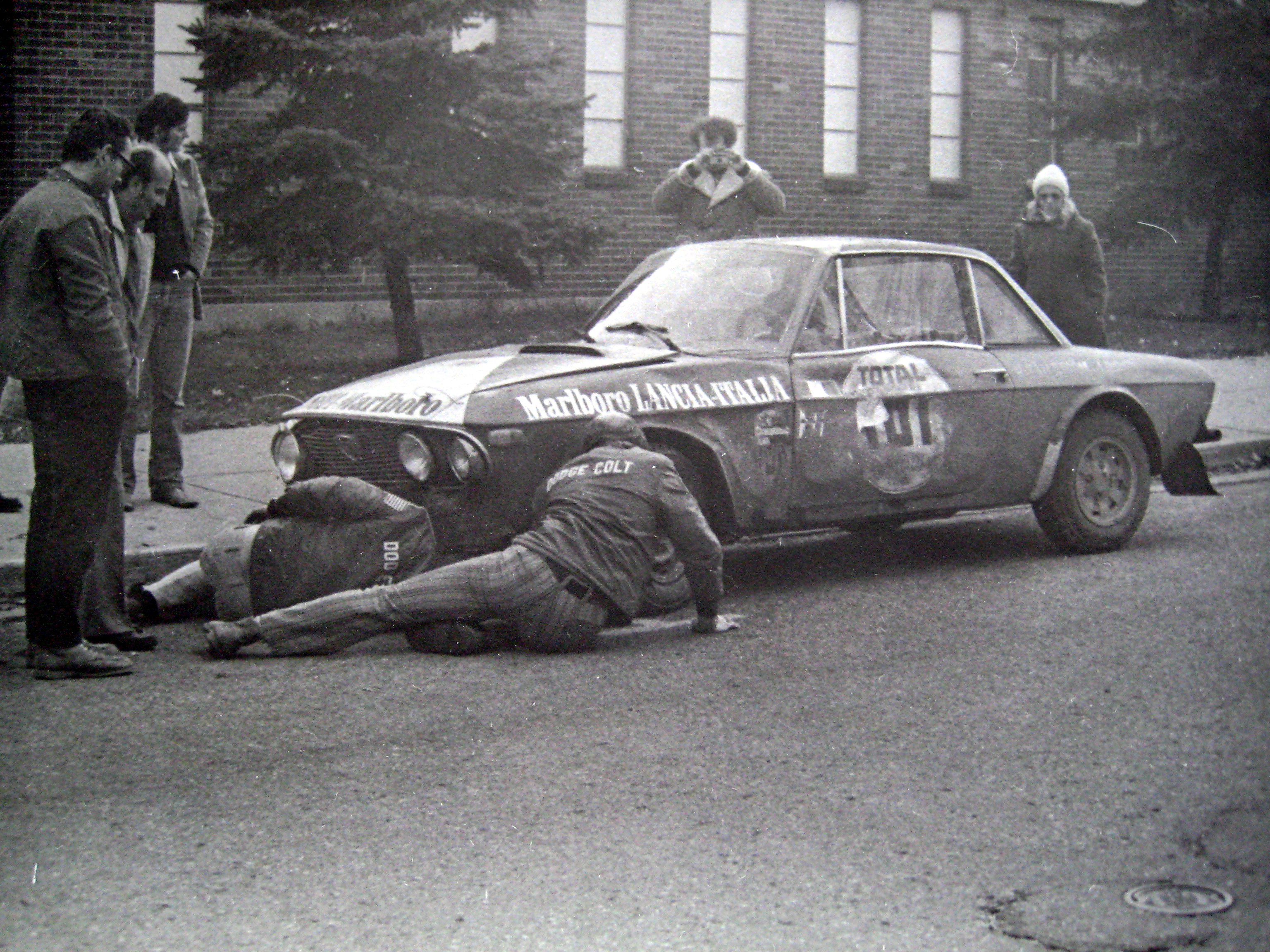
Lancia Fulvia 1.6 Coupé HF, Harry Källström et John Davenport abandonnent lors de l'édition 1972 du Press-on-Regardless Rally.

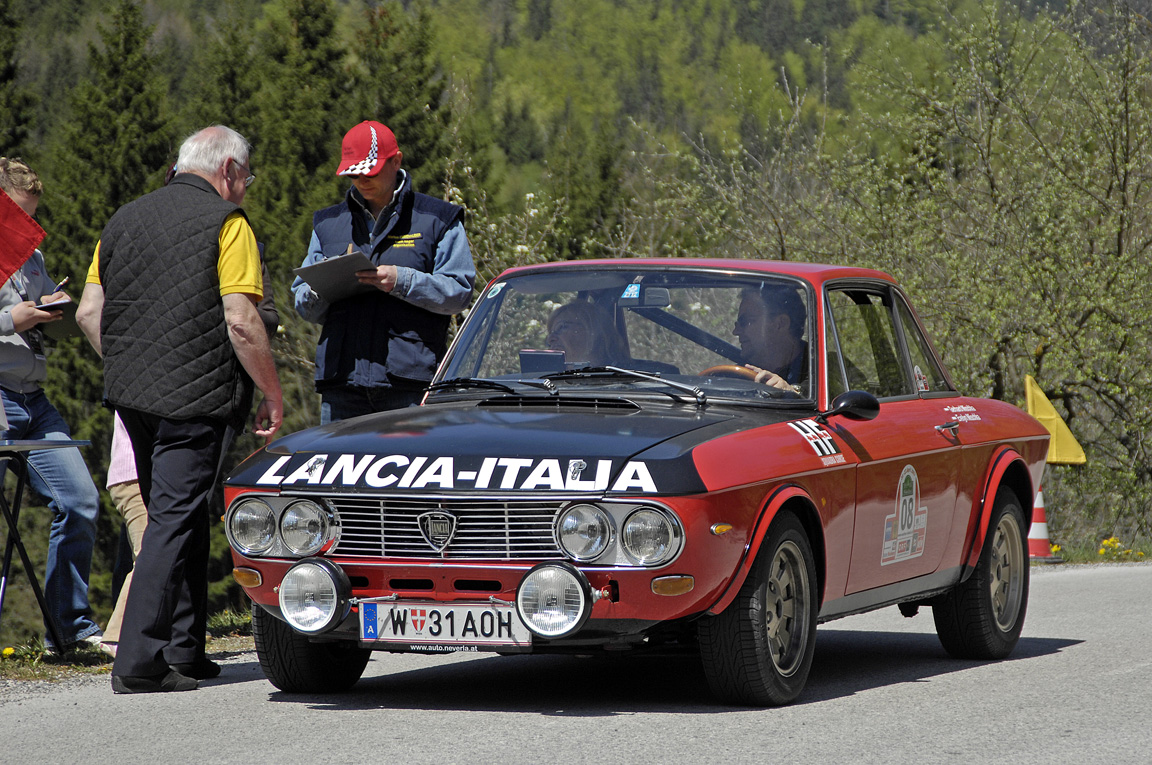
Lancia Fulvia HF S2 au rallye Wachau Classic en 2007.

En 1963, la Fulvia succède à l'Appia et possède toutes les qualités propres à la tradition de la marque qui en feront le modèle le plus vendu au cours des soixante-cinq premières années d'existence de la marque. La Fulvia est conçue comme une petite Flavia et utilise de nombreux composants de sa sœur aînée (joints homocinétiques, demi-arbres, pont arrière) pour répondre aux nouvelles exigences industrielles de l'époque. C'est également le second modèle Lancia à traction avant. Antonio Fessia, son concepteur, opte pour un moteur à quatre cylindres en V étroit incliné à 45° pour réduire son encombrement et l'équipe de freins à disques sur les quatre roues. Ce modèle est à la base du renouveau de Lancia en compétition lorsque sa version coupé sort en 1965 avec un 1 200 cm3 à la place du 1 091 cm3 initial. Cesare Fiorio (fils de Sandro Fiorio, chef du département des relations publiques de Lancia), responsable du département hautes performances de l'entreprise, obtient d'Ettore Zaccone Mina qu'il développe un modèle à motorisation plus puissante et carrosserie allégée de la Fulvia, badgé HF.
Cette Fulvia HF développe à ses débuts, en juin 1966, 88 chevaux grâce à de nouveaux arbres à cames, collecteurs et à deux carburateurs Weber. Le poids est abaissé à 825 kg grâce à des ouvrants en aluminium. Elle reçoit en 1967 un bloc réalésé à 1 300 cm3 de 100 chevaux qui lui permet d'atteindre 175 km/h. En 1969, la Fulvia Rallye 1,6 HF est présentée : elle est équipée d'un moteur de 1 584 cm3 développant 115 chevaux (160 chevaux dans la version compétition de la Squadra Corse), d'une boîte de vitesses à cinq rapports, de phares à iode, de jantes en alliage léger, de pneumatiques taille basse et d'un différentiel autobloquant. Le succès en compétition de la Fulvia conduit Lancia à s'engager à officiellement, la Scuderia Lancia devient alors la Squadra Corse HF Lancia.
La Fulvia se forge rapidement une réputation de reine des rallyes et de la piste. En sept ans, elle remporte nombre de compétitions internationales et totalise plus de mille victoires. Leo Cella ouvre le palmarès en remportant le Rallye des Fleurs en 1965. En 1966, la Fulvia se classe deuxième du rallye Monte-Carlo et remporte sa catégorie à la Targa Florio et aux 1 000 kilomètres du Nürburgring. En 1967, Ove Andersson remporte le Rallye d'Espagne, Sandro Munari le Tour de Corse, Tony Fall fait de même au Rallye du Portugal en 1968. Harry Källström remporte à deux reprises le RAC en 1969 et 1970 tandis que Sandro Munari gagne l'édition 1972 du rallye Monte-Carlo.
Le championnat d'Italie est à ajouter au palmarès avec tous les titres (hormis 1970) empochés entre 1966 et 1973 : Leo Cella (1966), Sandro Munari (1967, 1969), Arnaldo Cavallari (1968), Sergio Barbasio (1971, 1972), Amilcare Ballestrieri (1973). La Fulvia permet également à Källström de remporter le championnat d'Europe des Rallyes en 1969, Sandro Munari décrochant le titre en 1973 tandis que Lancia enlève le Challenge International des marques (qui deviendra dès l'année suivante le Championnat du monde des rallyes) en 1972.
Entretemps, en 1969, Carlo Pesenti s'est séparé de la firme. Malgré les efforts de rationalisation de la production et le succès de ses modèles en compétition, l'entreprise reste très fragile financièrement. Ford, désireux de s'implanter en Italie, fait une offre de rachat et propose d'éponger les dettes de la société. Pesenti en informe ses amis de FIAT, dont il est toujours un des actionnaires, qui ne voient pas d'un très bon œil la proposition de rachat par un puissant constructeur concurrent étranger. Fiat se porte alors acquéreur de la société pour une lire symbolique, épongeant par ailleurs un passif assez colossal.

### 1974-1975: La carrière sportive contrariée de la Beta Coupé

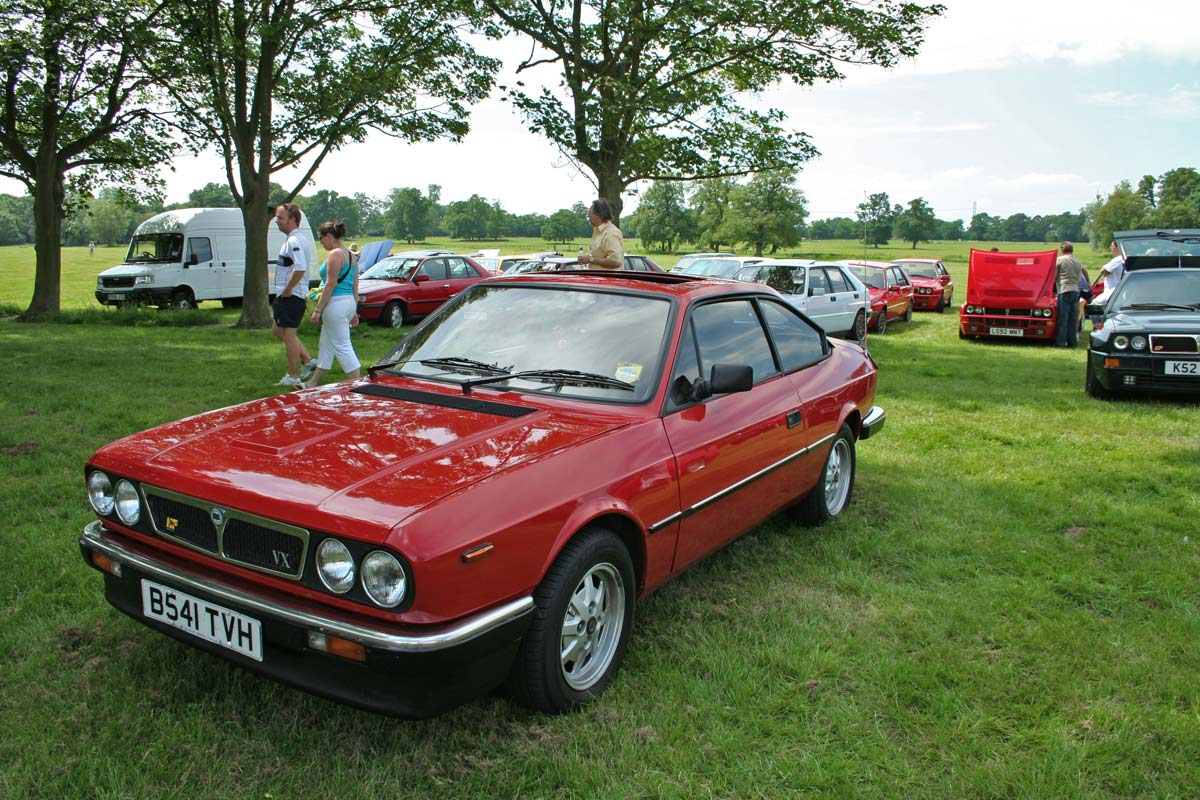
Une Lancia Beta HF coupé VX à compresseur Volumex.

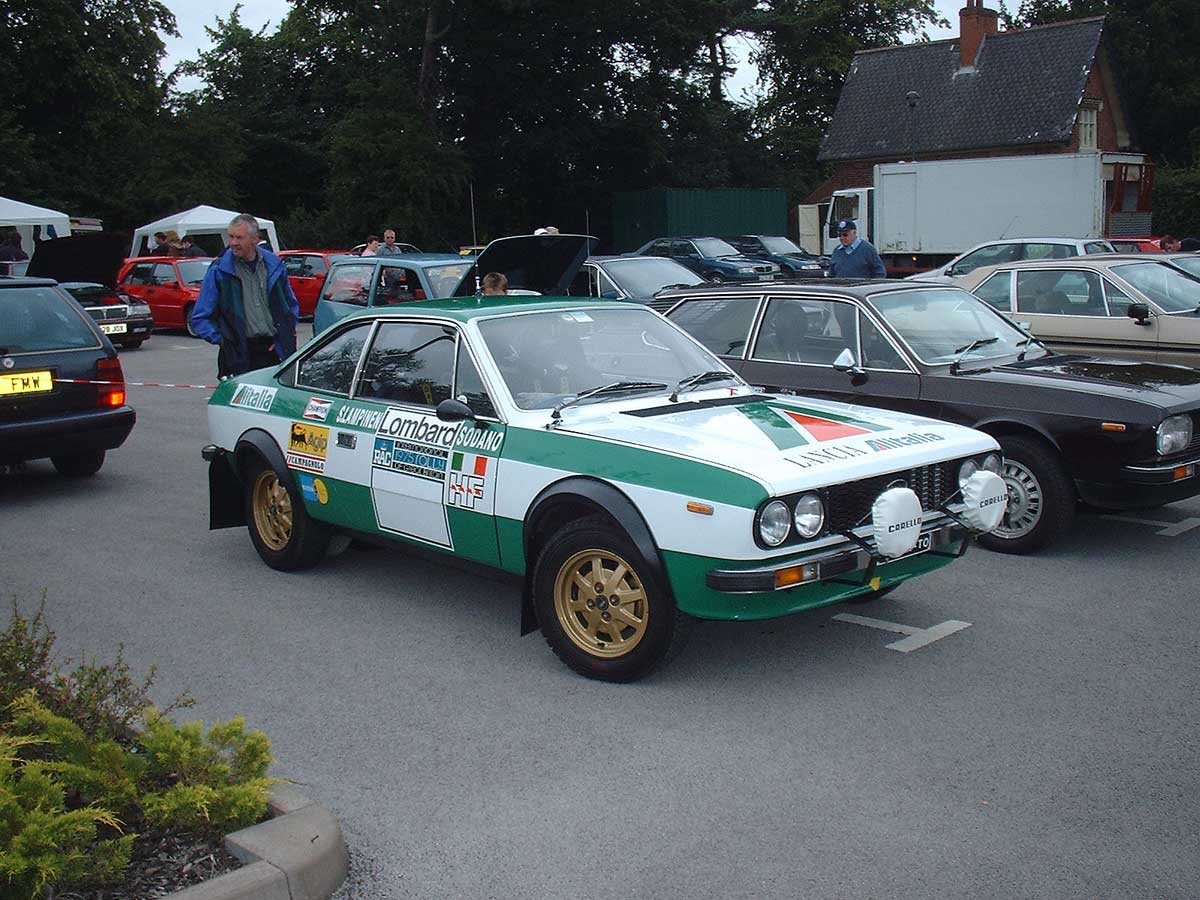
La Lancia Beta Coupé dispute deux saisons en rallyes en 1974 et 1975 (ici celle de Lampinen).

La Beta, lancée en 1972 est la première Lancia équipée d'une direction à crémaillère. L'année suivante apparaît une version coupé, à moteur Abarth à quatre soupapes par cylindres en position transversale qui va être engagée en rallye par la Squadra Corse. Toutefois, la carrière de la Lancia Beta Coupé en championnat du monde des rallyes est assez courte puisqu'elle ne s'étale que sur les saisons 1974 et 1975. En effet, la Squadra Corse HF Lancia va rapidement cesser le développement de cette voiture pour s'investir sur la Stratos, au potentiel beaucoup plus élevé. Sept mois seulement après le lancement du modèle de série, la Beta Coupé est homologuée par la FIA dans deux catégories : elle est engagée en Groupe 3 avec un moteur à 8 soupapes et en Groupe 4 avec une culasse à 16 soupapes Abarth. La Beta Coupé est une traction avant qui développe environ deux cents chevaux. Trois jours après l'homologation, elle dispute son premier rallye, le San Remo, sous les couleurs de l'écurie officielle Marlboro World Championship Team et Shekhar Mehta termine honorablement au pied du podium final.
Au Rideau Lakes, au Canada, en plus de la Stratos de Munari, Lancia engage ses deux types de Beta Coupé : si la Gr3 abandonne rapidement, Simo Lampinen prend les commandes de l'épreuve jusqu'à la dernière spéciale où Cesare Fiorio l'oblige à s'arrêter pour laisser Munari gagner avec la Stratos. Dès lors, on comprend que la carrière sportive de la Beta sera mise au second plan. La Beta Gr4 prend sa revanche lors de l'épreuve suivante sous la neige du Michigan où la Stratos et la Gr3 abandonnent. Lampinen contre de son mieux les Fiat 124, les Alpine A110 et les Renault 17 Gordini et, en terminant quatrième, il permet à Lancia de mener le championnat. Pour le rallye de Grande-Bretagne, Lancia engage deux Beta 16 soupapes : la concurrence est rude avec la présence des Ford Escort, des Datsun ou encore des Toyota Corolla et Opel. L'objectif, sous la neige, est seulement d'assurer des points au championnat. Lampinen se classe dixième alors que la Stratos termine sur la petite marche du podium. Au départ du Tour de Corse, Lancia mène le championnat mais pour s'assurer du titre, engage une Stratos et trois Beta Coupé Gr4 (la Gr3 ayant troqué son moteur d'origine contre un bloc Abarth). Seule la Stratos termine le rallye, qui plus est à la première place, grâce à Jean-Claude Andruet et Lancia décroche le titre. Si la Beta a participé à la conquête du titre, la Stratos en retire toute la gloire. Désormais, la Beta ne va plus jouer que les utilitaires en championnat du monde.
En 1975, seules des Beta 16 soupapes (aux couleurs Alitalia) sont engagées en championnat et leur développement, contrarié par les efforts consentis pour la Stratos, se fait directement en course. Une seule voiture participe au Monte-Carlo où elle abandonne sur casse moteur. En Suède, Lancia fait appel au pilote local Lampinen pour conduire l'unique Beta engagée pour épauler la Stratos de Waldegaard : elle termine à la troisième place et, grâce au succès de la Stratos, Lancia augmente son avance au championnat. Les deux Beta engagées au Safari Rally abandonnent faute d'adaptation aux rudes conditions de course et celle confiée à Lampinen à l'Acropole ne rejoint pas l'arrivée sur rupture de boîte. Lancia dominant largement au championnat, aucune voiture n'est engagée pour les rallyes précédant le San Remo afin de préparer au mieux cette épreuve à domicile. La Beta peut enfin bénéficier d'évolutions, notamment au niveau du renforcement de sa direction. Si Lampinen se retire victime d'une rupture de suspension, Pregliasco finit quatrième. En Corse, Lancia n'aligne que des Stratos, les Beta Coupé ne réapparaissant qu'au RAC où Lampinen se classe dixième tandis qu'aucune Stratos ne ramène de point. Lancia remporte une nouvelle fois le titre mais la Beta Coupé est progressivement mise à la retraite sur le plan international. Les Beta Coupé seront engagées dans diverses épreuves comptant pour les championnats d'Italie ou d'Europe et, après 1975, André Chardonnet, l'importateur Lancia en France, fait l'acquisition d'une Beta Gr4, engagée en championnat de France et aux 24 Heures de Chamonix.

### 1974-1976: Fiat-Lancia triple champion du monde des rallyes
Afin de ne pas surcharger de notes et références les sections concernant l'engagement de Lancia en rallye, il est signalé que tous les résultats et classements des rallyes de championnat du monde donnés peuvent être consultés sur (en) « base de données complète consacrée aux compétitions internationales de rallye automobile », sur rallybase.nl.

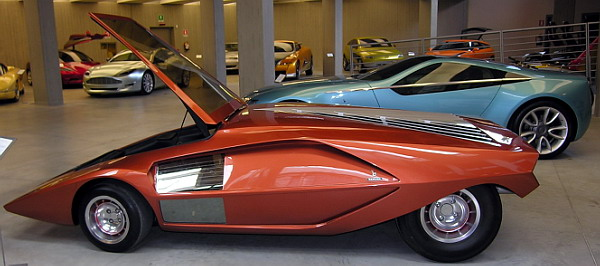
La Stratos Bertone, prototype à l'origine de la construction de la Lancia Stratos.

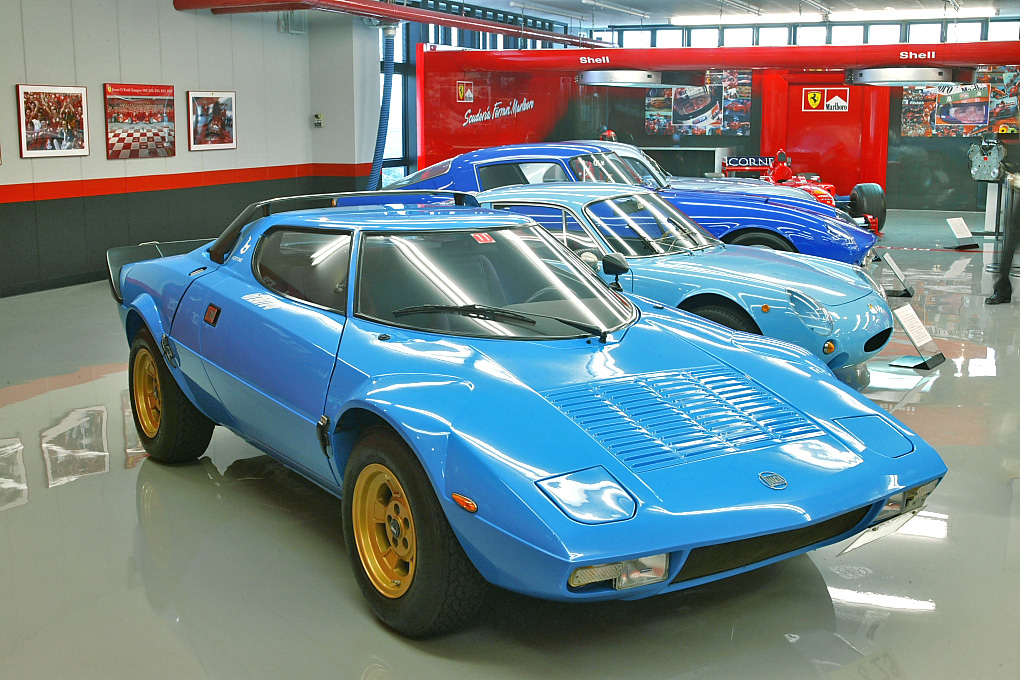
Un des 400 exemplaires de Stratos « stradale » destiné à homologuer la version de la Squadra Corse HF.

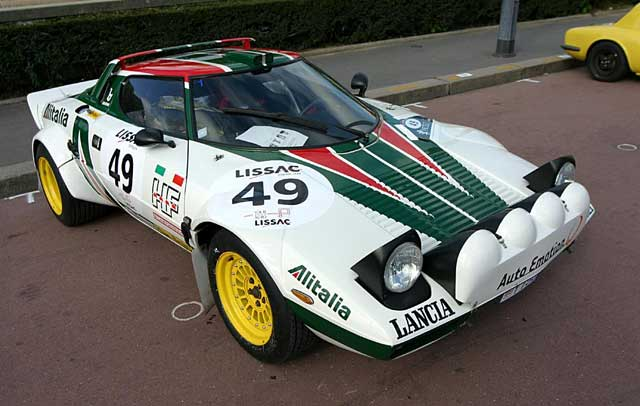
Lancia Stratos, triple championne du monde des rallyes en 1974, 1975 et 1976.

Désormais incluse dans la constellation Fiat, Lancia ne souffre plus de contraintes budgétaires et peut à nouveau développer des modèles extrêmement innovants, tant au niveau de leur ligne que de leur technologie. En 1970, le carrossier Nuccio Bertone dévoile au Salon International de l'Automobile de Turin un prototype qui fait sensation, la Stratos. Son dessin futuriste est le résultat de nombreux essais aérodynamiques en soufflerie afin de réduire le coefficient de résistance au vent. Le coup de crayon de Bertone fait mouche auprès de Cesare Fiorio, d'autant plus que le prototype est doté du V4 de la Fulvia. Fiorio, convaincu du caractère exceptionnel du concept-car, convainc Lancia de construire un véhicule spécifique à partir du modèle d'exposition pour se lancer dans le Championnat International des rallyes : il crée ainsi un précédent en construisant une voiture dont l'objectif premier est la compétition et non la vente.
La Lancia Stratos stradale et le modèle de compétition, la Stratos HF, diffèrent du prototype avec l'adoption d'un pare-brise panoramique, une aérodynamique encore plus poussée (nez plongeant, pointu et phares escamotables) et une partie arrière complètement découvrable pour une accessibilité maximale. Le V4 se révèle juste en puissance en regard des capacités de la voiture, or Enzo Ferrari cesse au même moment la production de la Dino 246 et la Stratos hérite du V6 Dino central-arrière de 2 418 cm3 à double arbre à cames en tête (190 chevaux). Le principal souci de la firme est la production de quatre cents modèles stradale pour l'homologation en course en Groupe 5, sans créer une chaîne de montage spécifique, cause d'un surcoût exorbitant. Les éléments sont alors construits dans les ateliers Bertone (châssis et carrosserie en fibre de verre), Lancia ne réalisant que l'assemblage final sous la houlette de Giampaolo Dallara (qui a contribué à la conception de la Lamborghini Miura dont l'architecture est similaire à celle de la Stratos).
Lancia effectue de nombreux tests grandeur nature de la Stratos HF en participant en 1972 au Tour de Corse et au rallye de la Costa del Sol en Espagne où elle abandonne à deux reprises. En 1973, comme le quota de production de stradale n'est toujours pas atteint, elle ne participe qu'à des épreuves de Groupe 5 qui ne comptent pas pour le championnat du monde, la Squadra Corse HF Lancia pouvant encore compter sur la Fulvia HF pour les épreuves homologuées. L'homologation est obtenue pour le championnat 1974, deuxième édition de cette compétition créée en 1973. La Stratos HF voit sa puissance portée à 245 chevaux, puis 280, 300 et finalement 360 chevaux (et 480 chevaux avec turbocompresseur bien que cette évolution, uniquement autorisée par la réglementation du Groupe 5, ne fût jamais parfaitement fiable).
En 1974, elle remporte sa première victoire à la Targa Florio avec l'équipage Gérard Larrousse-Amilcare Ballestrieri (Tony Carello et Maurizio Perissinot rééditeront cette performance en 1978). En championnat du monde des rallyes, la Squadra Corse HF Lancia ne met pas tous ses œufs dans le même panier en engageant en début de saison la Fulvia, le temps de fiabiliser la Stratos HF. Sandro Munari termine à la troisième place de l'East African Safari Rally sur la Fulvia avant de prendre les commandes de la nouvelle arme de la Squadra Corse. Il remporte le Rallye Sanremo avec une Stratos à culasse spéciale à 24 soupapes puis le Rideau Lakes (avec une version munie d'un compresseur) ainsi que le Tour de Corse. Il mène aussi sa voiture sur la troisième place du podium du Rallye de Grande-Bretagne et permet à Lancia de décrocher son premier titre mondial (même si Lancia a remporté le Challenge International des marques en 1972). Munari a inscrit 64 points, 37 de plus que son rival le plus proche, Markku Alén sur Fiat Abarth 124 Rallye qui lui auraient offert le titre de champion du monde des pilotes s'il existait (le championnat ne sera organisé qu'à partir de 1979).

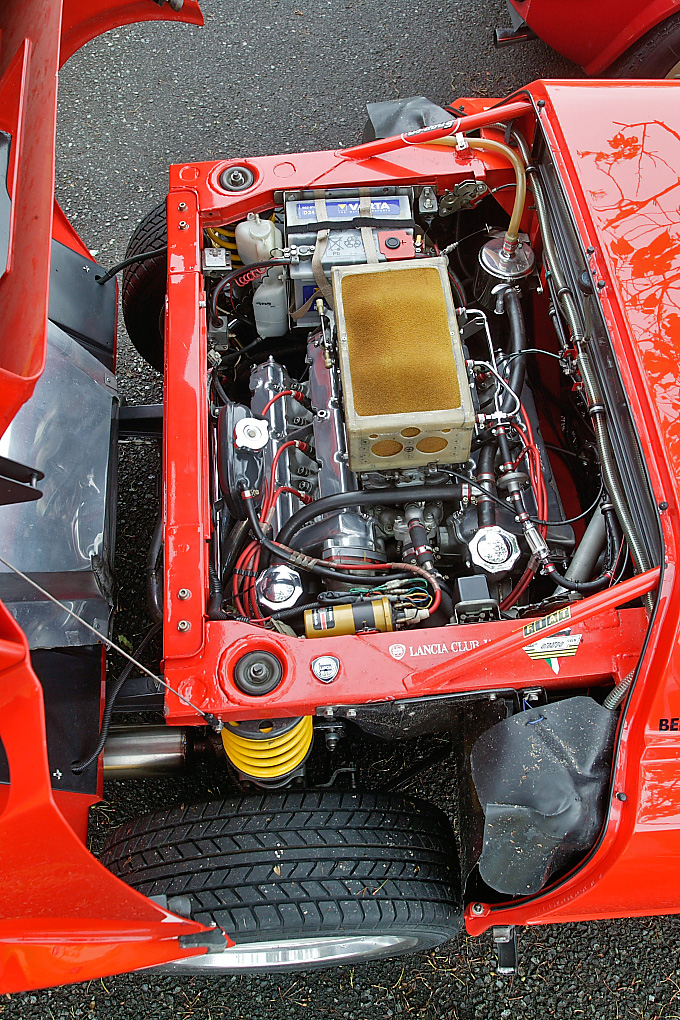
Le moteur V6 central-arrière de la Lancia Stratos HF.

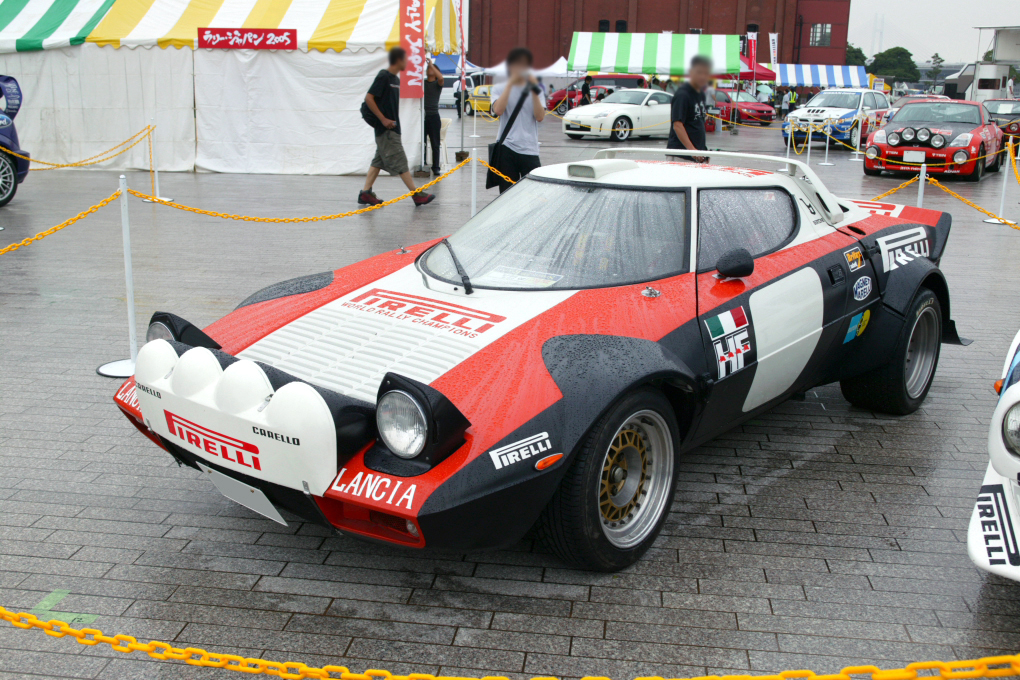
Lancia Stratos HP Pirelli.

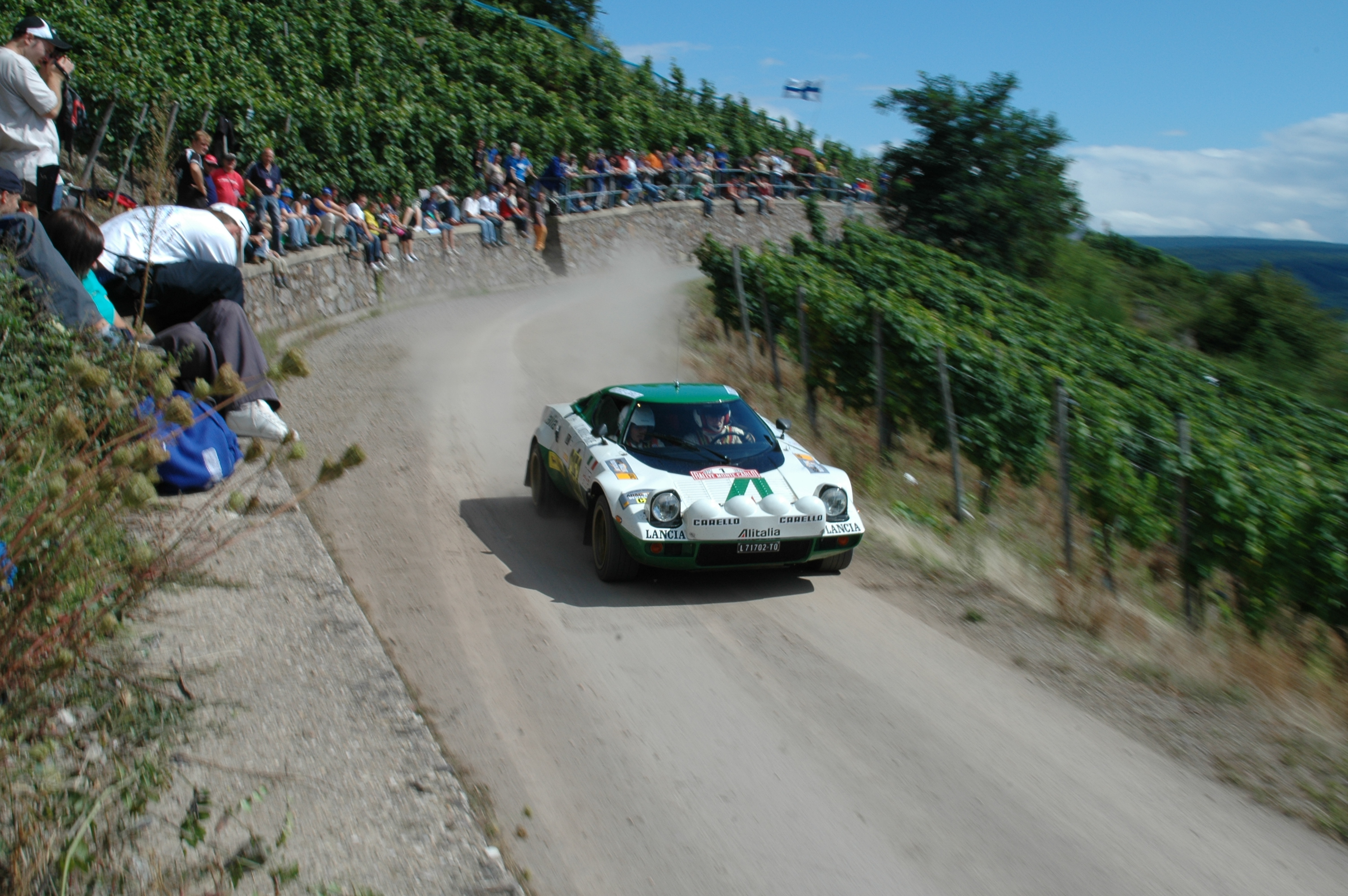
Lancia Stratos, engagée au Rallye d'Allemagne en 2007.

La supériorité de la Stratos se vérifie en 1975 où Lancia remporte le titre avec 35 points d'avance sur Fiat. Munari remporte la course inaugurale à Monte-Carlo (devant trois Fiat 124) puis Björn Waldegård gagne l'épreuve suivante, chez lui en Suède, avant que l'écurie ne traverse un passage à vide de quatre courses sans aucun point inscrit, tout en conservant une large marge d'avance au classement sur Fiat. Waldegard renoue avec la victoire au San Remo et Darniche remporte le Tour de Corse.
Dès l'entame de la saison 1976, au rallye Monte-Carlo, la Squadra Corse HF Lancia réalise un premier exploit en réussissant un triplé avec Munari et Waldegaard (sur Stratos 24 soupapes de 270 chevaux) devant Darniche sur une Stratos 230 chevaux engagée par Chardonnet, l'importateur Lancia en France. Simo Lampinen se classe ensuite quatrième à domicile pour le Rallye de Suède puis l'écurie marque le pas avec aucune voiture à l'arrivée du Safari Rally et du Rallye de l'Acropole en Grèce. Le San Remo marque le retour en grâce de la Stratos où Waldegard, Munari et Pinto signent un nouveau triplé. L'épreuve suivante, le Tour de Corse, est aussi bien négociée par l'écurie qui signe un doublé avec Munari devant Darniche. Lancia devient champion du monde pour la troisième fois consécutive en devançant Opel de 55 points.
En 1977, le groupe FIAT privilégie l'engagement officiel de la Fiat 131 pour des raisons de rentabilité commerciale : la 131 dispute l'intégralité du championnat du monde des rallyes alors que la Stratos n'est inscrite qu'à quatre reprises dans la saison. La Fiat 131 de rallye a été mise en chantier dès 1975 par Giorgio Pianta sous le nom de code Abarth 031. La filiation avec Lancia n'est toutefois pas reniée puisque le prototype 031 troque son moteur V6 contre le 4 cylindres en ligne de la Lancia Beta Coupé. Cette mise à l'écart de la Stratos n'empêche pas Sandro Munari de remporter le Rallye automobile Monte-Carlo. Mauro Pregliasco parvient à prendre la quatrième place du San Remo tandis que Pinto et Carello se classent respectivement second et quatrième du Tour de Corse. Fiat remporte le championnat et la Stratos prend, petit à petit, le chemin de la retraite en se classant quatrième avec 60 points. En fin d'année, Fiat annonce officiellement le retrait de Lancia du championnat du monde des Rallyes.
Plusieurs raisons expliquent cette décision surprenante compte tenu de la nette domination de la Stratos sur ses rivales. Au niveau de l'image de marque, Lancia, avec trois titres consécutifs, a parfaitement mis en valeur ses capacités techniques et sportives, renforcé sa notoriété et n'a plus rien à prouver. Sur le plan économique, la Stratos est désormais suffisamment performante et fiable pour permettre à des écuries privées de continuer à briller, voire à gagner en championnat du monde, ce qui perpétue le prestige de la marque sans pour autant engendrer de dépenses de la part de la firme. Ensuite, au niveau de la politique de groupe, Fiat souhaite offrir une vitrine publicitaire à son modèle Fiat 131 Abarth et ne veut pas que Lancia ne lui fasse de l'ombre. Enfin, au niveau publicitaire, les victoires d'une 131, considérée comme la voiture de « monsieur-tout-le-monde », ont beaucoup plus d'impact sur les ventes que celles d'une Stratos, modèle spécial construit à seulement 492 exemplaires et opposé en rallye à des Ford Escort, Saab 96, Opel Kadett ou Peugeot 504 proche des modèles visibles en vitrine des concessions automobiles. À une époque où les services de communication des groupes automobiles considèrent que les rallyes sont une vitrine parfaite pour promouvoir les modèles de série, la Stratos fait figure d'« ovni ».
La Stratos ne termine pas pour autant sa carrière sportive puisqu'elle continue à être engagée par des écuries privées, et remporte encore de nombreuses épreuves de championnat du monde, de championnat d'Europe et de championnats nationaux. Ainsi, en 1978, Bernard Darniche remporte le rallye Monte-Carlo et Markku Alén gagne le Rallye San Remo (« Tony » l'imitera l'année suivante). Darniche remporte le Tour de Corse en 1979 et signe la dernière victoire d'une Stratos en Championnat du monde des rallyes 1981 sur cette même épreuve. La Stratos permet à nombre de jeunes pilotes de se forger un palmarès au niveau national et européen. Ainsi, Darniche devient double champion de France (1976 et 1978) et double champion d'Europe (1976 et 1977). Les championnats d'Italie 1976, 1977, 1979 et les championnats d'Espagne 1979 et 1981 sont tous remportés par des pilotes de Stratos. En 6 ans, la Stratos se sera hissée 82 fois à la première place dans des épreuves internationales : 33 avec Bernard Darniche, 13 fois avec Sandro Munari et 8 avec Antonio Carello,.

### 1976-1977: Lancia teste le Groupe 5

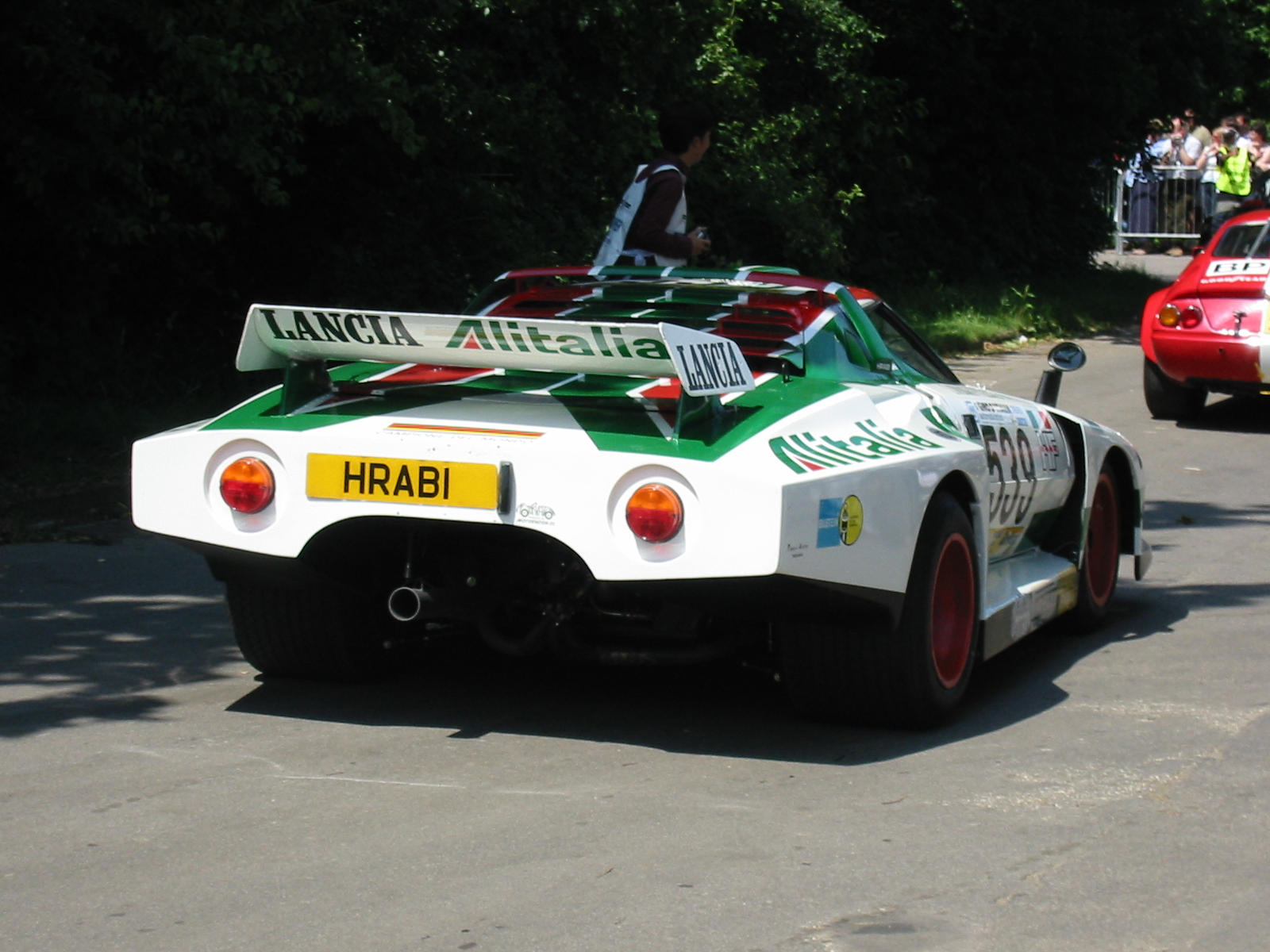
Une des deux Stratos turbocompressées de Groupe 5 (480 chevaux) produite en 1975.

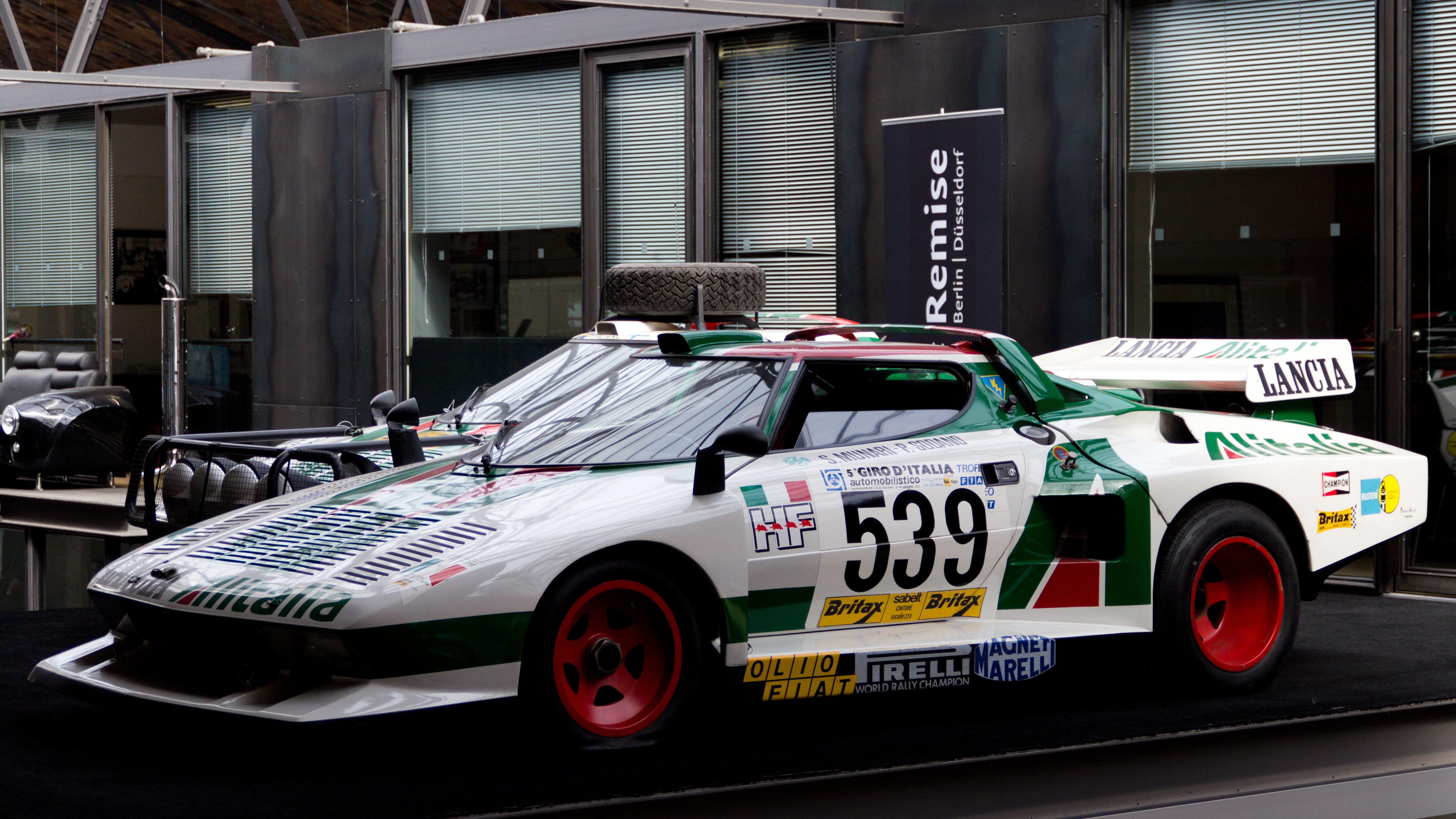
La même Stratos exposée à Berlin en 2012.

Parallèlement à son activité en rallyes, la Squadra Corse HF Lancia lance deux prototypes de Stratos turbocompressées pour « tâter le terrain » par elle-même en Endurance. En 1976, le Jolly Club, une écurie privée suisse est engagée en catégorie GT tandis que l'équipe officielle Squadra Corse HF Lancia teste en grandeur réelle une Lancia Stratos turbocompressée conçue par Mike Parkes qui pousse le V6 Dino à 560 chevaux. Cette Stratos de Groupe 5 (voiture de production spéciale) débute avec Vittorio Brambilla aux 6 heures du Mugello. La Stratos GT privée abandonne sur casse moteur au 81e tour et la turbo ne prend pas le départ à la suite d'un incendie. La seconde manche, à Vallelunga, permet au Jolly Club d'amener sa Stratos à la huitième place finale mais surtout de décrocher le podium en catégorie GT, à quatre tours tout de même de la Porsche 934 (également engagée par le Jolly Club). Brambilla sur la turbo officielle réussit à prendre le départ mais abandonne sur panne de boîte de vitesses en fin d'épreuve.
Face à la rude concurrence des Porsche 935, les Stratos ne se mettent pas vraiment en évidence même si elles décrochent quelques succès. Toutefois, cette expérience montre la voie aux dirigeants de Lancia et Fiat quant à l'avenir sportif des diverses marques du groupe : à Fiat les rallyes, à Lancia de Championnat du monde des voitures de sport. Pour parfaire son expérience sur circuit, Lancia s'engage également à plusieurs reprises au Tour de France automobile, compétition qui allie des courses sur circuits ainsi que les parcours de liaison pour aller d'un circuit à un autre. Les Stratos HF puis les Stratos turbocompressées de groupe 5 remportent l'épreuve en 1973, 1975 et 1979, ainsi que le Tour d'Italie automobile en 1976 et 1977.

### 1979-1981: Lancia triomphe en Endurance

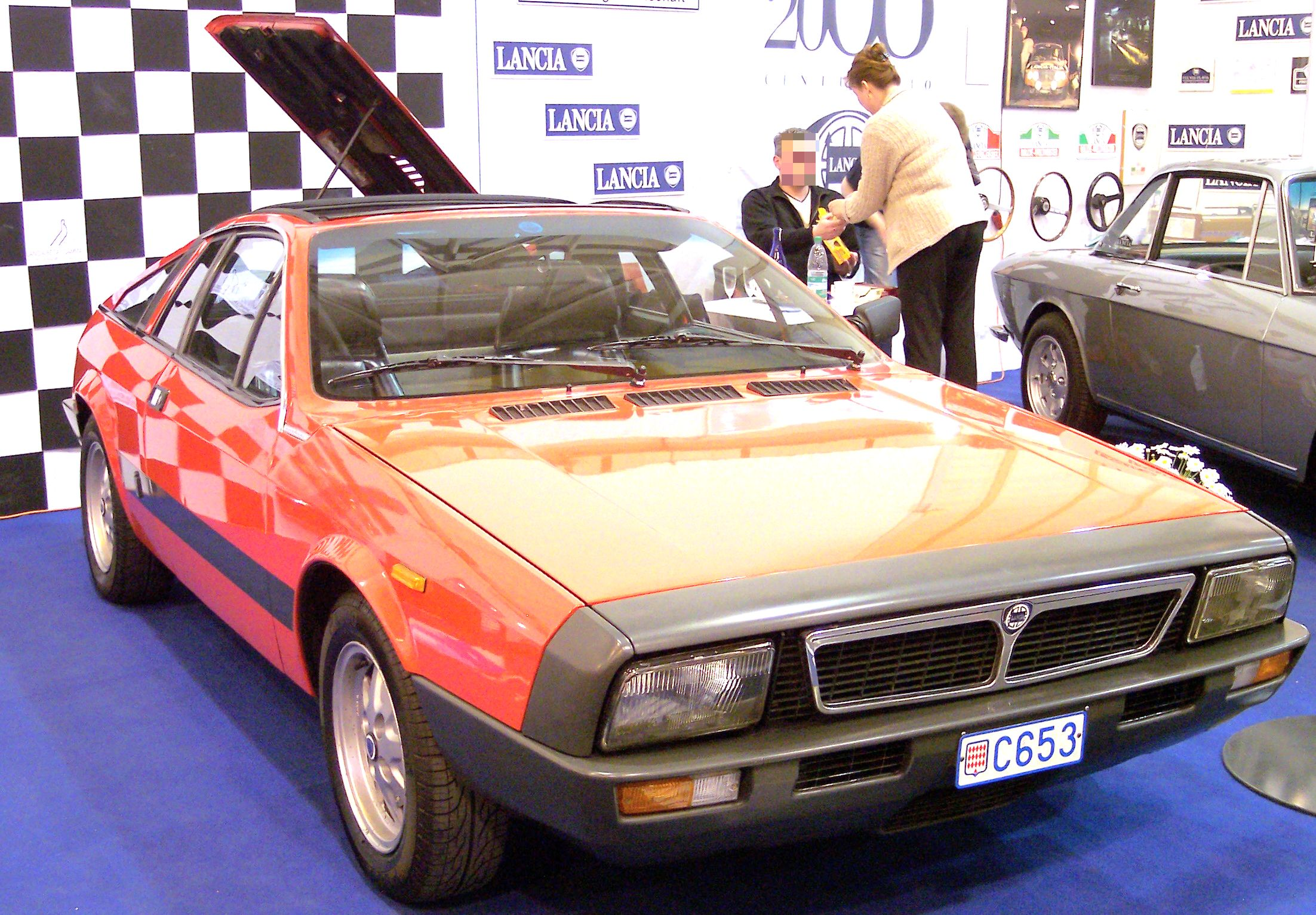
La Lancia Beta MonteCarlo à l'origine de la Montecarlo Gr5.

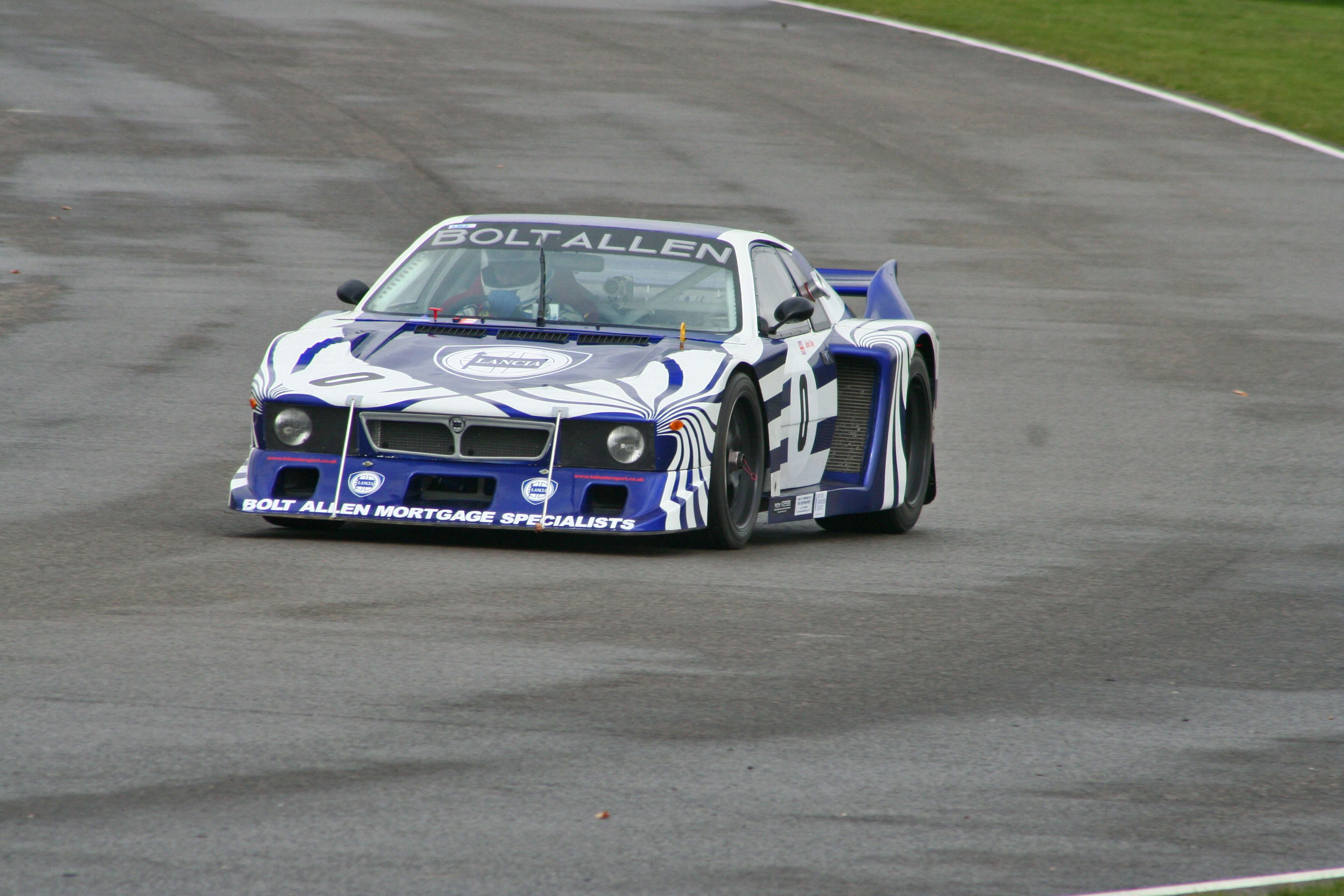
Lancia Beta Montecarlo Groupe 5 engagée en 1980 et 1981.

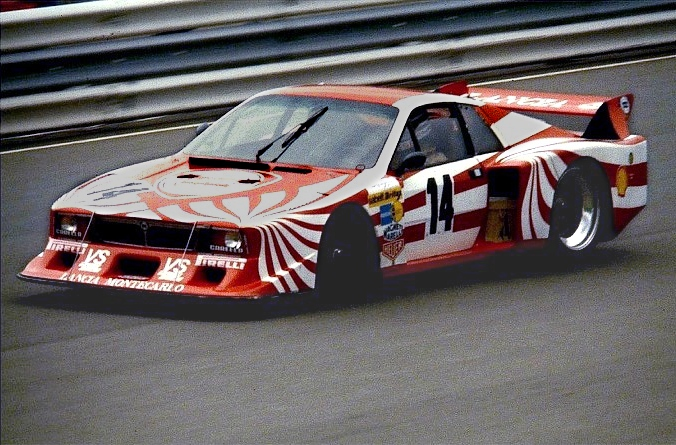
Montecarlo aux 1000 km du Nürburgring en 1980.

Le Championnat du monde des voitures de sport, organisé depuis 1953 par la FIA est, avec celui de Formule 1, l'un des deux championnats principaux de course automobile sur circuit. Lancia s'y est illustré dès sa création avec ses victoires à la Targa Florio, aux Mille Miglia ou à la Carrera Panamericana grâce à ses GT à carrosserie fermée ou ses modèles Sport à carrosserie ouverte. À partir de 1976, le championnat du monde des marques est créé et ouvert aux voitures de production spéciale de Groupe 5 et aux voitures de GT de Groupe 4. Lancia fait ses classes dans les deux catégories avec des Stratos officielles Gr5 et des Stratos semi-privées de Gr4 mais ce n'est qu'en 1979 que Fiorio implique la Squadra Corse HF Lancia avec la Montecarlo Gr5.

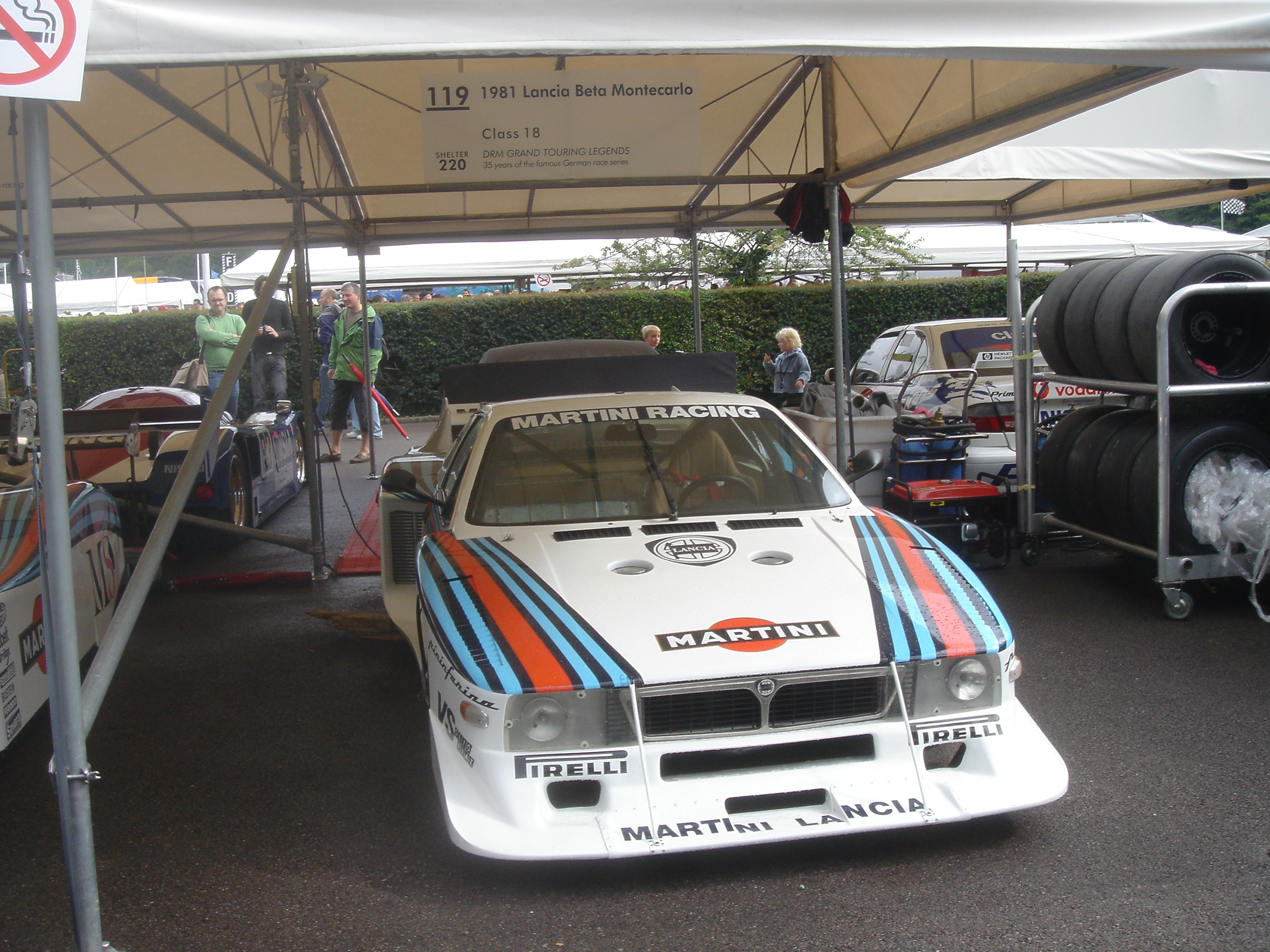
Lancia Beta Montecarlo-Martini Groupe 5 engagée en 1982.

La Montecarlo civile, prévue pour remplacer la Fiat 124 Sport, est dessinée par Pininfarina qui reprend l'architecture de la X1/9 (moteur central transversal réalisé par Abarth). Initialement badgée Fiat, elle apparaît en 1975 avec un moteur deux litres et l'écusson Lancia car Fiat souhaite s'appuyer sur la tradition sportive de Lancia pour conquérir le marché américain. Cesare Fiorio remarque que la Montecarlo (Scorpion en Amérique) se prête admirablement à la réglementation du Groupe 5 adoptée pour le Championnat du Monde des Marques et décide d'en décliner une version compétition, bien que le service course de Lancia détaché chez Abarth soit pleinement occupé par la préparation des Stratos de rallyes. Il persuade les instances dirigeantes de Fiat du bien-fondé de sa décision et, Abarth étant surchargé, un nouveau service course est créé avec la collaboration du Centre de Recherches Fiat.
Conformément au règlement du Groupe 5, la coque de série n'est pas modifiée sinon par un allégement et un renforcement par une structure tubulaire. Par contre, toute liberté est laissée quant à la forme et aux matériaux des ailes et capots. Si le moteur doit rester d'origine, sa cylindrée est libre et modifiable par changement de course et d'alésage. Il en va de même pour la boîte de vitesses, par contre le moteur et la boîte doivent conserver leur emplacement et leur orientation. Le moteur de course reçoit un turbocompresseur et, en tenant compte du coefficient multiplicateur imposé aux mécaniques compressées, sa cylindrée est fixée à 1 425 cm3 pour rester en deçà des 2 litres. Pininfarina affine l'aérodynamique et Dallara élabore le châssis et les suspensions tandis que Ferrari se charge de la fonderie du moteur qui est un vrai puzzle constitué d'un bloc de Beta 1800, d'une culasse de Fiat 131 Abarth à quatre soupapes par cylindre, de bielles de Coupé Beta. Le 22 avril 1979, Riccardo Patrese baptise, à Vallelunga, la version définitive de course qui développe 370 chevaux.
La voiture fait ses débuts aux 6 heures de Silverstone en 1979 aux mains de Patrese et Walter Röhrl et abandonne rapidement à la suite de la perte du bouchon de radiateur d'eau. Fiabilisée, elle se montre rapidement performante puisque le duo remporte, en catégorie 2 litres, les 1 000 kilomètres du Nürburgring (septième au général), la Coppa Fiorio (deuxième au général) et les 6 heures de Brands Hatch (cinquième au général) tandis que Lancia décroche le titre des marques dans sa catégorie,.
En 1980, l'écurie officielle et l'écurie semi-privée du Jolly Club prennent part au championnat du monde. Aux 24 heures de Daytona, la Montecarlo du Jolly Club termine dixième au classement général et première de sa catégorie mais dès l'épreuve suivante, la Squadra Corse HF Lancia réalise un doublé aux 6 heures de Brands Hatch avec Patrese-Röhrl devant Michele Alboreto-Eddie Cheever, la Montecarlo du Jolly Club se classant quatrième. Il en est de même aux 6 heures du Mugello avec un nouveau doublé (Patrese-Cheever devant Alboreto-Röhrl), le Jolly Club terminant à nouveau quatrième. À Monza, Patrese-Röhrl se classent troisièmes du classement général puis aux 6 heures de Silverstone, Röhrl-Alboreto se classent quatrième au général et premier de leur catégorie. Aux 1 000 kilomètres du Nürburgring, l'équipage Patrese-Heyer décroche une nouvelle victoire de classe et récidive aux 6 heures de Watkins Glen. Röhrl-Heyer signent un nouveau succès de classe à Mosport et Patrese-Alén remportent le Tour d'Italie. Cette épreuve est la première de la Squadra Corse sous les nouvelles couleurs Martini du Martini Racing puisque le comte Gregorio Rossi, président de Martini qui soutenait jusque-là Porsche, a décidé de se tourner vers la firme turinoise après l'abandon du projet 936. Avec un total de 160 points, Lancia décroche le titre mondial une nouvelle fois. En fin de saison, une évolution du moteur est testée pour porter sa cylindrée à 1 429 cm3 et s'engager en division supérieure à 2 litres tandis qu'Hans Heyer remporte le championnat d'Allemagne.
En 1981, Lancia impose sa domination en remportant, dans la catégorie Groupe 5 moins de 2 litres, les 24 Heures de Daytona, les 1 000 km du Nürburgring (Andrea De Cesaris-Henri Pescarolo), les 6 heures de Silverstone, les 24 Heures du Mans (huitième au classement général) et les 6 Heures de Watkins Glen avec un doublé Patrese-Alboreto devant de Cesaris-Pescarolo, Lancia remportant même le classement général de l'épreuve,.

### 1982-1985: Lancia bute sur Porsche en Endurance

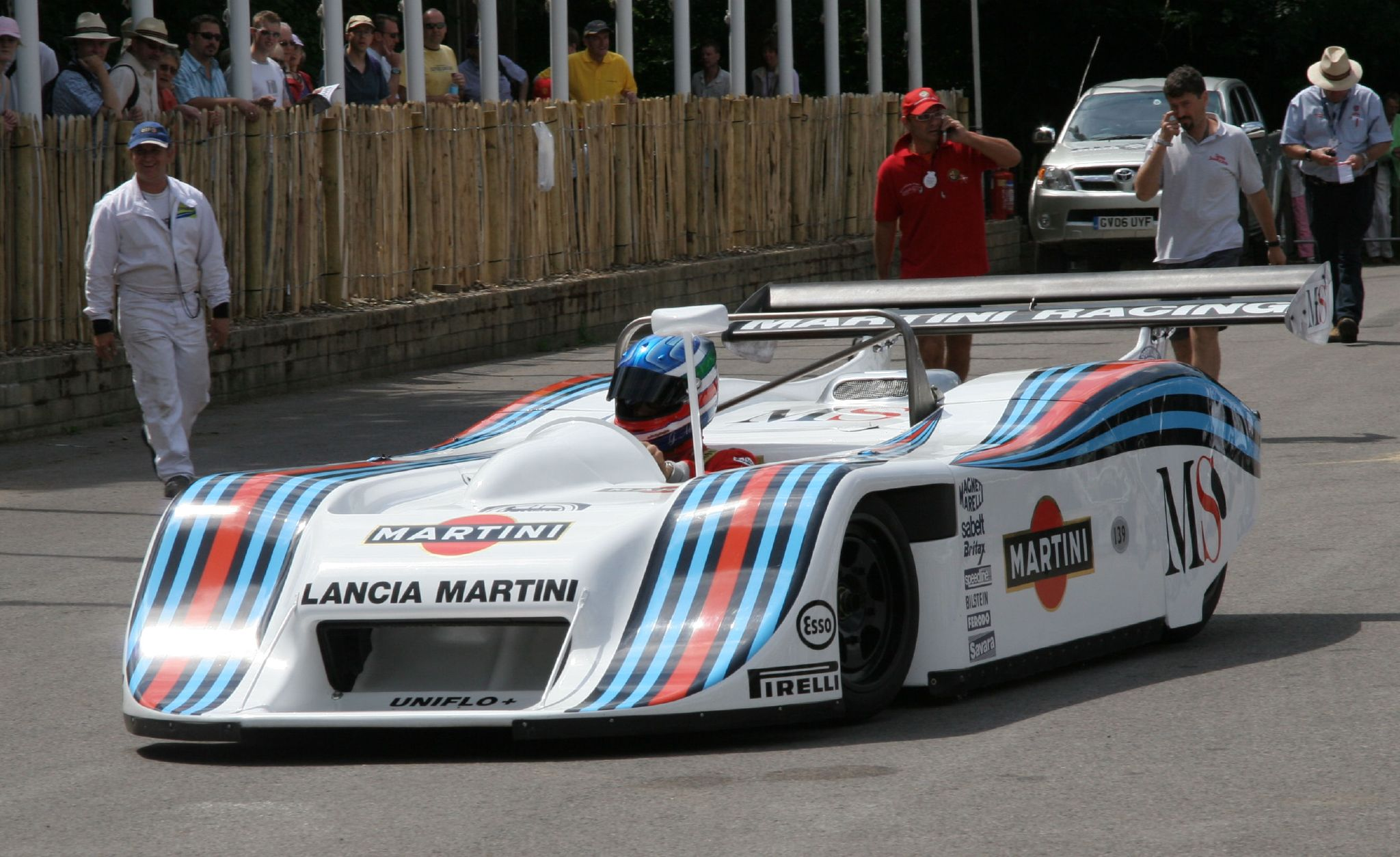
Lancia LC1 de Groupe 6, engagée en 1982.

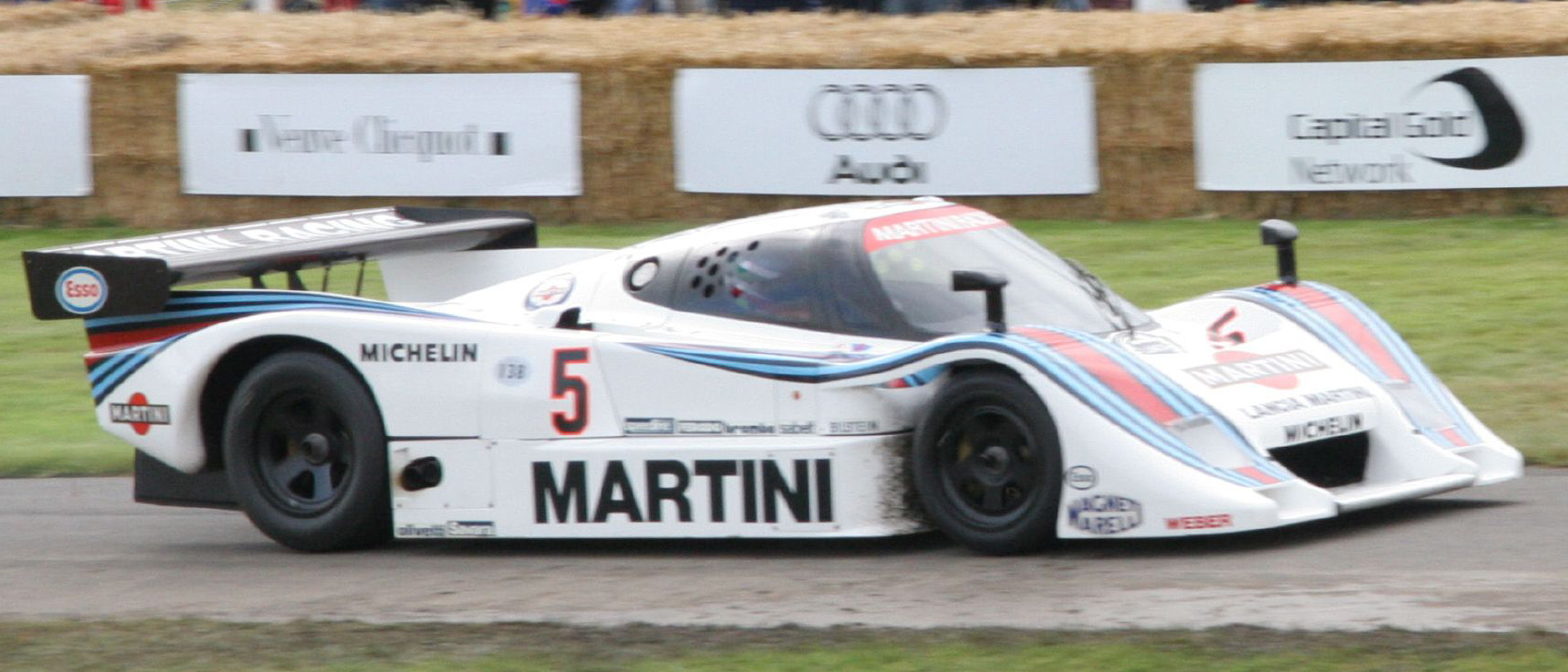
Lancia LC2 de Groupe C, engagée de 1983 à 1985.

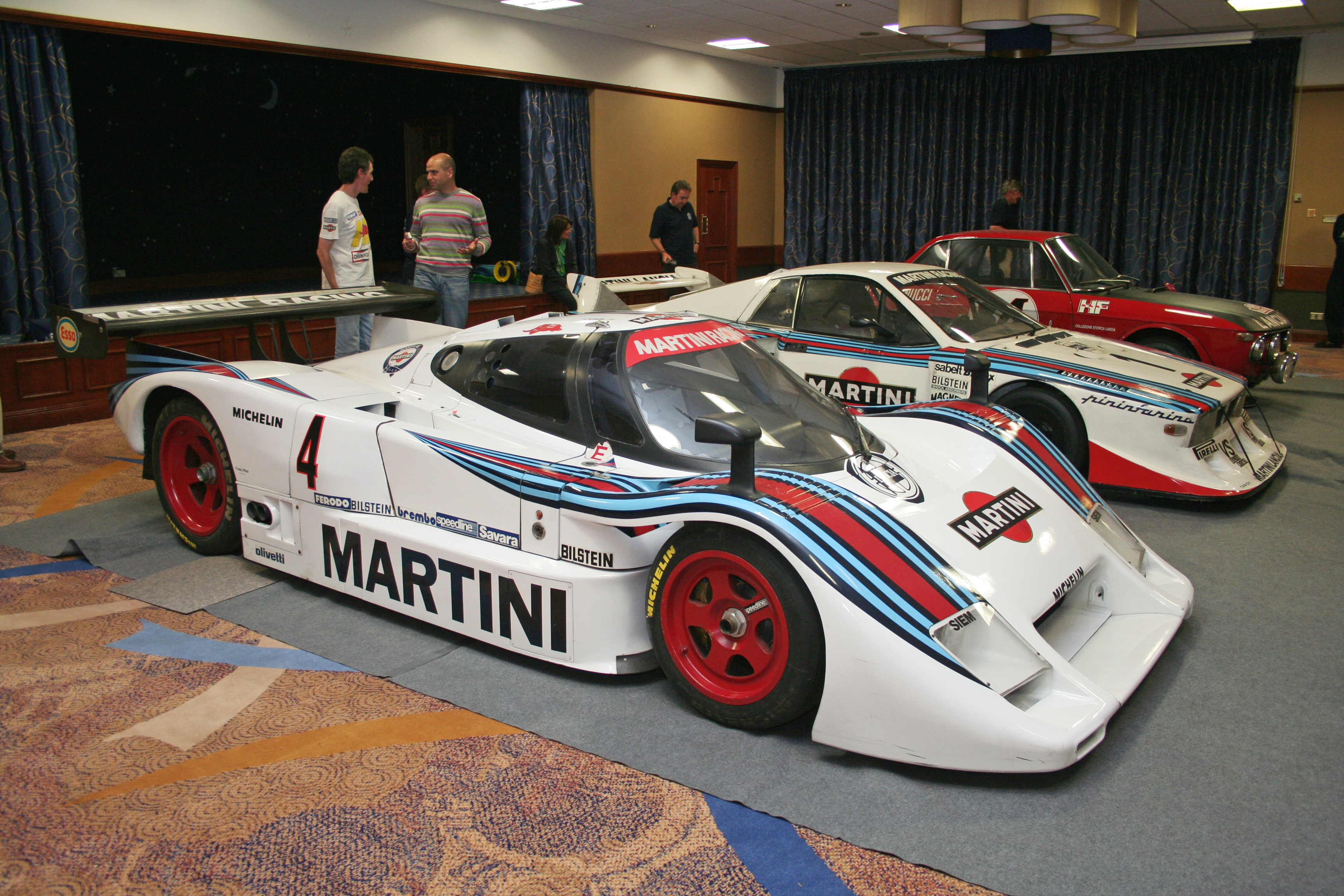
Lancia LC2 (à l'arrière, on remarque une Montecarlo et une Fulvia HF).

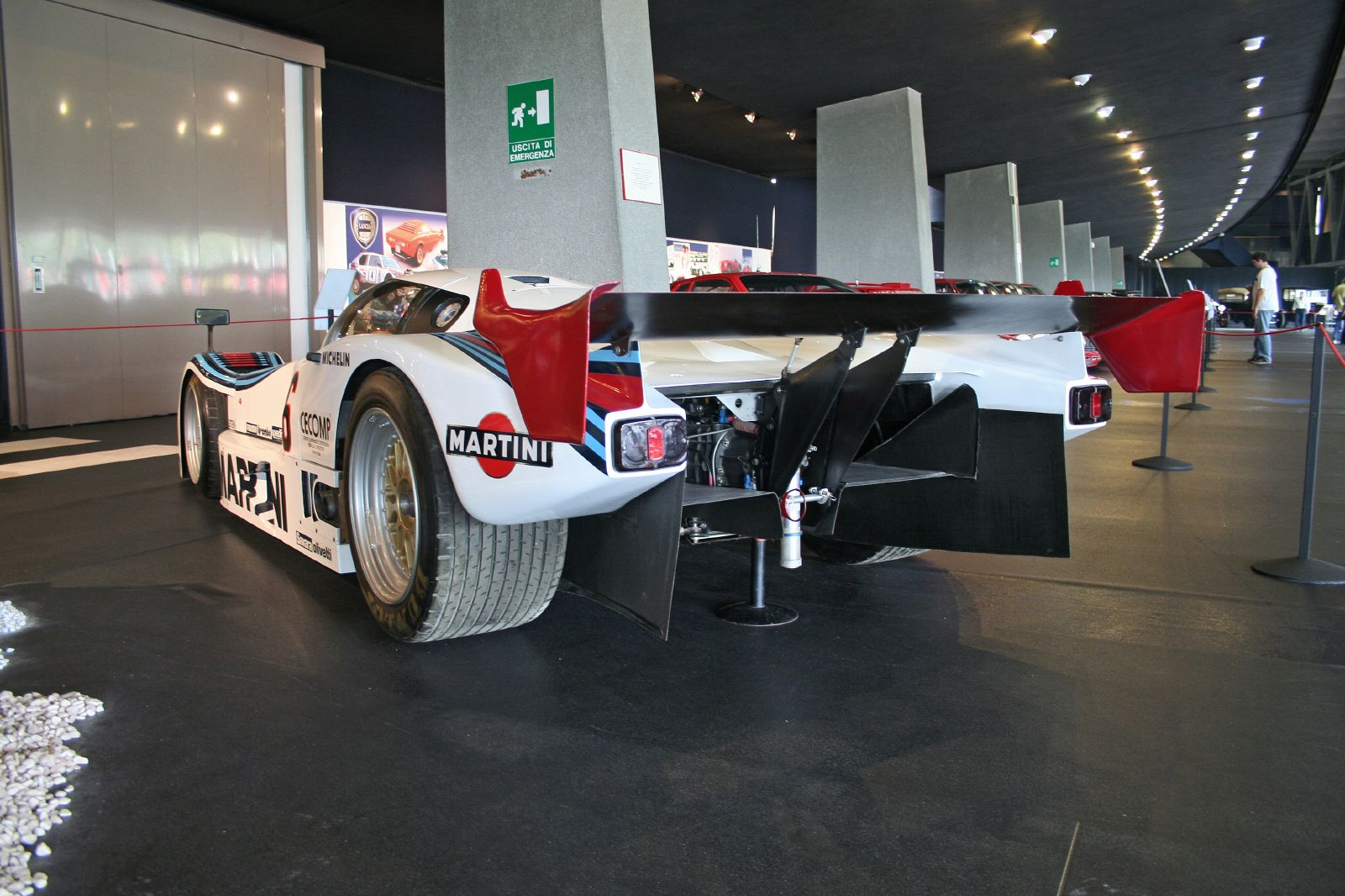
Vue du diffuseur de la Lancia LC2.

En 1982, la Montecarlo n'est engagée qu'à quelques reprises en Gr5 (Monza, Silverstone, Le Mans et Mugello), sans résultats notables, car Fiorio a décidé de s'engager en Gr6. Tous les efforts se focalisent sur la conception de la Lancia LC1, une barquette qui conserve le quatre en ligne turbocompressé de 1 425 cm3 de la Montecarlo et dont le châssis est conçu chez Dallara. La LC1 va avoir une carrière sportive très limitée car le Gr6 va céder la place au Groupe C. La FIA, pour pousser les constructeurs vers cette nouvelle catégorie, précise que, si elles sont toujours autorisées à courir, les Gr6 n'inscriront pas de point au championnat (seuls les pilotes pourront, pour leur propre championnat). La LC1 est une voiture de transition vers le GrC dont le développement ne sera jamais poussé. Pour son unique saison en WSC, elle remporte trois courses (6 heures de Silverstone, 1 000 km du Nürburgring et du Mugello) et signe trois pole positions. Patrese lutte longtemps pour le titre pilote mais s'incline finalement face à Jacky Ickx sur Porsche. Les LC1 disputeront encore une saison en compétition au sein de l'écurie privée Sivama Motor qui dote la barquette d'un cockpit pour s'adapter à la réglementation du GrC,.
En 1983, Lancia passe au GrC, catégorie réservée aux sport-prototypes fermés et qui impose une limite de consommation de carburant. Le moteur de la LC1 ne répond pas aux contingences imposées par la nouvelle réglementation mais, comme Lancia et Ferrari sont désormais toutes deux incluses dans la constellation Fiat, le V8 de 3 litres à quatre soupapes par cylindres de la Ferrari 308 GTBi va servir de base à la conception d'un 2,6 litres associé à deux turbocompresseurs KKK afin de conserver de la puissance tout en limitant la consommation. Comme pour ses devancières, le châssis monocoque en aluminium et la carrosserie en kevlar et fibre de carbone sont réalisés chez Dallara. La Lancia LC2, au long de sa carrière, va subir de nombreuses modifications notamment au niveau de ses éléments aérodynamiques et de son moteur. Sept châssis sont construits pour l'usage de l'écurie officielle (deux autres seront destinés à l'écurie privée Gianni Mussato après le retrait de Lancia du championnat WSC). La LC2 débute à domicile, à Monza, où elle signe la pole position mais ne peut faire mieux que de terminer à douze tours de la Porsche victorieuse. Des problèmes de pneumatiques, tant avec les Pirelli que les Dunlop vont pénaliser le début de saison de Lancia. Il faut attendre la cinquième épreuve de l'année, à Spa, pour qu'une Lancia reçoive le drapeau à damiers. À Brands Hatch, Patrese-Alboreto terminent quatrième puis le duo Teo Fabi-Hans Heyer signe la première victoire de leur monture à Imola, aidés par le non-engagement de Porsche. Lancia décroche deux secondes places consécutives au Mugello et à Kyalami, ce qui lui permet de terminer seconde au championnat du monde derrière Porsche.
Pour 1984, La LC2 est revue au niveau de ses suspensions afin de mieux tirer profit des pneus Dunlop. La saison débute par un podium à Monza et une pole position à Silverstone. Aux 24 heures du Mans 1984, Bob Wollek signe la pole position et Alessandro Nannini le record du tour. Ils mènent l'épreuve pendant 144 tours mais terminent finalement huitièmes. Lancia réalise un doublé à Kyalami (victoire de Nannini-Patrese) qui ne lui permet pas de rattraper Porsche au classement général, une nouvelle fois, Lancia échoue à la seconde place.
En 1985, les Dunlop sont remplacés par des Michelin qui permettent à la LC2 de décrocher la pole position au Mugello, mais la voiture ne prend finalement pas le départ. Les Lancia sont totalement éclipsées par les Porsche à Monza mais Nannini obtient la pole à Silverstone, avant de devoir à nouveau renoncer. Aux 24 heures du Mans 1985, les LC2 ne peuvent faire mieux que sixième (Wollek-Nannini) et septième (Pescarolo-Baldi). Un souci mécanique contraint les voitures à abandonner à Hockenheim mais Lancia signe enfin sa première victoire à Spa avec Wollek et Baldi. Cette victoire est toutefois chanceuse puisque la course est arrêtée prématurément après l'accident mortel de Stefan Bellof. Si les LC2 se classent troisième et quatrième aux 1 000 kilomètres de Brands Hatch, Lancia s'incline à nouveau derrière Porsche au championnat. La Squadra Corse HF Lancia, après trois tentatives infructueuses pour prendre le dessus sur Porsche, s'avoue vaincue et se tourne à nouveau vers les rallyes, où elle ne va pas tarder à s'imposer.

### 1983: Retour victorieux en rallye avec la 037

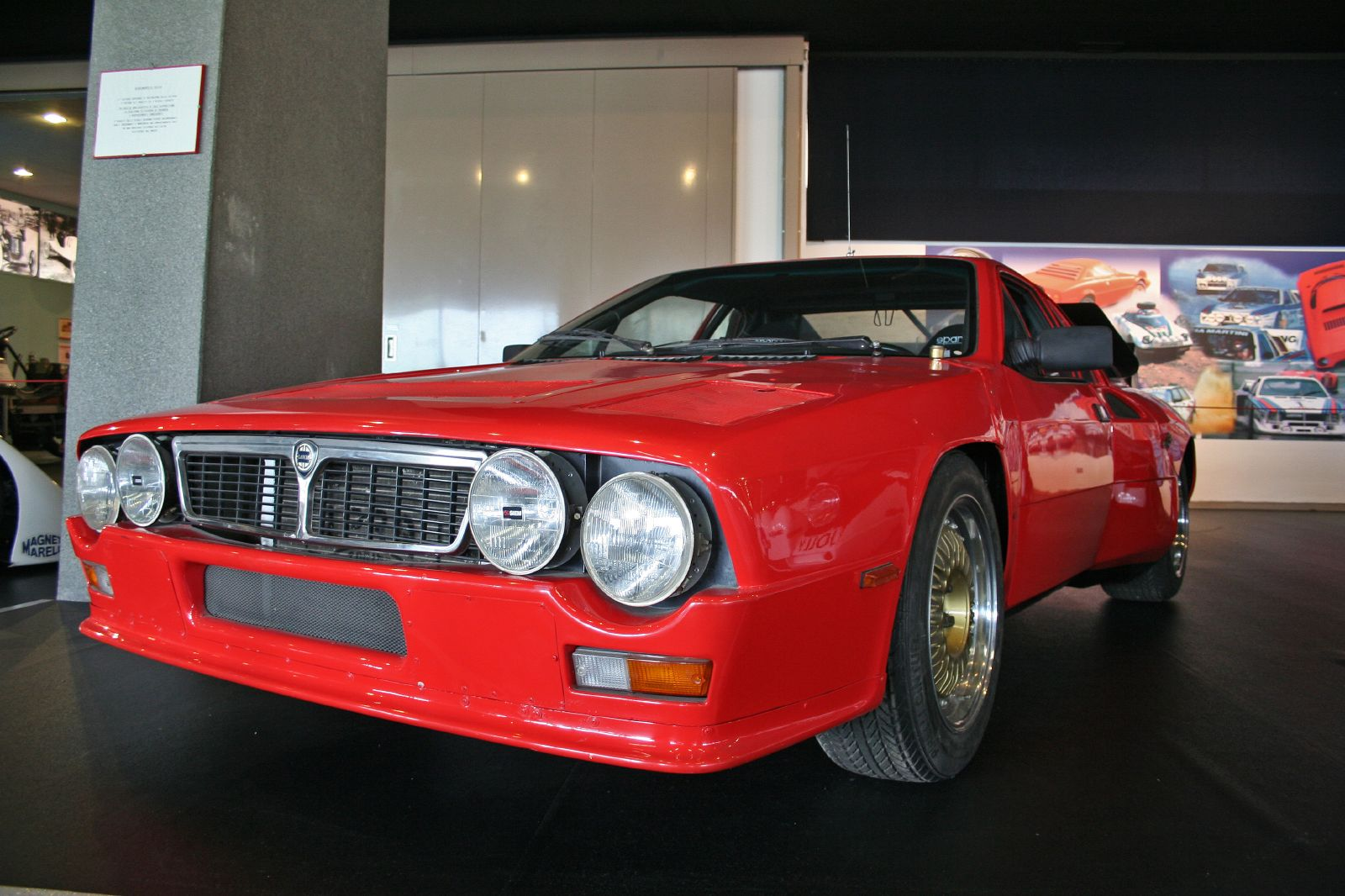
Le prototype Lancia-Abarth SE 037 de 1980 à l'origine de la 037.

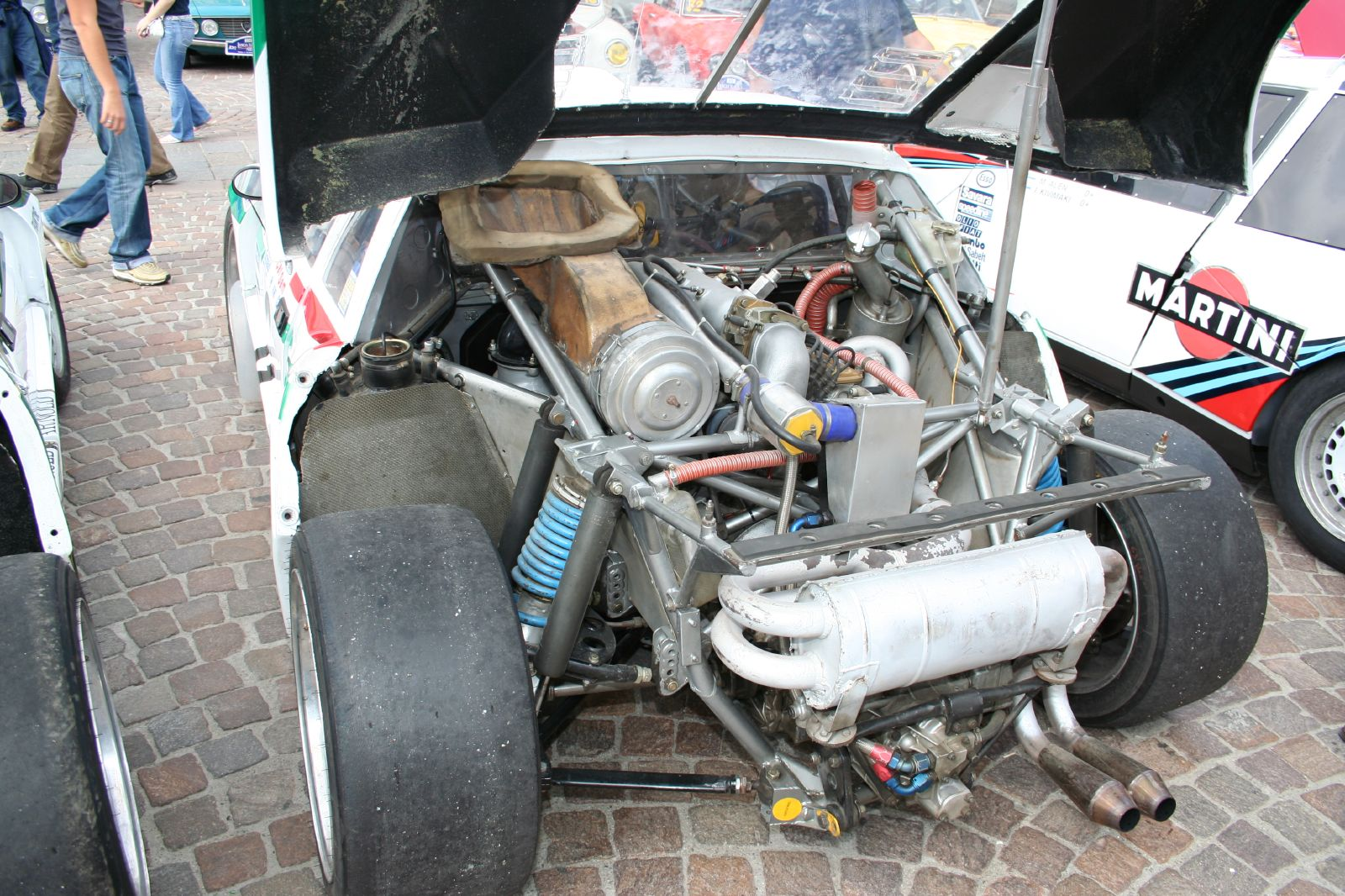
Vue arrière de la Lancia 037 à moteur longitudinal.

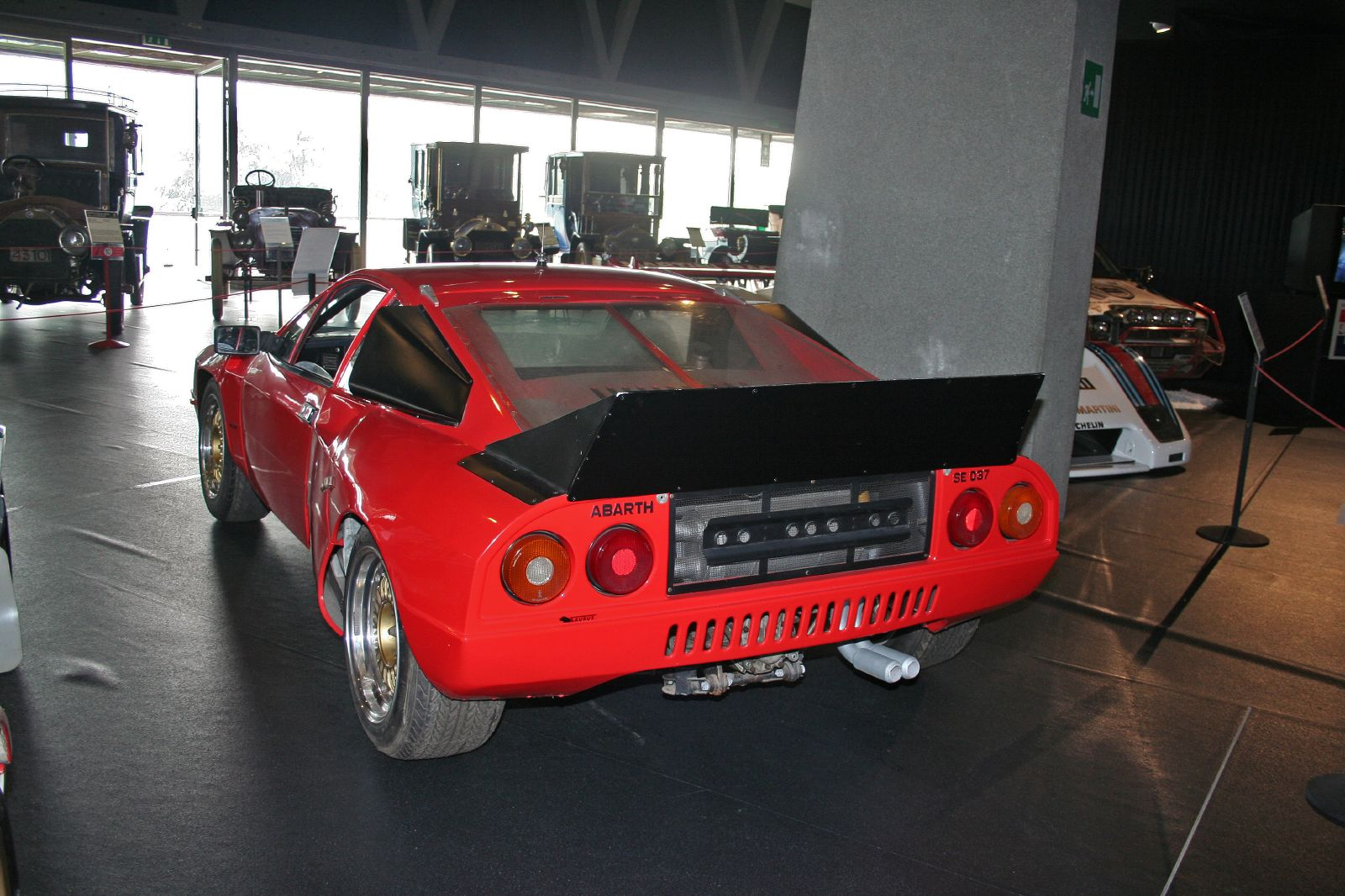
Vue arrière du prototype Lancia-Abarth SE 037.

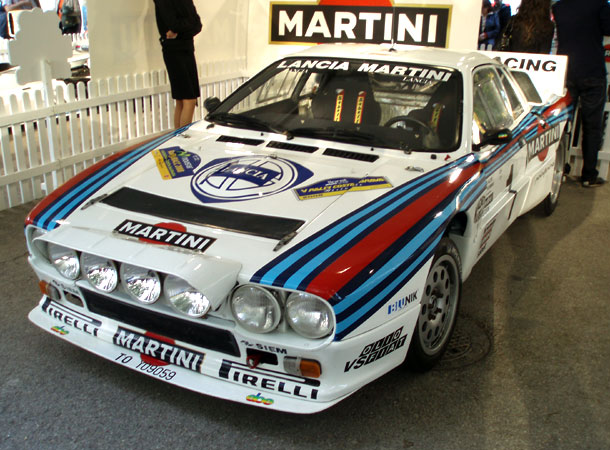
Lancia 037 en spécifications nocturnes.

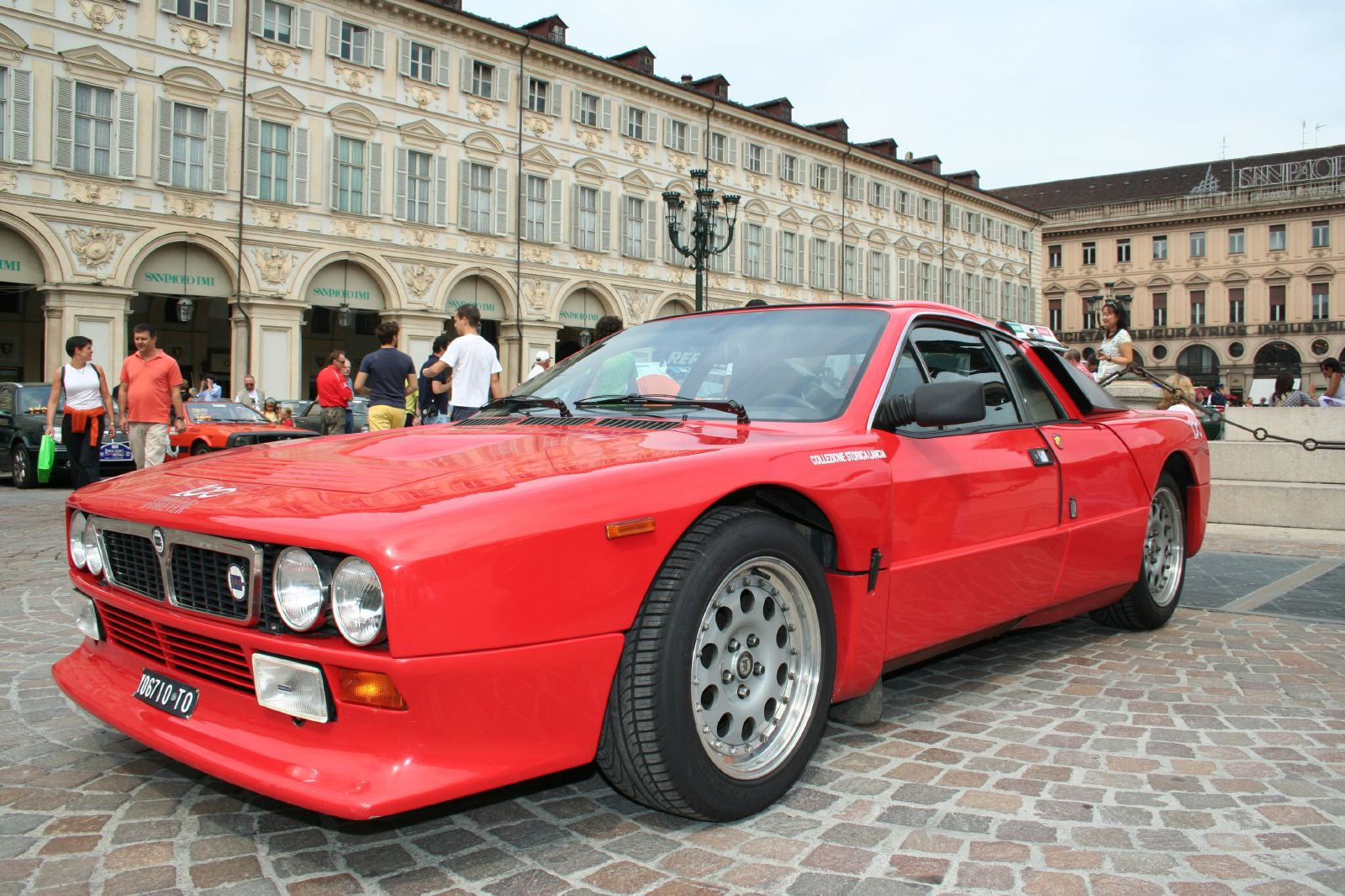
Une des 200 Lancia 037 stradale nécessaire à l'homologation en Groupe B.

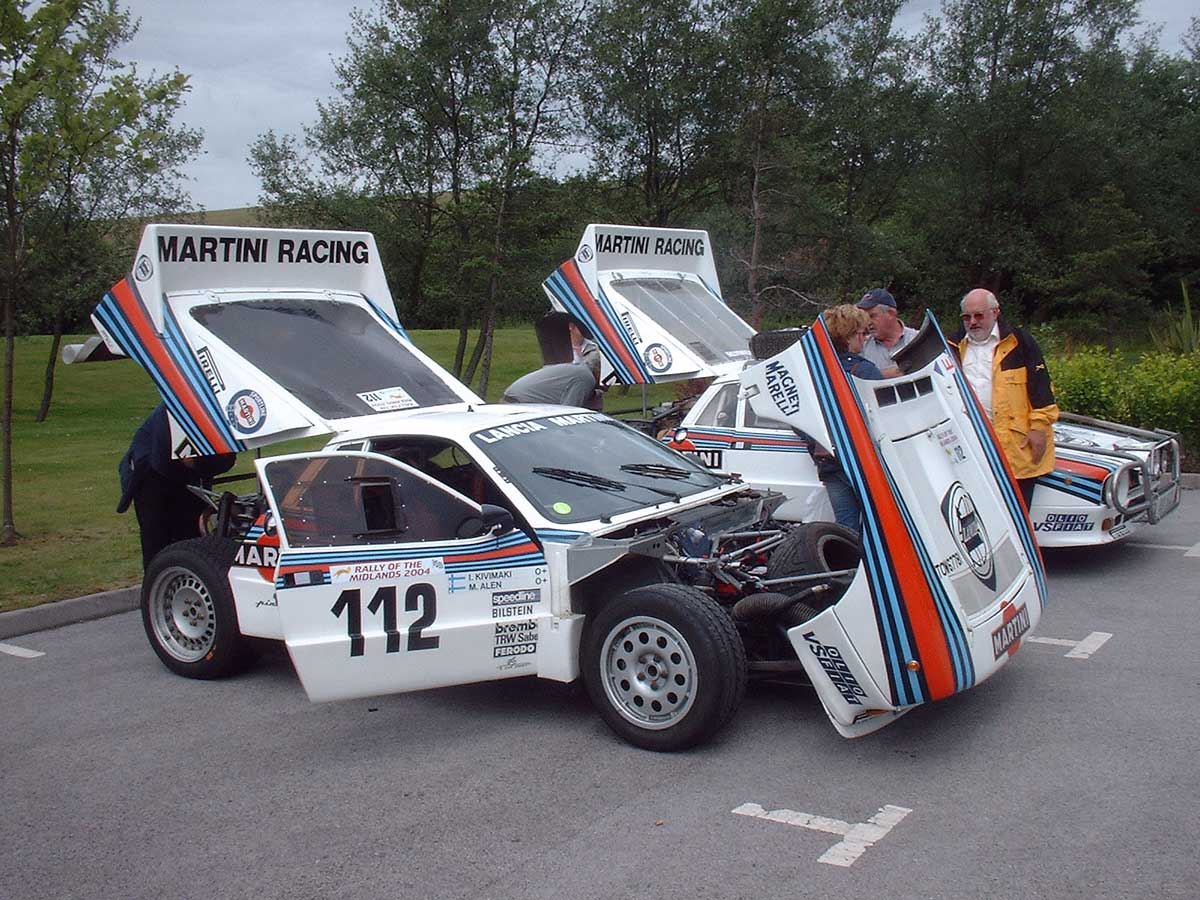
La Lancia 037 ex-Markku Alén lors d'une manifestation du Lancia Motor Club AGM en 2004.

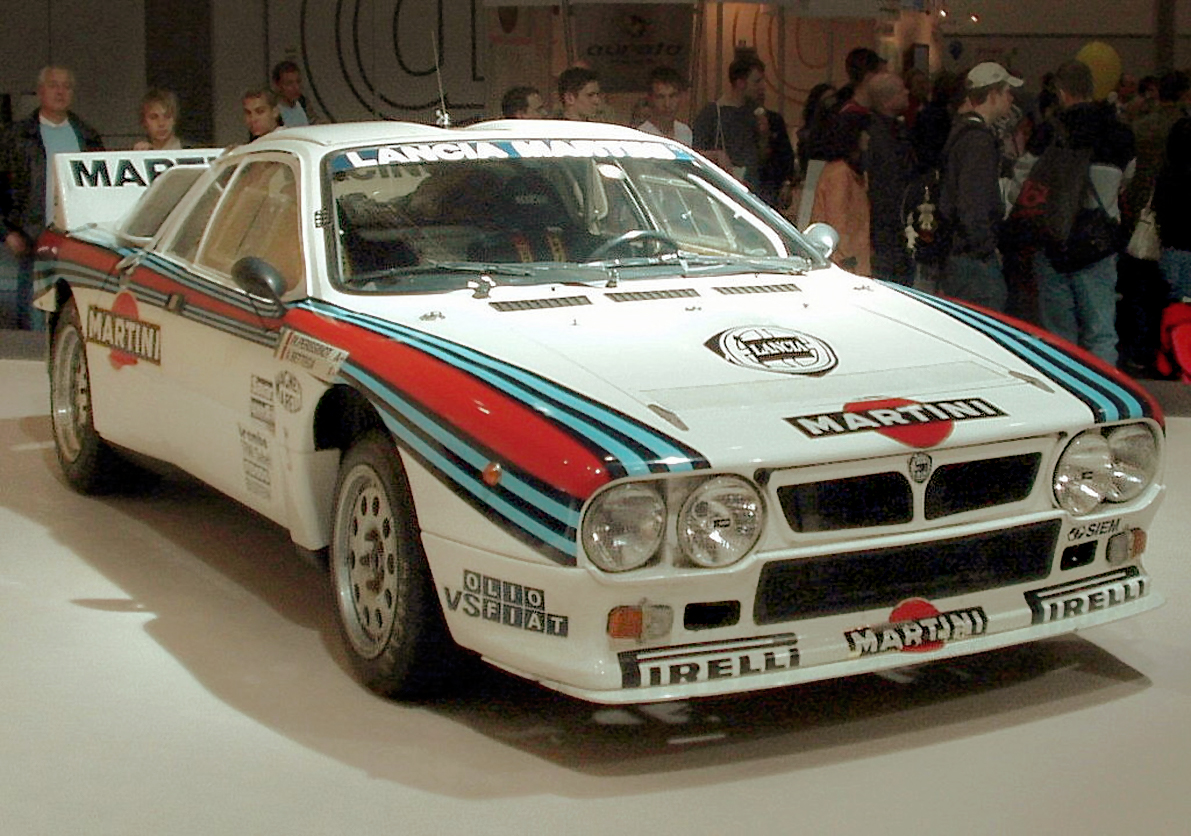
Lancia 037, engagée de 1983 à 1986.

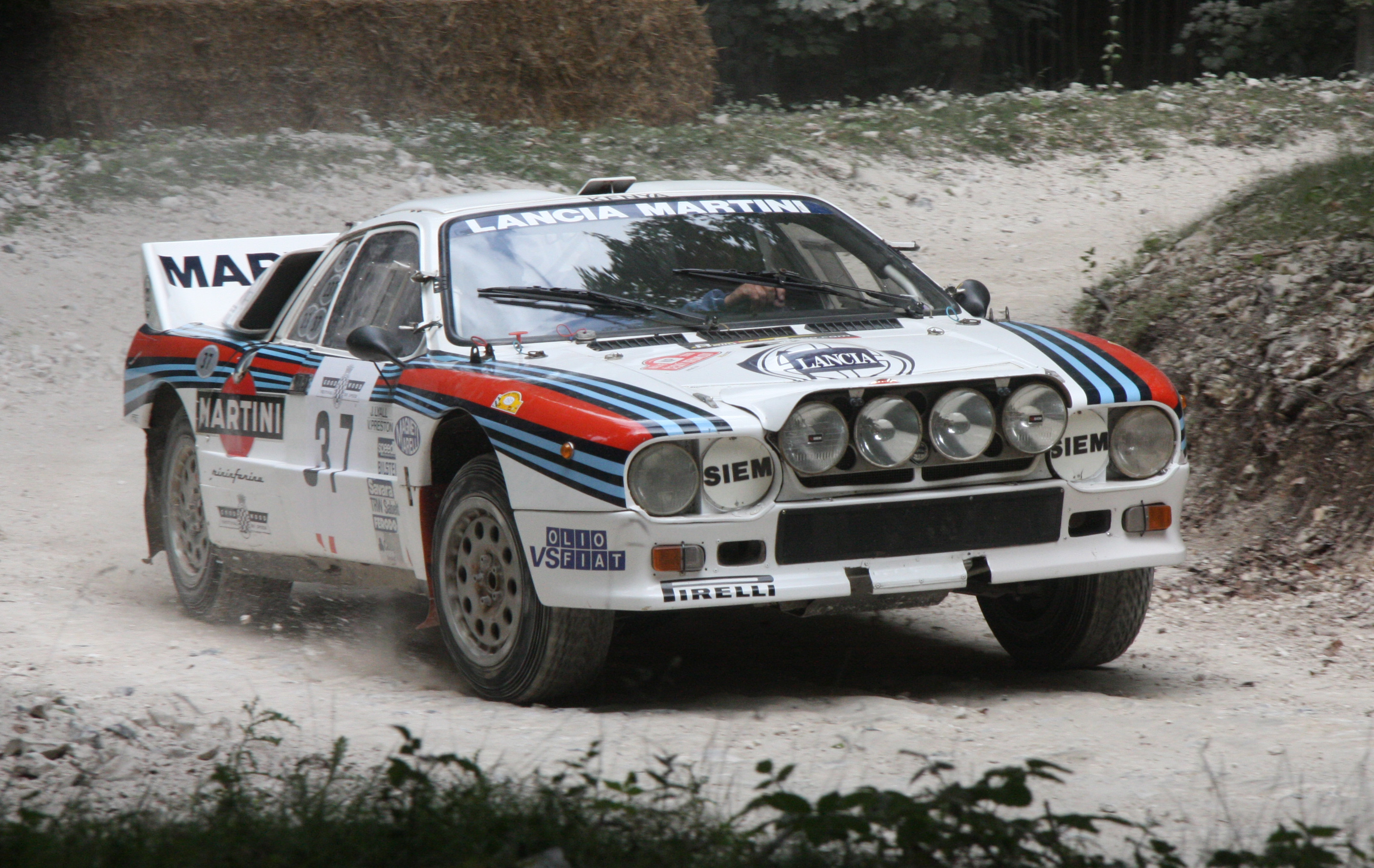
Lancia 037 en démonstration à Goodwood en 2010.

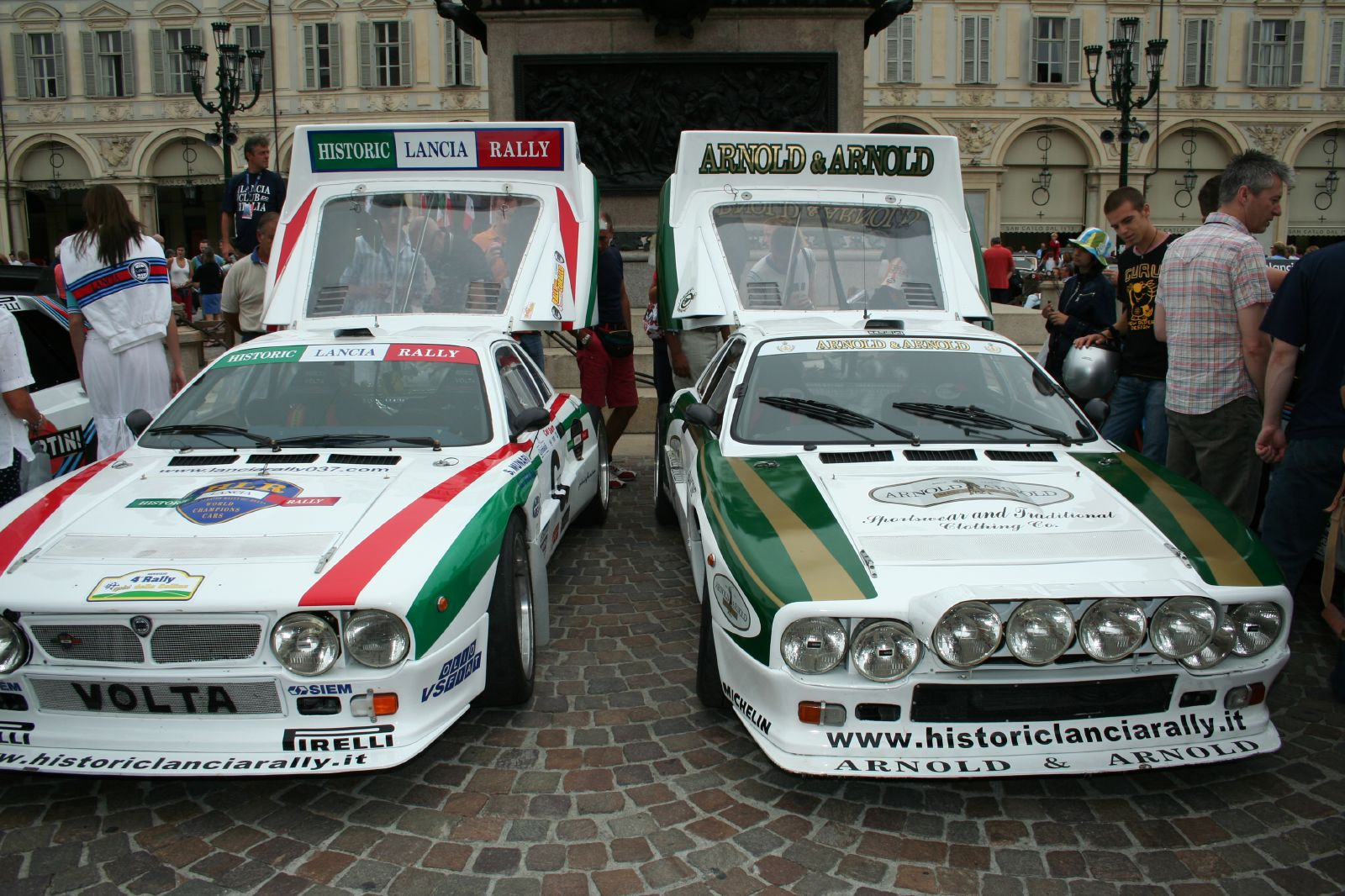
Deux Lancia 037 lors du centenaire Lancia à Turin en 2006.

Descendante directe des Montecarlo Gr5 championne du monde en 1979, 1980 et 1981, la Lancia Rally projet 037 (également dénommée Rally ou encore Rally 037) est dévoilée fin octobre 1981. Cette version est un prototype destinée à l'homologation de la Lancia 037 en FIA Groupe B du championnat du monde des rallyes. Le GrB est assez permissif et convient tout à fait à la conception de Lancia quant à la compétition automobile. Cette catégorie autorise la transmission à quatre roues motrices (en rallye), l'utilisation de matériaux technologiques (kevlar, vitres plastiques) et autorise une évolution technique majeure en cours d'année. De plus, seuls deux cents exemplaires stradale sont nécessaires pour obtenir l'homologation en course et il ne faut produire que vingt nouveaux modèles pour homologuer son évolution. Cesare Fiorio opte pour la réalisation d'une propulsion deux places et fait porter les efforts sur une recherche maximale de légèreté et d'accessibilité aux organes mécaniques. Il s'oppose en cela à Audi qui, avec la quattro, privilégie la transmission intégrale et s'engage avec des voitures dérivées du modèle de grande série alors que la Lancia 037 est conçue d'emblée comme une voiture de compétition.
Fiorio fait réaliser deux cents 037 stradale pour décrocher l'homologation qui diffèrent complètement de la Montecarlo de route : si le moteur est toujours un quatre cylindres à double arbre à cames dérivé de la Fiat 131 Abarth, il est installé en position longitudinale pour simplifier le travail des mécaniciens lors des assistances. Il est suralimenté par un compresseur et développe 265 chevaux dans sa première version à carburateur double corps Weber. Ce compresseur volumétrique, bien qu'il fournisse une puissance inférieure à un turbocompresseur, permet de délivrer sa puissance de manière plus régulière, à tous les régimes, sans temps de réponse et des essais comparatifs avec les Beta Montecarlo Gr5 turbocompressées valident ce choix. La cylindrée est de 1 995 cm3 mais, après équivalence théorique puisque le moteur est suralimenté, correspond à un moteur de 2 793 cm3.
Dessinée chez Pininfarina, la 037 est extrêmement basse et reçoit de nombreux appendices aérodynamiques comme un volumineux aileron et deux bossages de toit pour permettre le port du casque. Aucune concession n'est faite à l'esthétisme (contrairement à Audi, Lancia ne cherche pas à faire ressembler le modèle de compétition au modèle routier) car la recherche d'efficacité est maximale : la cellule centrale est une structure monocoque en aluminium prolongée par deux faux châssis tubulaires qui supportent les suspensions à l'avant et le moteur et la transmission à l'arrière. La carrosserie est en polyester et entièrement démontable pour faciliter le travail des mécaniciens de course. Finalement, la 037 développe 320 chevaux pour moins de 800 kg.
Si elle fait ses débuts en avril 1982 en championnat d'Europe, en Sardaigne, au Rallye Costa Smeralda, sa première confrontation internationale a lieu à l'occasion de l'édition 1982 du Tour de Corse, cinquième épreuve du championnat du monde. Deux voitures sont confiées à Markku Alén et Attilio Bettega : Alén termine neuvième tandis que Bettega est victime d'une violente sortie de route qui met en évidence sa fragilité. Cet accident conduit à la réalisation d'une évolution à portes en kevlar qui apparaît au rallye de Madère. La 037 reçoit également un système d'injection mécanique Bosch en lieu et place des carburateurs, complété par une injection d'eau. Ces modifications sont validées au Tour de France où Adartico Vudafieri et Jean-Louis Clarr réalisent plusieurs temps scratch avant de connaître des problèmes d'allumage. À partir du RAC, ultime épreuve de la saison, les Lancia expriment leur potentiel face aux Audi quattro, Alén terminant quatrième du classement général à 10 minutes d'Hannu Mikkola et premier en groupe B (les quattro et Opel Ascona évoluent encore en groupe 4).
Fin 1982, Les problèmes de fiabilité du moteur, de la transmission et de tenue de route sont résolus : la maturité de la 037 coïncide avec le véritable démarrage du GrB en 1983. Les 037 de Walter Röhrl (ex-Opel) et Markku Alén terminent aux deux premières places du Monte-Carlo où l'absence de neige favorise la légèreté des Lancia tandis que la transmission intégrale des quattro ne leur est pas d'un grand secours. Le Portugal, troisième épreuve de la saison constitue un test décisif avec son revêtement en terre : les Audi quattro tirent parti de leurs quatre roues motrices et Mikkola et Michèle Mouton réalisent un doublé devant Röhrl, Alén et Vudafieri. Lancia ne s'engage pas au Kenya où les quattro, deuxième et troisième, marquent de précieux points au championnat du monde. Le Tour de Corse permet aux agiles et légères 037 de réaliser un triplé, Alén et Röhrl devançant la voiture semi-privée de Vudafieri. Le Rallye de l'Acropole est le théâtre d'un doublé où Röhrl précède Alén : c'est la première victoire de la 037 sur un terrain plutôt dévolu aux transmissions intégrales. Röhrl remporte en suivant le Rallye de Nouvelle-Zélande où les trois Audi quattro d'usine abandonnent : Lancia est alors en tête du championnat du monde constructeurs. En Argentine, Audi place quatre voitures aux quatre premières places (Mikkola, Stig Blomqvist, Michèle Mouton et Shekhar Mehta), tandis qu'Alén n'est que cinquième puis, aux 1000 lacs, où Lancia est absent, réalise un doublé (Mikkola-Blomqvist). Arithmétiquement, Audi est champion du monde mais seuls les huit meilleurs résultats sur les douze épreuves du championnat sont pris en compte. Lancia réussit un triplé au Rallye San Remo (Alén, Röhrl, Bettega) qui relance la course au titre. Bien que Mikkola termine second en Côte d'Ivoire, Lancia, en décomptant ses plus mauvais résultats (dont deux non-participations) remporte le Championnat du monde des rallyes avec 2 points d'avance sur Audi. Il s'agit du dernier titre d'une deux roues motrices en championnat du monde des rallyes.
En 1984, Lancia engage une évolution de la 037 dès le rallye inaugural de Monte-Carlo. La cylindrée est portée à 2 111 cm3 avec suralimentation, la limite de classe étant de 2 142,8 cm3 (soit 3 litres en équivalence atmosphérique). Par rapport à la version originelle, des modifications sont apportées à la carrosserie pour répondre à la concurrence des Renault 5 Turbo, des nouvelles Audi quattro ou encore des Peugeot 205 Turbo 16 qui font leurs débuts en compétition. Bien que la 037 propulsion soit encore engagée, Lancia comprend que l'avenir est aux transmissions intégrales et Giorgio Pianta, responsable technique du département compétition, développe en prévision de la saison 1985, une version spéciale de la Lancia Trevi (une Beta à trois volumes) quatre roues motrices pour mener les premiers tests de développement de cette technique inédite pour Lancia. Au niveau des pilotes, Walter Röhrl est passé à l'ennemi en rejoignant les rangs d'Audi où il épaule Blomqvist et Mikkola.
Blomqvist et Mikkola réalisent un tir groupé au Monte-Carlo, disputé sous la neige. L'équipe Lancia-Martini, constituée de Miki Biasion, Markku Alén et Attilio Bettega, handicapée par ses deux roues motrices, ne peut que limiter les dégâts en terminant aux cinquième, sixième et huitième places. Si Alén et Biasion réalisent un doublé lors du Tour de Corse, les 037 sont outrageusement dominées par les Audi quattro. La Toyota Celica Turbo de Björn Waldegård remporte le Safari Rallye où Alén parvient à accrocher la quatrième place. Mais un nouveau rival montre son nez en fin de saison : Ari Vatanen. La Peugeot 205 Turbo 16 remporte les trois dernières épreuves (1000 lacs, San Remo et RAC). Lancia cède son titre de champion du monde à Audi (cinq victoires) et s'inquiète de la menace Peugeot qui a inscrit 74 points en seulement cinq engagements. Toyota semble aussi devenir une nouvelle écurie de pointe en rallye avec 62 points marqués.
Cesare Fiorio fait accélérer le développement de la Lancia intégrale et la Delta S4 (S pour Suralimentée, 4 pour 4 roues motrices) est présentée en décembre (elle ne sera homologuée qu'en 1985, trop tardivement pour influer sur le Championnat du monde des rallyes 1985). Lancia court la quasi-totalité du championnat avec une 037 déjà à la peine en 1984. Elle ne supporte plus la comparaison face aux Audi quattro Sport et surtout face aux Peugeot 205 Turbo 16 évolution 2 engagées à partir du Tour de Corse, épreuve dramatique pour l'écurie italienne puisqu'Attilio Bettega est victime d'un accident mortel en percutant un arbre dans la spéciale de Zérubia. Peugeot remporte sept des onze épreuves du championnat du monde grâce à Ari Vatanen, Timo Salonen et Bruno Saby. Même Audi ne peut résister à la suprématie de l'écurie française, Röhrl ne remportant que le San Remo. La 037 fait de la figuration et ne peut que grappiller quelques places d'honneur en cas de faux pas de ses adversaires. Henri Toivonen se classe sixième du Monte-Carlo et troisième du San Remo, Miki Biasion termine second au Portugal (sur une voiture semi-officielle du Jolly club) et Markku Alén décroche une troisième place aux 1000 lacs. Au championnat, Lancia perd encore une place, terminant au troisième rang derrière Audi tandis que Peugeot marque 142 points, plus du double que Lancia. Le revers est encore plus grand au niveau des pilotes puisque le meilleur pilote Lancia, Toivonen, ne pointe qu'au sixième rang.
La fin de la saison est toutefois réconfortante pour Lancia puisque, pour sa première sortie officielle sur Delta S4 à l'occasion de l'ultime épreuve (Rallye de Grande-Bretagne), Toivonen et Alén réalisent un doublé alors qu'aucune Peugeot n'est à l'arrivée. La Delta S4 semble donc être le seul moyen pour Lancia de retrouver les sommets du championnat.

### 1985: La transmission intégrale pour gagner en rallye

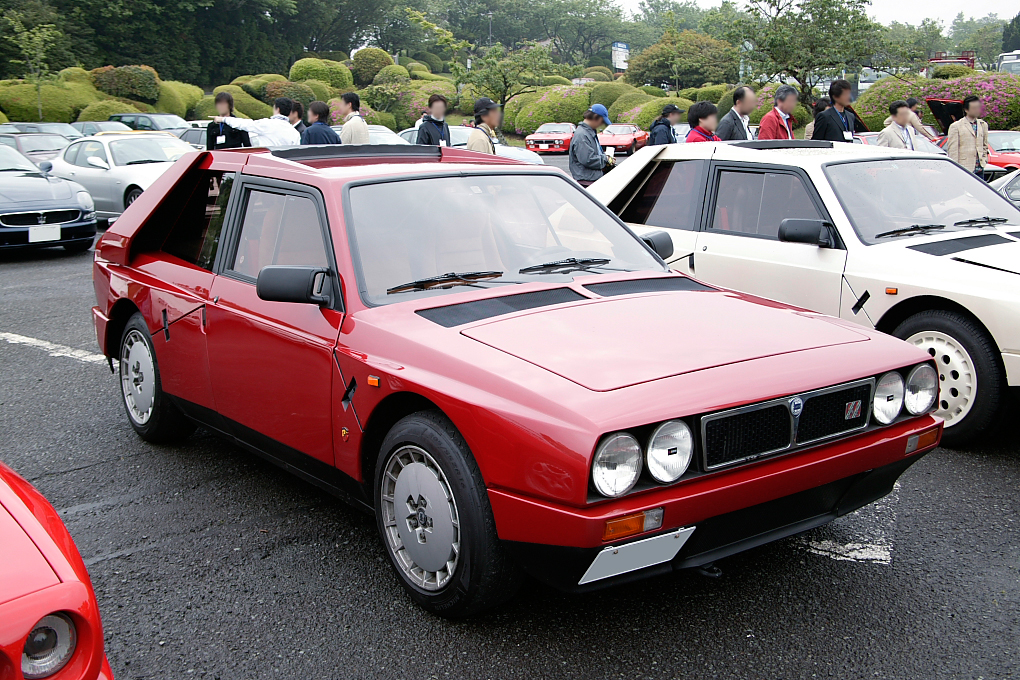
Deux des Lancia Delta S4 stradale nécessaires à l'homologation en championnat du monde.

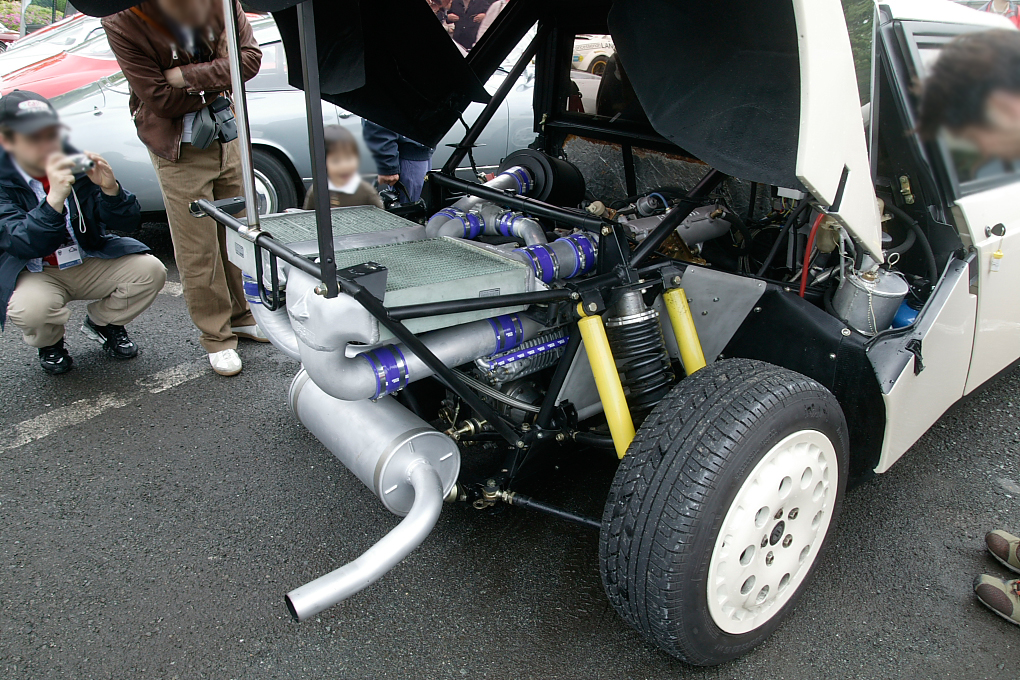
Moteur central-arrière de la Lancia Delta S4.

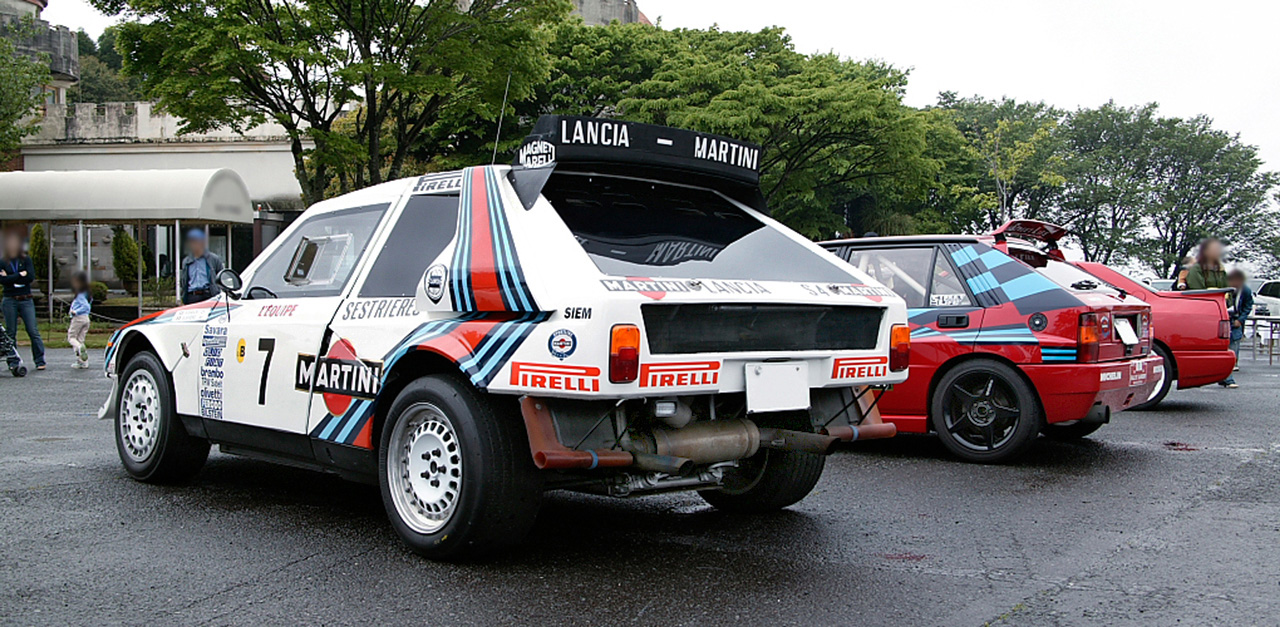
Vue arrière de la Lancia Delta S4 (châssis 209).

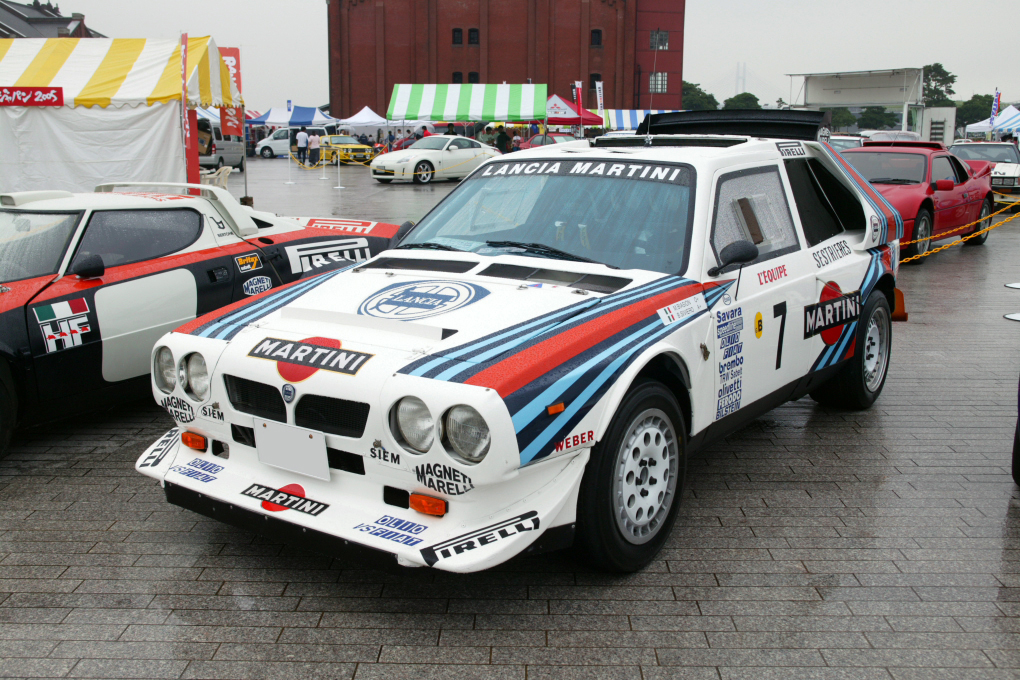
Lancia Delta S4, engagée en 1985 et 1986 (châssis 209).

Lorsque le projet de réalisation de la Delta S4 est lancé, Fiat n'a pas encore décidé que la voiture serait une Lancia. Son nom de code, Tipo 831, est en effet propre à Abarth et non Lancia. Pour réaliser sa troisième voiture de Groupe B, l'ingénieur Aurelio Lampredi et le directeur technique d'Abarth Claudio Lombardi s'inspirent de la Peugeot 205 Turbo 16 avec son moteur central-avant longitudinal et une carrosserie très proche du modèle de série. Quatre roues motrices (embrayage bi-disque, boîte de vitesses Hewland à cinq rapports, répartiteur de couple, blocage de différentiel central) sont chargées transmettre la puissance.
En avril 1983, le désormais Lancia Type 038 est lancé. La S4 est construite à partir d'une structure en tubes d'acier-chrome-molybdène, d'un habitacle en résine et fibre de verre dont les parties avant et arrière de la carrosserie basculent entièrement pour accéder aux organes mécaniques. Elle nécessite un gros investissement financier car la majorité de ses éléments sont inédits. Le quatre cylindres de 1 759 cm3 n'a rien en commun avec celui de la 037 : le bloc et la culasse sont en alliage léger, les arbres à cames en tête commandent quatre soupapes par cylindre et un allumage électronique Weber est installé. Un inédit système de suralimentation est dévoilé, avec un compresseur volumétrique Abarth-Volumex associé à un turbocompresseur KKK pour obtenir du couple et diminuer le temps de réponse du turbo, un compresseur relayant l'autre. À sa présentation, en décembre 1984, la S4 développe 400 chevaux mais pour son homologation un an plus tard, elle atteint 450 chevaux. 200 exemplaires de S4 stradale sont produits avec une puissance ramenée à 250 chevaux.
Dès son premier engagement (la Lancia entre-temps a atteint 480 chevaux), le 1er novembre 1985, elle remporte le RAC avec Henri Toivonen, Markku Alén prenant la deuxième place. Un mois plus tard, au Monte-Carlo, épreuve inaugurale du championnat 1986, Toivonen s'impose et Alén se classe plus tard second du rallye de Suède. L'écurie ne s'engage pas à l'East African Safari et connaît ensuite le pire au Tour de Corse quand l'équipage Toivonen-Cresto trouve la mort après avoir perdu le contrôle de sa S4 à pleine vitesse. Lancia se retire de l'épreuve et la FIA décide de supprimer le Groupe B à l'issue de la saison, jugeant à raison que ces voitures sont désormais trop puissantes et rapides pour être utilisées sur des routes ordinaires. La S4 enregistre encore quelques bons résultats (Alén second en Nouvelle-Zélande, en Argentine où Miki Biasion gagne, et au RAC puis troisième aux 1000 lacs) mais, comme les GrB sont condamnées, la Squadra Corse HF Lancia  met fin à son développement.
La fin de saison est controversée à la suite de la disqualification des Peugeot 205 au San Remo par les commissaires sportifs italiens pour utilisation de jupes jugées non conformes. Peugeot dénonce une décision en faveur de Lancia, et se trouve conforté lors du Rallye de Grande-Bretagne où la voiture est déclarée conforme alors qu'elle dispose des mêmes jupes. La FISA annule alors les résultats du San Remo et Peugeot, qui annonce son retrait à la suite de l'interdiction des GrB (et recyclera ses 205 en rallye-raid, notamment au Paris-Dakar), décroche finalement un nouveau titre de champion des constructeurs avec six succès et 15 points d'avance sur Lancia. À la suite de la décision de la FIA, Markku Alén cède le titre pilote au pilote Peugeot Juha Kankkunen. Sur le plan commercial, la décision de la FIA de supprimer le Groupe B aide Lancia à écouler les cent quarante exemplaires de la S4 Stradale invendus qui prennent alors le statut d'objet de collection.

### 1987-1992: Domination absolue en Groupe A

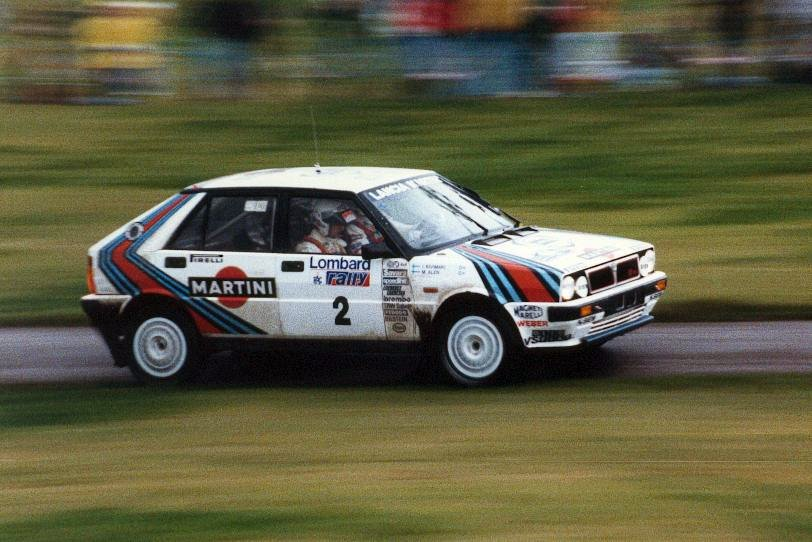
Markku Alén sur Lancia HF 4WD (engagée en 1987 et 1988).

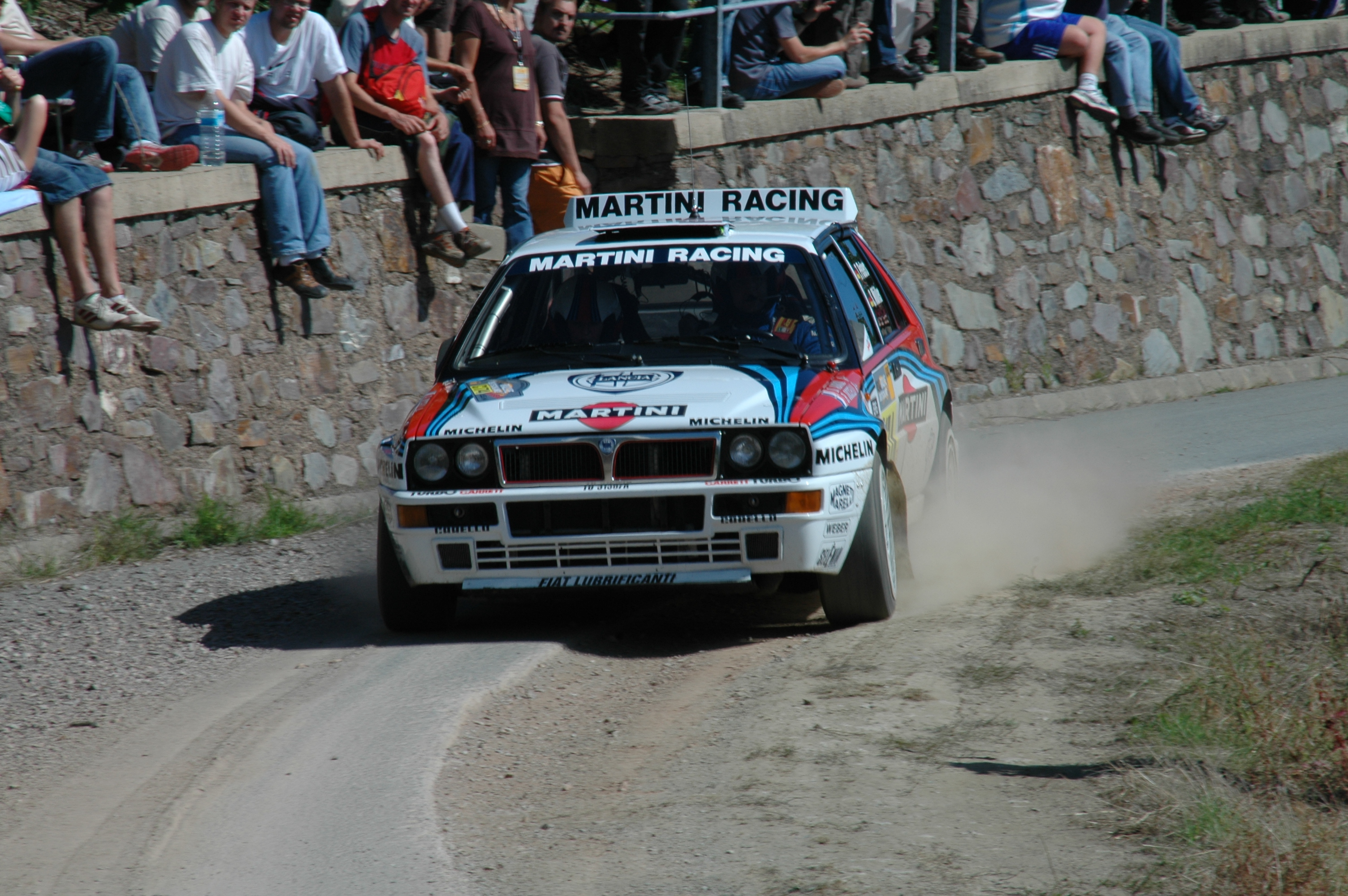
Lancia Delta HF Integrale, engagée en 1988 et 1989.

Le Groupe S devait prendre le relais du Groupe B, la FIA voulant encourager des designs innovants et futuristes en n'exigeant qu'un nombre minimal de voitures à produire pour l'homologation (10 exemplaires contre 200 en Groupe B). En contrepartie, pour éviter l'escalade à la puissance, les moteurs ne devaient pas délivrer plus de 300 chevaux. Les constructeurs engagés en rallye se lancèrent immédiatement dans le développement de voitures pour la future catégorie. Lancia, pour qui ce nouveau règlement était l'occasion de refaire « le coup de la Stratos et de la 037 » (produire une bête de course destinée à marquer les esprits tant par ses performances que par son aspect) construit l'ECV, Toyota la MR2, Audi la Sport quattro RS 002 et Ford développe sa RS200 qui court déjà en Groupe B. Les événements dramatiques de 1985 et 1986 (décès de Bettega et de Toivonen) imposent un retour à des règles plus sécuritaires et la FIA renonce au Groupe S qui restera un projet mort-né. Le Groupe A, catégorie créée en 1982 était jusqu'alors la « deuxième division » du rallye. En 1987, il devient la catégorie-reine et pose des soucis aux constructeurs car il requiert une production de cinq mille exemplaires routiers pour homologuer le modèle de compétition. Lancia s'appuie alors sur son modèle exclusif à hautes performances destiné aux amateurs de voitures sportives, la Delta HF 4WD, pour rebondir en championnat du monde. Comme 2 300 exemplaires ont déjà été produits en 1986, une nouvelle série de 2700 suffit à décrocher l'homologation.
En 1987, la Delta HF 4WD réalise un doublé dès le rallye inaugural de Monte-Carlo (Miki Biasion devant Juha Kankkunen). Cette victoire n'est que la première d'une longue série puisque seuls Timo Salonen sur Mazda 323 4WD en Suède, Hannu Mikkola sur Audi 200 quattro au Safari Rally et Bernard Béguin sur BMW M3 au Tour de Corse vont parvenir à s'imposer. Les Lancia remportent huit des dix épreuves sur lesquelles elles sont engagées (deux pour Kankkunen et trois pour Biasion et Alén). Martini-Lancia remporte ainsi le championnat avec le maximum de points possibles (huit résultats étant retenus) en dominant Audi et Renault. Au championnat du monde des pilotes, Lancia réalise un triplé, Kankkunen remportant le titre avec 100 points, devant Biasion (94 points) et Alén (88 points).
En 1988, la Delta HF Integrale va succéder à la 4WD. Son moteur délivre 20 chevaux de plus mais la différence principale réside en ses ailes élargies qui permettent de monter des jantes et des pneumatiques de plus grandes dimensions pour améliorer la tenue de route et passer plus de puissance au sol. La Delta HF Intégrale est construite à cinq mille exemplaires pour obtenir son homologation, mais rapidement, preuve de l'influence des résultats en course sur la vente de versions routières, une autre série de deux mille cinq cents voitures est produite. Lancia débute toutefois la saison avec la 4WD qui signe un nouveau doublé au Monte-Carlo, Kankkunen|site= une Martini-Lancia officielle devançant Alex Fiorio sur une voiture semi-privée du Jolly Club. Cette victoire, comme la saison précédente, est la première d'une longue série pour Lancia car seul Didier Auriol, passé chez Ford, empêche l'équipe italienne de remporter toutes les épreuves de la saison en gagnant le Tour de Corse. Alén impose à nouveau la 4WD en Suède puis, à l'occasion du troisième rallye de l'année, Biasion permet à la nouvelle Delta HF Integrale de remporter son premier succès pour son premier engagement en devançant Fiorio sur une « vieille » 4WD du Jolly Club. Biasion, en remportant cinq épreuves, décroche son premier titre de champion du monde des pilotes. Il devance ses coéquipiers Markku Alén (deux victoires) et Alex Fiorio. Comme l'année précédente, Lancia inscrit le maximum de points possibles, reléguant Ford à 61 points, et Audi à 69.

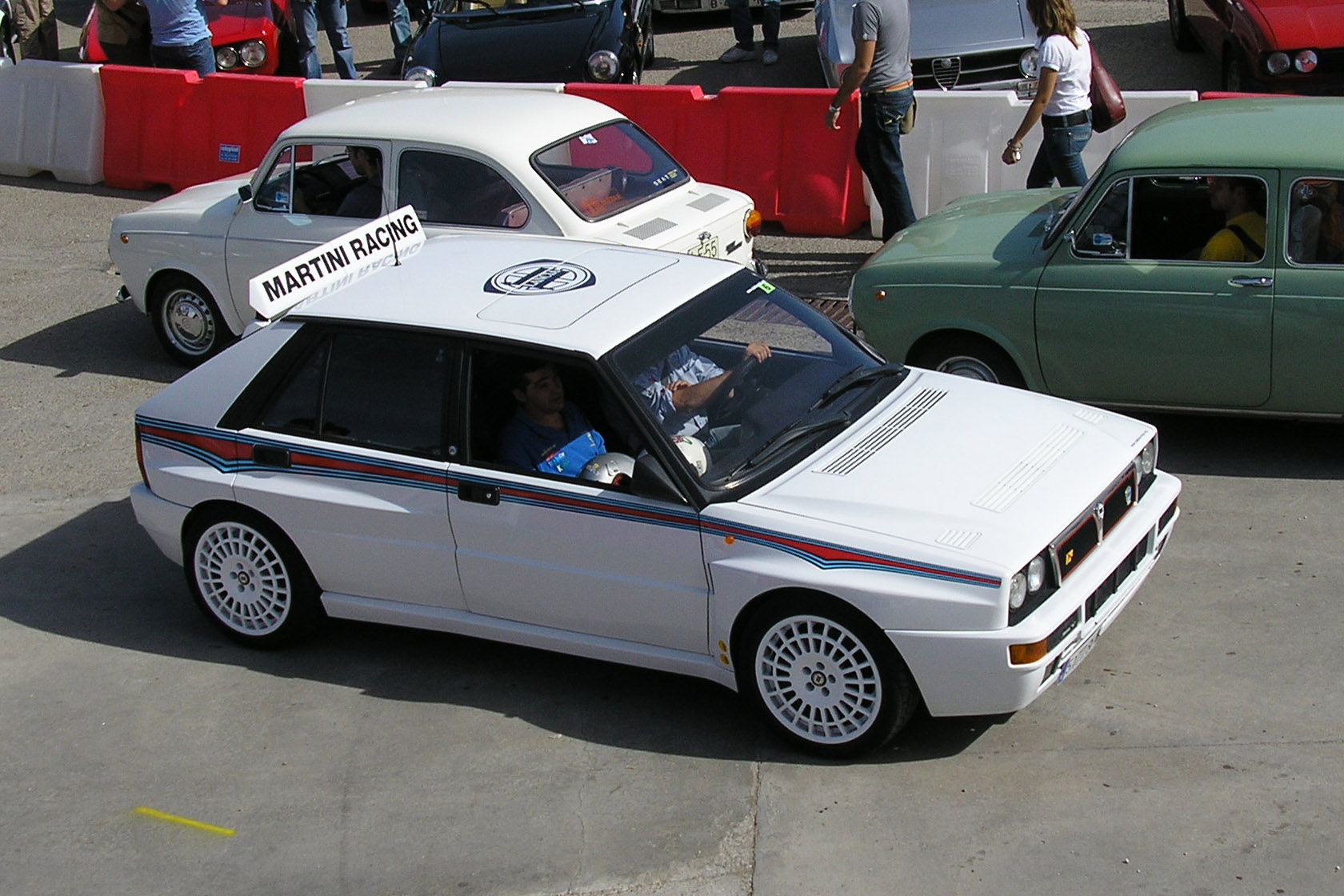
Lancia Delta HF Integrale stradale.

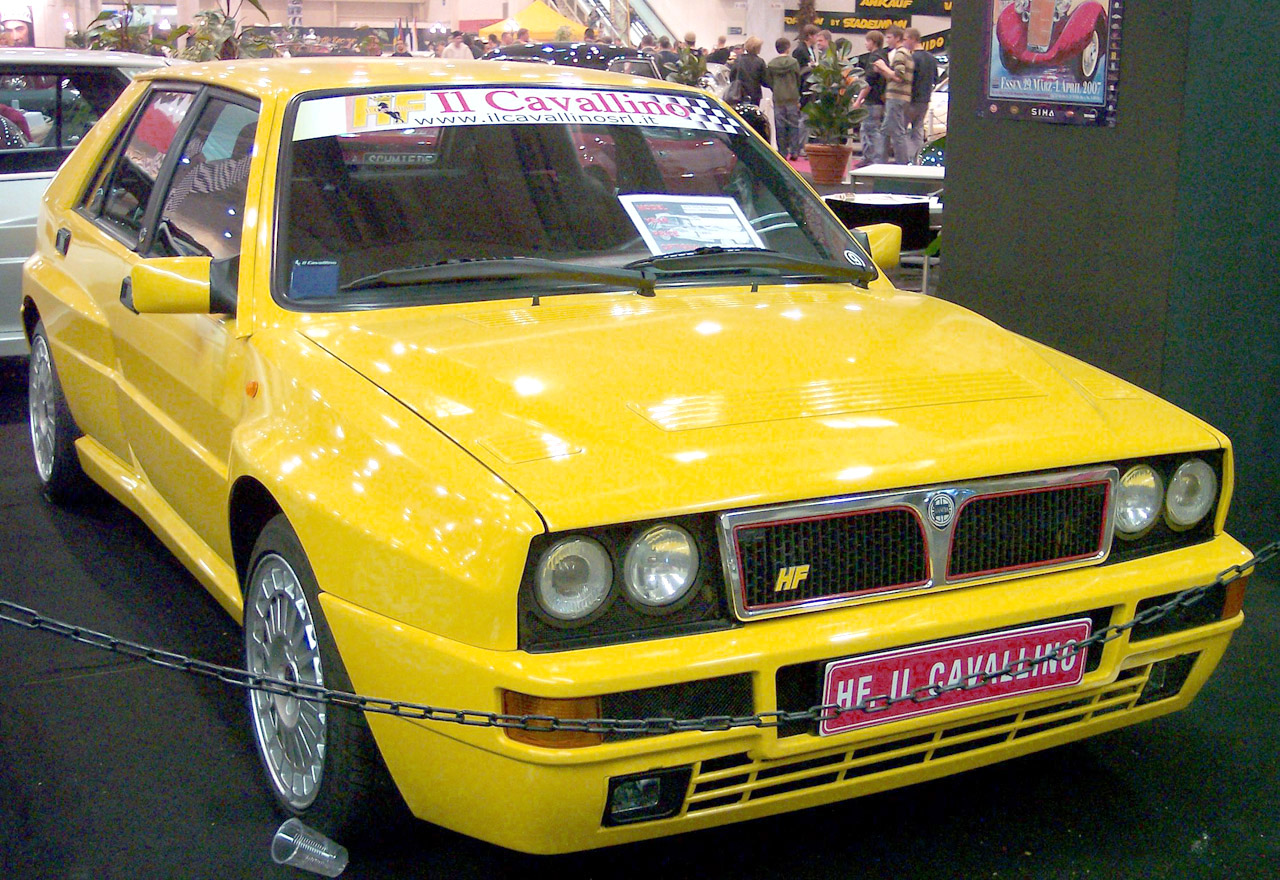
Lancia Delta HF Integrale 16V Evoluzione II stradale.

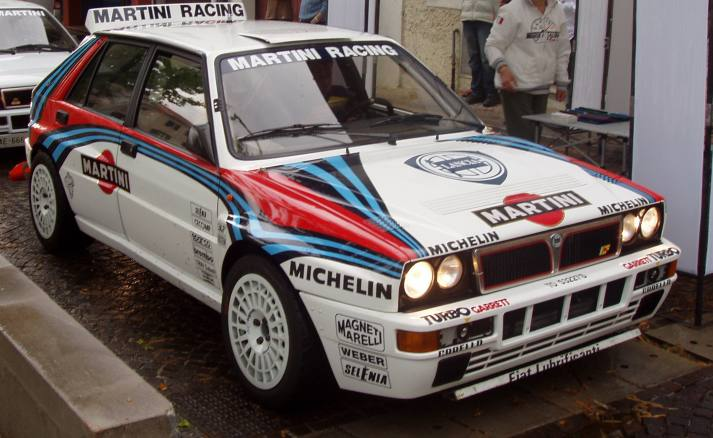
Lancia Delta HF Integrale 16V Evoluzione, la dernière Lancia officielle de compétition.

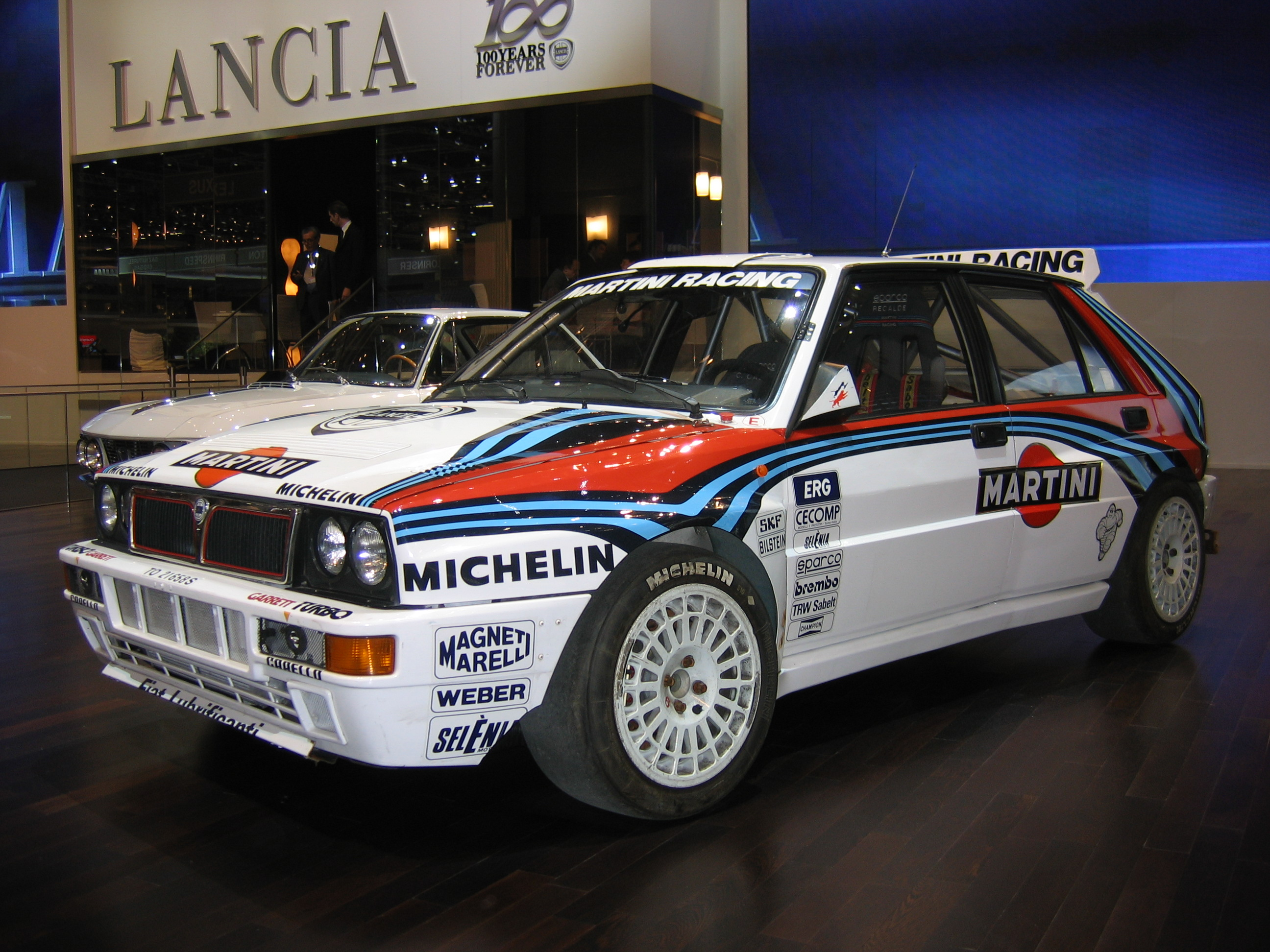
La Lancia Delta HF Integrale Evoluzione pilotée par Juha Kankkunen en 1992.

En 1989, Lancia remporte un troisième titre consécutif avec le maximum de points possibles. Toyota fait figure de nouvel outsider avec 101 points et une victoire. Biasion remporte son second titre d'affilée avec cinq victoires (quatre sur HF Integrale et une sur HF Integrale 16V). Il devance Alex Fiorio qui pilote une HF Integrale semi-privée et Kankkunen sur Toyota Celica GT-Four. Preuve de la compétitivité de ses voitures, Lancia signe deux triplés dans la saison avec Biasion-Alén-Fiorio au Portugal et Biasion-Auriol-Fiorio à l'Acropole. En fin d'année, à partir du Rallye de San Remo, l'Integrale reçoit un nouveau moteur à seize soupapes issu de la Thema. Ce bloc permet de compenser la perte de puissance engendrée par la nouvelle réglementation qui limite le volume des turbocompresseurs. Comme il est plus encombrant que son aîné, le capot de l'Integrale 16V est doté d'un renflement qui lui donne un aspect encore plus brutal. Le comportement routier est également revu pour que la voiture soit plus survireuse.
L'Integrale 16V prend logiquement la succession de l'Integrale en 1990 et se taille la part du lion bien que Toyota, qui s'était déjà mis en évidence l'année précédente, se rapproche de l'écurie italienne au classement général. Didier Auriol remporte le Monte-Carlo, le Tour de Corse et le San Remo, trois épreuves sur asphalte. Biasion décroche les lauriers au Portugal et en Argentine et Juha Kankkunen signe sa seule victoire au Rallye d'Australie. Le point d'orgue de la saison a lieu au Portugal où les Lancia réalisent un quintuplé (Biasion-Auriol-Kankkunen-Cerrato-Bica). Lancia remporte son quatrième titre des constructeurs d'affilée, avec toutefois seulement six points d'avance sur Toyota qui signe quatre victoires. Par contre, le titre pilote échappe à Didier Auriol qui s'incline face à Carlos Sainz : si les pilotes Lancia se sont partagé les victoires, Sainz sur Toyota, a signé tous les succès de son écurie ce qui lui permet d'inscrire quarante-cinq points de plus que son second au championnat.

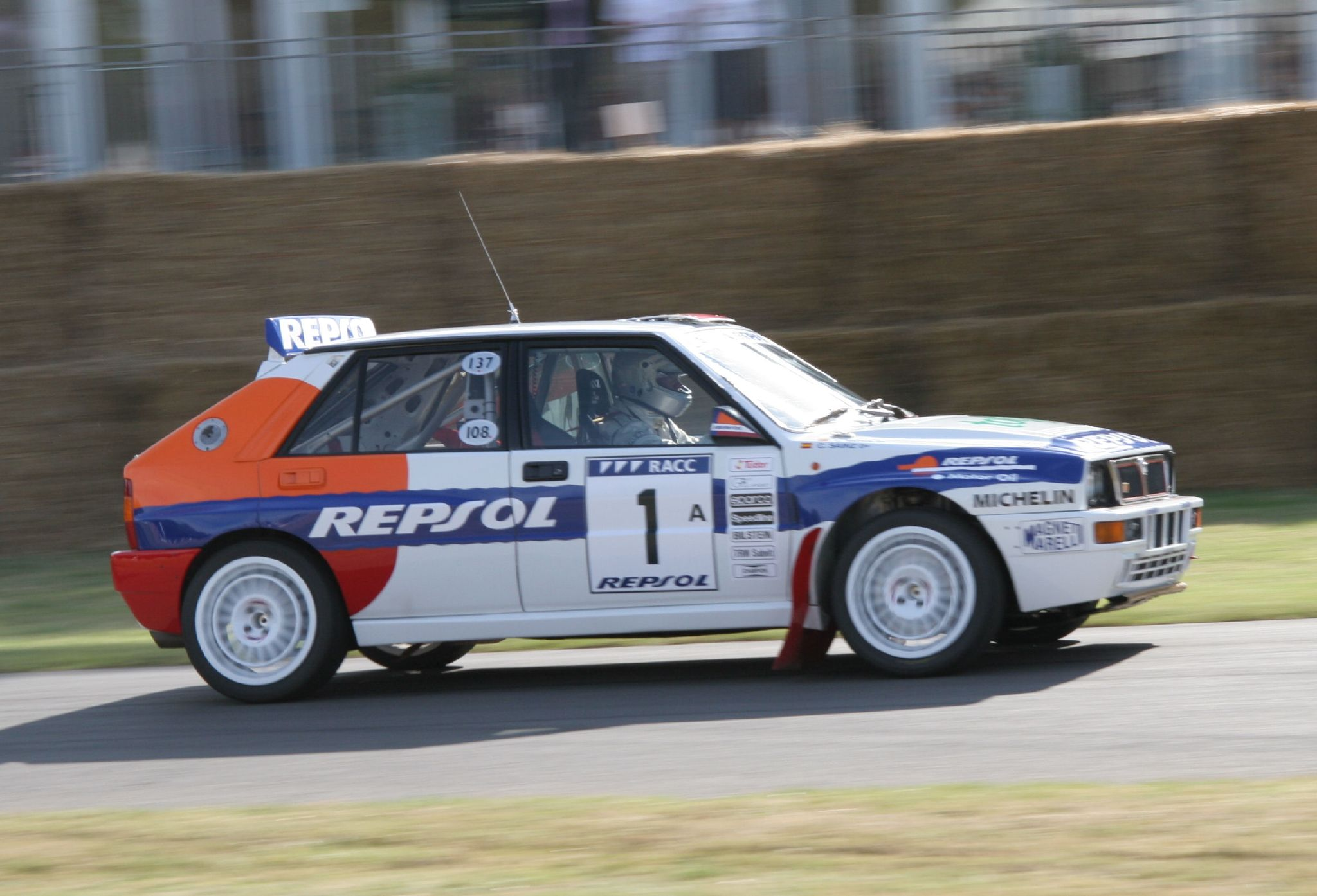
À partir de 1992, les Delta sont engagées par des écuries privées, comme celle-ci engagée par le Jolly Club.

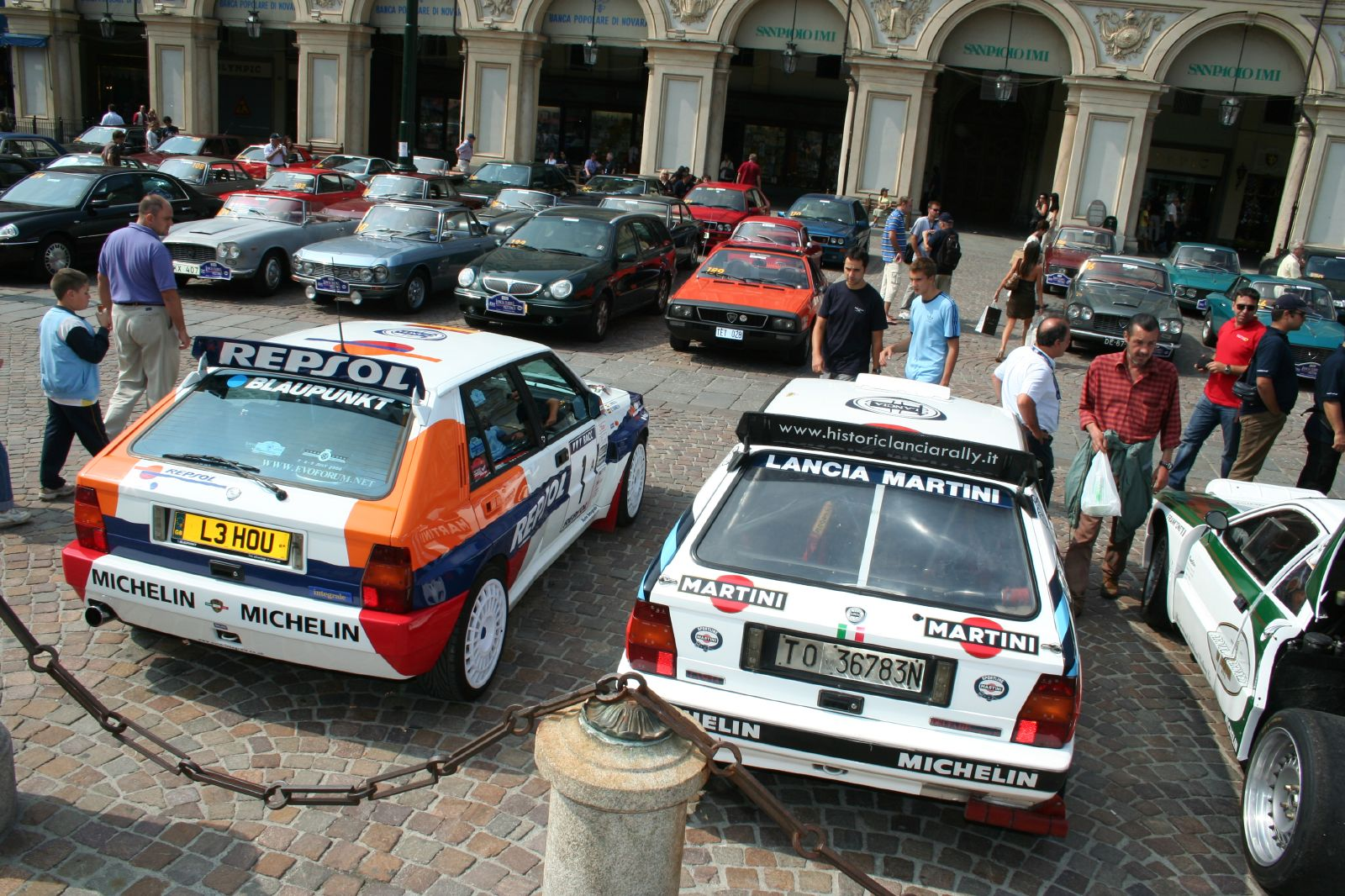
La Lancia Jolly Club de Carlos Sainz et une Integrale lors de la célébration du centenaire Lancia à Turin en 2006.

Au Salon de Francfort 1991, la Delta HF Integrale 16V Evoluzione est dévoilée : elle sert de base d'homologation à la nouvelle machine destinée à disputer le 1991. Le nouveau cheval de bataille de la Squadra Corse HF Lancia reçoit des voies avant et arrière plus larges, un déflecteur aérodynamique ajustable à deux positions sur le pavillon, et de nouvelles ouïes d'aération sur le capot moteur. Cette année encore, le rival désigné est Toyota qui ne tarde pas à montrer sa détermination quand Sainz remporte les deux premières épreuves de la saison (devant Biasion au Monte-Carlo et Auriol-Biasion-Kankkunen au Portugal). Kankkunen signe le premier succès de Lancia au Safari Rally du Kenya mais, dès le retour en Europe pour le Tour de Corse, Sainz s'impose à nouveau devant Auriol. La saison semble se dérouler sur le même schéma que la précédente, Lancia et Toyota vont se partager tous les succès (six pour Lancia et quatre pour Toyota) et toutes les places d'honneurs. À la fin de la saison, Lancia a inscrit 188 points contre 162 à Toyota, mais, une fois les trois moins bons résultats décomptés, l'écart est beaucoup plus faible puisque le constructeur italien l'emporte avec 137 points contre 128. Le titre pilote est tout aussi disputé entre Kankkunen et Sainz qui triomphent chacun à cinq reprises. Le Finlandais réussit toutefois, au prix d'une plus grande régularité, à remporter son troisième titre de champion du monde avec sept points d'avance sur Sainz.
À la fin de la saison, Lancia annonce son retrait de toutes compétitions par ce communiqué de presse : « Lancia, unique constructeur ayant remporté dix titres mondiaux en rallye, et après le cinquième succès consécutif de la Delta et le titre mondial pilotes, décide d'interrompre son activité sportive. Les ressources humaines de premier ordre qui ont travaillé aux programmes sportifs seront assignées au développement de plans technologiques avancés qui trouveront leur application dans la production de série. Ces onze années de succès ont démontré l'excellente collaboration entre Lancia et Martini Racing qui a décidé de poursuivre l'activité sportive. Lancia va transférer à cette écurie les voitures et les contrats des pilotes Kankkunen et Auriol tandis que l'assistance du prochain championnat sera confiée au Jolly Club. Martini Racing communiquera son organisation et le programme pour la saison 1992. Bien que ne participant pas officiellement, Lancia, cédera des voitures aux écuries Jolly Club, A.R.T. et Grifone qui disputeront les différents championnat avec leurs organisations. ».
En 1992, bien que non engagée officiellement, Lancia réalise une meilleure saison que la précédente. Didier Auriol remporte six épreuves (Monte-Carlo, Corse, Acropole, Argentine, 1000 lacs et Australie), Kankkunen est vainqueur au Portugal et Andrea Aghini au San Remo. Bien qu'il ait remporté le plus de victoires dans la saison, le Français ne se classe que troisième du championnat pilote, devancé par son coéquipier et Carlos Sainz qui décroche le titre (avec quatre succès). Lancia remporte à nouveau le titre mondial en rallye avec 140 points, le maximum possible, devant Toyota.
En rallye, Lancia aura remporté à onze reprises (dix fois avec l'écurie officielle et une fois avec une écurie privée) le championnat du monde des constructeurs et quatre titres pilotes. La Delta a remporté quarante-six rallyes de championnat du monde en soixante-cinq participations de l'équipe Lancia/Martini, Lancia ayant décroché au total soixante-dix-sept succès dans la discipline entre 1974 et 1992.

### En attente d'un éventuel retour à la compétition

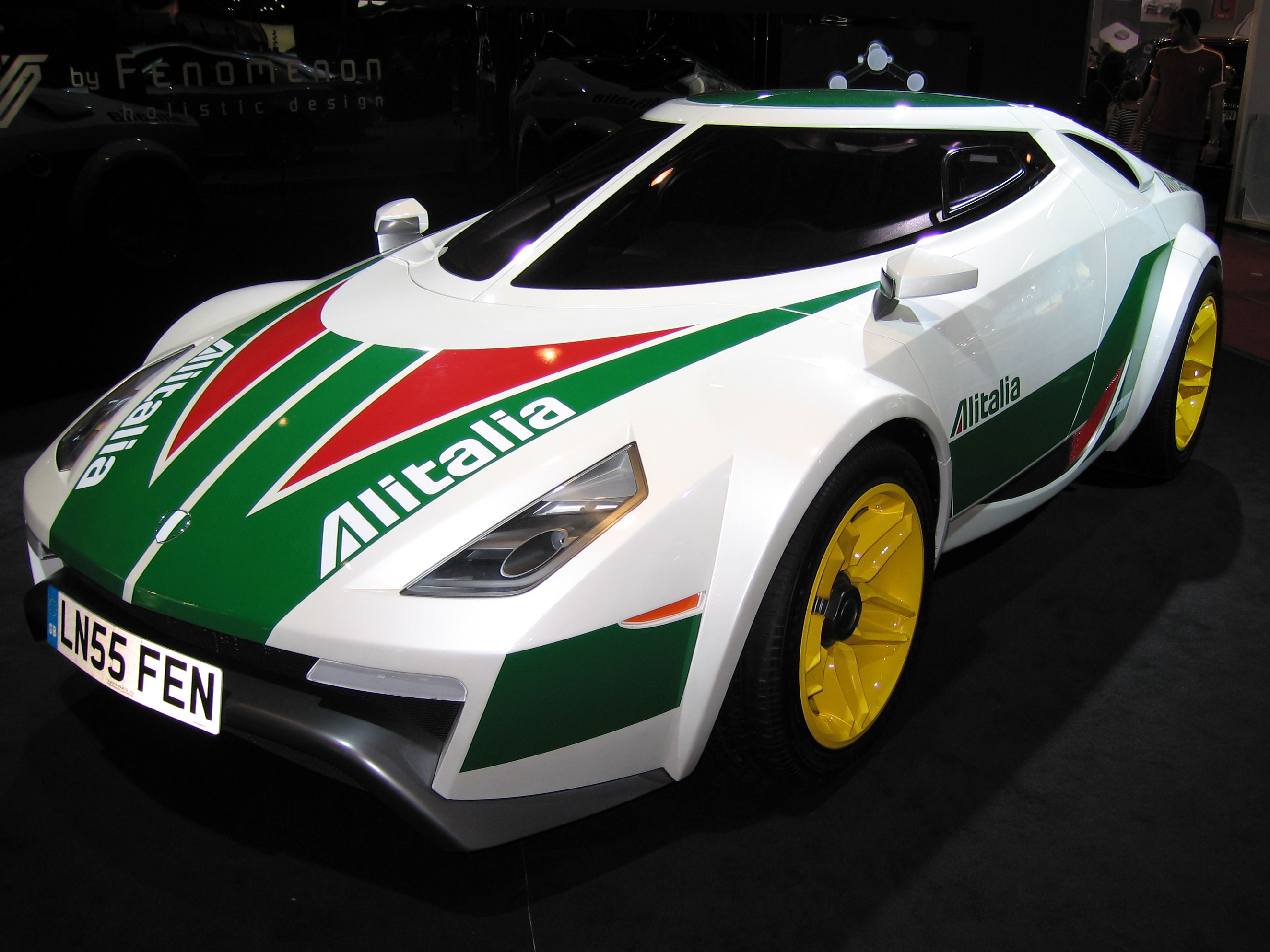
Le concept-car Fenomenon Stratos Alitalia présenté en 2005 à Genève.

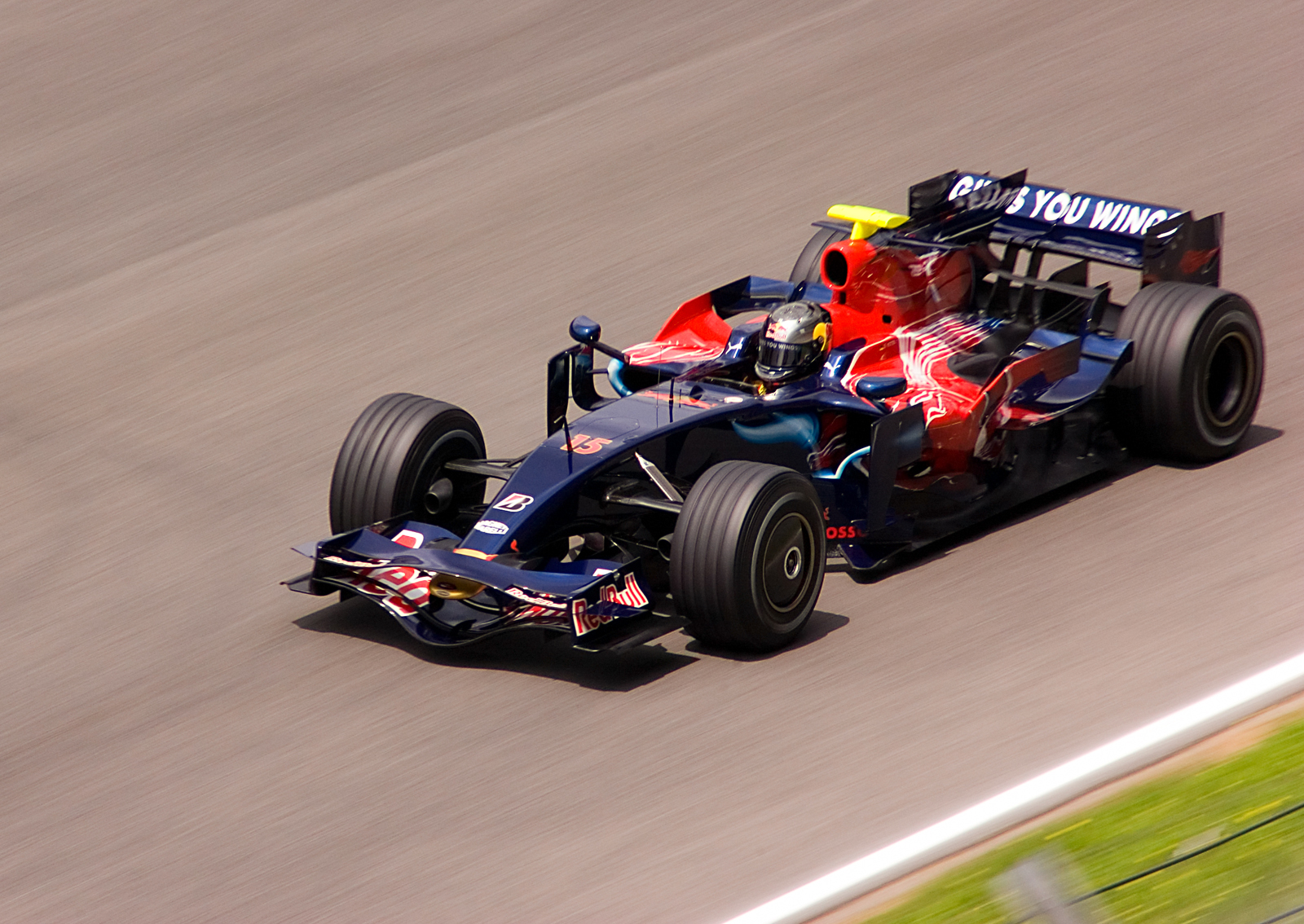
Une rumeur insistante annonçait le rachat de la Scuderia Toro Rosso par Lancia.

Depuis 1991, Lancia n'a plus pris part officiellement à aucune compétition automobile. De plus, les déboires financiers du groupe Fiat entre 1990 et 2004 (endettement de 6,6 milliards d'euros en juin 2002) n'ont pas incité les dirigeants du consortium à engager de dépenses pour revenir en compétition. Pour autant, le souvenir de Lancia est encore bien présent dans les mémoires des amateurs de compétition automobile au point que la société britannique Fenomenon présente en 2005, au Salon international de l'automobile de Genève, un concept-car directement inspiré de la Stratos en livrée de course Alitalia.
Fin septembre 2006, Fiat qui a entamé son redressement financier, récupère les 29 % de Ferrari cédés en 2002 pour environ 800 millions d'euros. Mi-juillet 2007, la capitalisation boursière du groupe est plus élevée (30 milliards d'euros) que celle cumulée de Ford et General Motors (27,5 milliards). Cette santé financière retrouvée relance les espoirs de voir Lancia renouer avec la compétition.
Les rumeurs de retour de Lancia en Formule 1 se font de plus en plus pressantes lorsque, le 18 mars 2008, Dietrich Mateschitz, propriétaire de l'écurie de Red Bull Racing et copropriétaire depuis 2006 de l'équipe Scuderia Toro Rosso, annonce son intention de vendre ses parts dans cette dernière (« Nous avons mis Toro Rosso sur le marché et nous cherchons la meilleure solution pour la reprise. À partir de 2010, il y a un changement de règles qui stipule que nous ne pourrons plus fabriquer à la fois des voitures Red Bull et des voitures Toro Rosso. C'est la raison pour laquelle je crois que nous devrions continuer avec une seule équipe. »).
Cette annonce laisse penser que l'écurie est sur le point d'être vendue à Lancia, d'autant que Toro Rosso est basée à Faenza en Italie et compte de nombreux Italiens (le personnel de l'ancienne écurie Scuderia Minardi) dans son équipe. D'autres faits peuvent étayer une telle rumeur, notamment le fait que Lancia, appartenant au groupe Fiat qui possède également des parts chez Ferrari, pourrait engager des monoplaces avec des moteurs Ferrari rebadgés Lancia. De plus, la marque d'apéritif Martini et sa branche sport Martini Racing, sponsor historique de Lancia, fait sa réapparition en compétition automobile sur les pontons des Ferrari et pourrait migrer vers Lancia. Enfin, Lancia utiliserait également cet engagement pour augmenter sa visibilité après le lancement de la nouvelle Delta.
Toutefois, dès le vendredi 30 mai 2008, Gerhard Berger, copropriétaire de Toro Rosso dément dans le journal allemand Sport Bild les rumeurs annonçant le rachat par Lancia des parts de Dietrich Mateschitz.
Le 26 novembre 2008, Gerhard Berger, qui avait acquis 50 % des parts de l'écurie Scuderia Toro Rosso en février 2006, annonce la revente de l'ensemble de sa participation dans l'équipe à Mateschitz. Celui-ci, désormais unique propriétaire de l'écurie, annonce qu’il n'est plus pressé de la vendre et souhaite trouver un repreneur capable selon lui d’assurer un avenir à l’écurie sur le long terme, sans évoquer le nom de Lancia.
Depuis, la Scuderia Toro Rosso est restée dans le giron de Mateschitz qui en a fait l'équipe satellite du Red Bull Racing, destinée à former des jeunes pilotes ou ingénieurs avant de les intégrer à l'équipe-mère.

## Résultats de la Scuderia Lancia en compétition

### En Formule 1
| Saison | Écurie          | Châssis    | Moteur          | Pneus   | Pilotes                                                         | Grands Prix disputés      | Pole positions | Meilleurs tours en course | Victoires | Podiums | Points inscrits par les pilotes |
| ------ | --------------- | ---------- | --------------- | ------- | --------------------------------------------------------------- | ------------------------- | -------------- | ------------------------- | --------- | ------- | ------------------------------- |
| 1954   | Scuderia Lancia | Lancia D50 | Lancia DS 50 V8 | Pirelli | Alberto Ascari Luigi Villoresi                                  | Espagne                   | 1              | 1                         | 0         | 0       | 1                               |
| 1955   | Scuderia Lancia | Lancia D50 | Lancia DS 50 V8 | Pirelli | Alberto Ascari Luigi Villoresi Eugenio Castellotti Louis Chiron | Argentine Monaco Belgique | 1              | 0                         | 0         | 1       | 6                               |

| 1954                                         | Scuderia Lancia | Lancia D50 | Lancia DS 50 V8 | Pirelli |                     | ARG    | 500 | BEL | FRA  | GBR | ALL | SUI | ITA | ESP |
| 1954                                         | Scuderia Lancia | Lancia D50 | Lancia DS 50 V8 | Pirelli | Alberto Ascari      |        |     |     |      |     |     |     |     | Abd |
| 1954                                         | Scuderia Lancia | Lancia D50 | Lancia DS 50 V8 | Pirelli | Luigi Villoresi     |        |     |     |      |     |     |     |     | Abd |
| 1955                                         | Scuderia Lancia | Lancia D50 | Lancia DS 50 V8 | Pirelli |                     | ARG    | MON | 500 | BEL  | P-B | GBR | ITA |     |     |
| 1955                                         | Scuderia Lancia | Lancia D50 | Lancia DS 50 V8 | Pirelli | Alberto Ascari      | Abd    | Abd |     |      |     |     |     |     |     |
| 1955                                         | Scuderia Lancia | Lancia D50 | Lancia DS 50 V8 | Pirelli | Luigi Villoresi     | Abd(p) | 5e  |     | Forf |     |     |     |     |     |
| 1955                                         | Scuderia Lancia | Lancia D50 | Lancia DS 50 V8 | Pirelli | Eugenio Castellotti | Abd(p) | 2e  |     | Abd  |     |     |     |     |     |
| 1955                                         | Scuderia Lancia | Lancia D50 | Lancia DS 50 V8 | Pirelli | Louis Chiron        |        | 6e  |     |      |     |     |     |     |     |
| 1955                                         | Scuderia Lancia | Lancia D50 | Lancia DS 50 V8 | Pirelli | Piero Valenzano     |        |     |     | Forf |     |     |     |     |     |
| 1955                                         | Scuderia Lancia | Lancia D50 | Lancia DS 50 V8 | Pirelli | Giuseppe Farina     |        |     |     |      |     |     |     |     |     |
| Légende                                      |                 |            |                 |         |                     |        |     |     |      |     |     |     |     |     |
| Légende : ici                                |                 |            |                 |         |                     |        |     |     |      |     |     |     |     |     |
| - (p) Voiture partagée avec un autre pilote. |                 |            |                 |         |                     |        |     |     |      |     |     |     |     |     |

| Année | Écurie          | Châssis    | Moteur          | Pneus   | Pilotes                                            | Grand Prix disputés         | Victoires      | Accessits                                                   |
| ----- | --------------- | ---------- | --------------- | ------- | -------------------------------------------------- | --------------------------- | -------------- | ----------------------------------------------------------- |
| 1955  | Scuderia Lancia | Lancia D50 | Lancia DS 50 V8 | Pirelli | Alberto Ascari Luigi Villoresi Eugenio Castellotti | VII Grand Prix de Valentino | Alberto Ascari | 3e Luigi Villoresi 4e Eugenio Castellotti                   |
| 1955  | Scuderia Lancia | Lancia D50 | Lancia DS 50 V8 | Pirelli | Alberto Ascari Luigi Villoresi Eugenio Castellotti | XVI Grand Prix de Pau       |                | 2e Eugenio Castellotti 4e Luigi Villoresi 5e Alberto Ascari |
| 1955  | Scuderia Lancia | Lancia D50 | Lancia DS 50 V8 | Pirelli | Alberto Ascari Luigi Villoresi                     | VIII Grand Prix de Naples   | Alberto Ascari | 3e Luigi Villoresi                                          |

### En Championnat du monde d'Endurance
| Saison | Catégorie                  | Châssis         | Principaux pilotes                                                                           | Épreuves disputées | Victoires | Points inscrits | Classement                    |
| ------ | -------------------------- | --------------- | -------------------------------------------------------------------------------------------- | ------------------ | --------- | --------------- | ----------------------------- |
| 1953   | Sport                      | Lancia D24      | Juan Manuel Fangio Piero Taruffi Eugenio Castellotti                                         | 4 sur 7            | 1         | 12              | 4e                            |
| 1954   | Sport                      | Lancia D24      | Alberto Ascari Piero Taruffi Porfirio Rubirosa                                               | 3 sur 6            | 1         | 20              | 2e                            |
| 1973   | Sport                      | Lancia Stratos  | Sandro Munari Jean-Claude Andruet                                                            | 1 sur 10           | 0         | 15              | 7e                            |
| 1979   | Groupe 5 moins de 2 litres | Beta Montecarlo | Riccardo Patrese Walter Röhrl Markku Alén                                                    | 5 sur 9            | 2         | 30              | Champion                      |
| 1980   | Groupe 5 moins de 2 litres | Beta Montecarlo | Riccardo Patrese Michele Alboreto Walter Röhrl Hans Heyer Eddie Cheever                      | 10 sur 11          | 10        | 240             | Champion                      |
| 1981   | Groupe 5 moins de 2 litres | Beta Montecarlo | Riccardo Patrese Michele Alboreto Andrea De Cesaris Henri Pescarolo Hans Heyer Eddie Cheever | 6 sur 15           | 6         | 100             | Champion                      |
| 1982   | Groupe 6                   | LC1             | Riccardo Patrese Michele Alboreto Teo Fabi Piercarlo Ghinzani Alessandro Nannini             | 8 sur 8            | 3         | 0               | pas de classement en Groupe 6 |
| 1983   | Groupe C                   | LC2             | Riccardo Patrese Michele Alboreto Teo Fabi Hans Heyer                                        | 6 sur 7            | 1         | 32              | 2e                            |
| 1984   | Groupe C                   | LC2             | Riccardo Patrese Alessandro Nannini Bob Wollek                                               | 7 sur 11           | 1         | 57              | 2e                            |
| 1985   | Groupe C                   | LC2             | Alessandro Nannini Mauro Baldi Bob Wollek Henri Pescarolo                                    | 7 sur 10           | 1         | 58              | 2e                            |

### En Championnat du monde des rallyes
De 1970 à 1972 une ébauche de championnat du monde est mise en place sous la dénomination de International Championship for Manufacturers.
| Saison | Modèle          | Principaux pilotes                                                                 | Victoires | Points inscrits | Classement             |
| ------ | --------------- | ---------------------------------------------------------------------------------- | --------- | --------------- | ---------------------- |
| 1970   | Fulvia Coupé HF | Amilcare Ballestrieri Sergio Barbasio Giorgio Pianta Harry Källström               | 1         | 16              | 3e                     |
| 1971   | Fulvia Coupé HF | Simo Lampinen Harry Källström Amilcare Ballestrieri Sergio Barbasio Giorgio Pianta | 0         | 16              | 4e                     |
| 1972   | Fulvia Coupé HF | Sandro Munari Simo Lampinen Amilcare Ballestrieri Sergio Barbasio                  | 3         | 97              | Champion international |

Le World Rally Championship for Manufacturers est créé en 1973 et prend, en 1983, la dénomination FIA World Rally Championship for Manufacturers.
| Saison | Modèle                                    | Principaux pilotes                                                                             | Victoires | Points inscrits | Classement                                         |
| ------ | ----------------------------------------- | ---------------------------------------------------------------------------------------------- | --------- | --------------- | -------------------------------------------------- |
| 1973   | Fulvia Coupé HF                           | Harry Källström Sandro Munari Simo Lampinen Amilcare Ballestrieri Ove Andersson                | 0         | 17              | 13e                                                |
| 1974   | Fulvia Coupé HF Stratos HF Beta Coupé     | Sandro Munari Shekhar Mehta Simo Lampinen Jean-Claude Andruet                                  | 3         | 94              | Champion du monde                                  |
| 1975   | Stratos HF Beta Coupé                     | Sandro Munari Shekhar Mehta Simo Lampinen Björn Waldegård Jean-Claude Andruet Bernard Darniche | 4         | 96              | Champion du monde                                  |
| 1976   | Stratos HF                                | Sandro Munari Simo Lampinen Björn Waldegård Bernard Darniche Raffaele Pinto                    | 4         | 112             | Champion du monde                                  |
| 1977   | Stratos HF                                | Sandro Munari Raffaele Pinto Simo Lampinen                                                     | 1         | 60              | 5e                                                 |
| 1978   | Stratos HF                                | Sandro Munari Fulvio Bacchelli Stig Blomqvist Markku Alén                                      | 1         | 49              | 7e                                                 |
| 1979   | Stratos HF                                | Bernard Darniche Antonio "Tony" Fassina Markku Alén                                            | 3         | 65              | 4e (écuries privées et 1 engagement semi-officiel) |
| 1980   | Stratos HF                                | Bernard Darniche Tasos "Siroco" Livieratos Fabrizio Tabaton                                    | 0         | 20              | 10e (écuries privées)                              |
| 1981   | Stratos HF                                | Bernard Darniche Markku Alén                                                                   | 1         | 28              | 10e (écurie privée)                                |
| 1982   | Rally 037                                 | Markku Alén Attilio Bettega Adartico Vudafieri Fabrizio Tabaton                                | 0         | 25              | 9e                                                 |
| 1983   | Rally 037                                 | Walter Röhrl Markku Alén Attilio Bettega                                                       | 5         | 118             | Champion du monde                                  |
| 1984   | Rally 037                                 | Miki Biasion Markku Alén Attilio Bettega                                                       | 1         | 108             | 2e                                                 |
| 1985   | Rally 037 Delta S4                        | Miki Biasion Markku Alén Henri Toivonen                                                        | 1         | 70              | 3e                                                 |
| 1986   | Rally 037 Delta S4                        | Miki Biasion Markku Alén Henri Toivonen                                                        | 4         | 122             | 2e                                                 |
| 1987   | Delta HF 4WD                              | Miki Biasion Juha Kankkunen Markku Alén                                                        | 9         | 140             | Champion du monde                                  |
| 1988   | Delta HF 4WD Delta HF Integrale           | Bruno Saby Miki Biasion Markku Alén                                                            | 10        | 140             | Champion du monde                                  |
| 1989   | Delta HF Integrale Delta HF Integrale 16V | Bruno Saby Miki Biasion Markku Alén Didier Auriol                                              | 7         | 140             | Champion du monde                                  |
| 1990   | Delta HF Integrale 16V                    | Miki Biasion Juha Kankkunen Didier Auriol                                                      | 6         | 137             | Champion du monde                                  |
| 1991   | Delta HF Integrale 16V                    | Miki Biasion Juha Kankkunen Didier Auriol Bruno Saby                                           | 6         | 137             | Champion du monde                                  |
| 1992   | Delta HF Integrale                        | Juha Kankkunen Didier Auriol Philippe Bugalski Björn Waldegård                                 | 8         | 140             | Champion du monde                                  |